# Di tích về thời Đinh

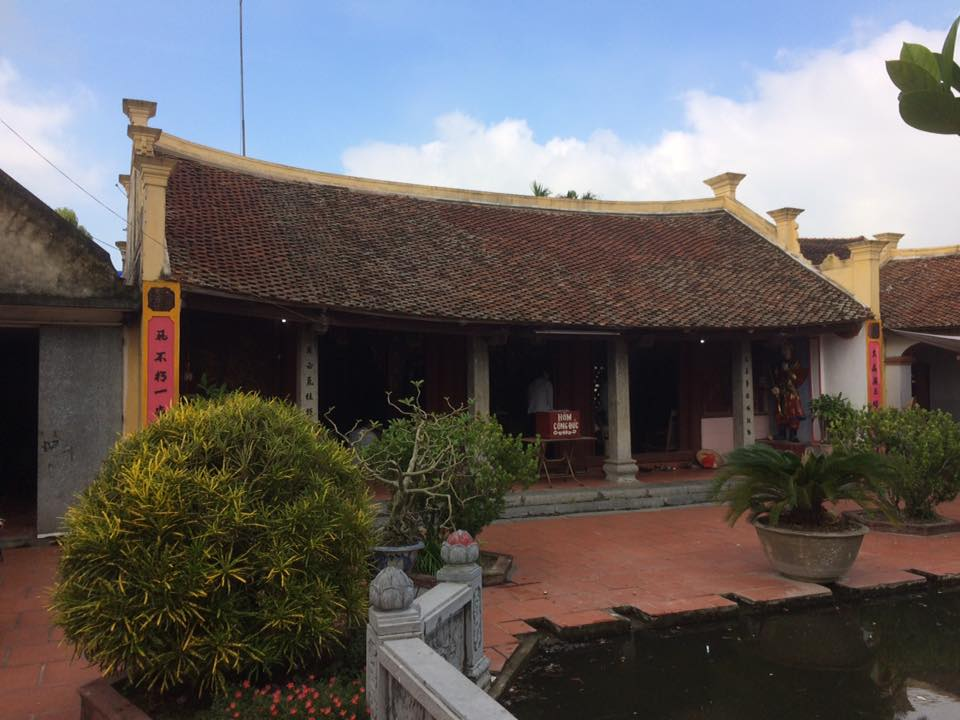
Di tích Đền Thánh Mẫu (Đông Hưng, Hưng Yên), nơi thờ một Hoàng hậu vợ Vua Đinh Tiên Hoàng

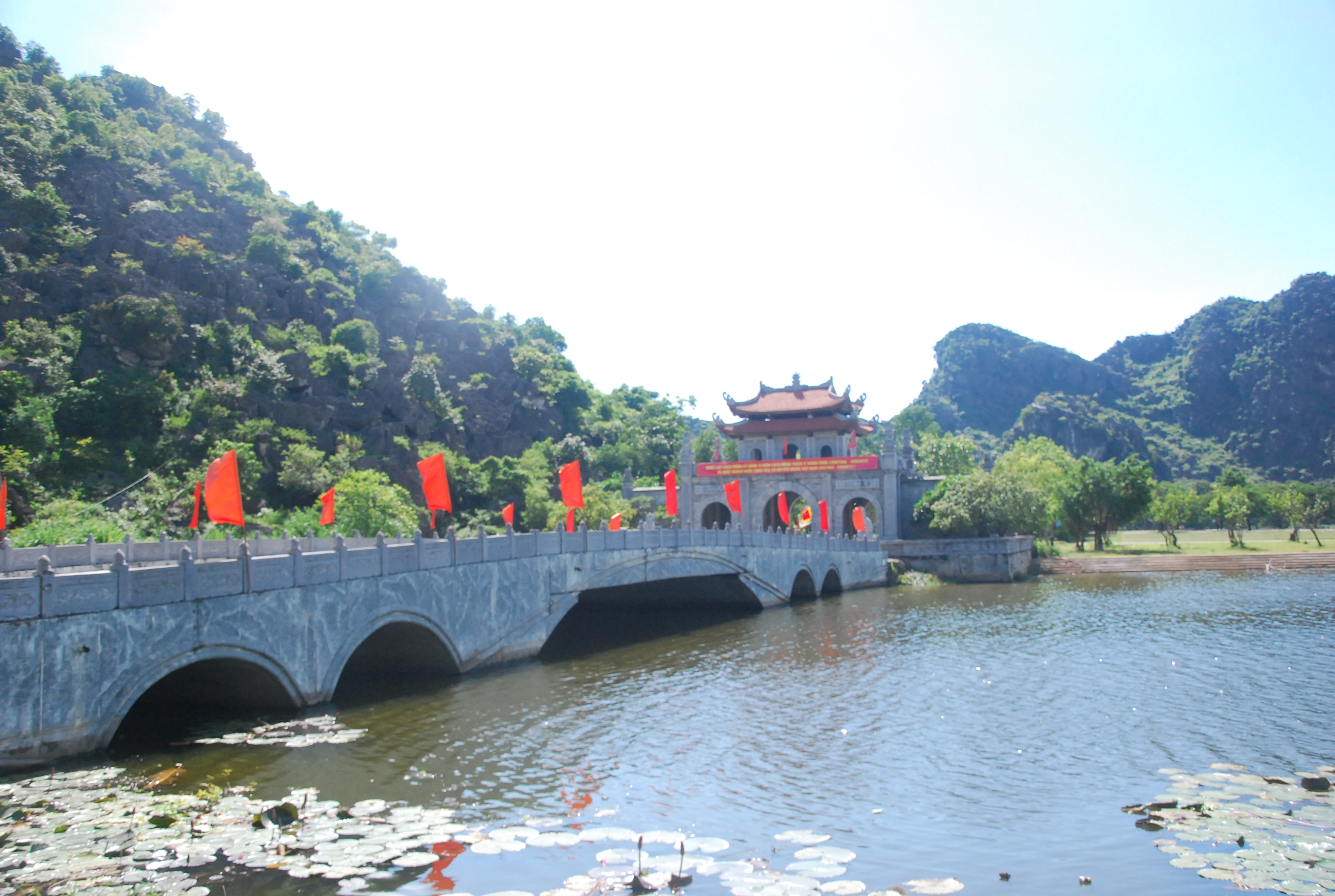
Cửa Đông vào Đền Đinh Lê ở cố đô Hoa Lư

Di tích thời Đinh là hệ thống các di tích ở Việt Nam có lịch sử hình thành từ thời nhà Đinh hoặc có ở thời đại khác nhưng thờ các nhân vật lịch sử thuộc thời nhà Đinh, triều đại phong kiến tập quyền đầu tiên.
Nhà Đinh là triều đại phong kiến trong lịch sử Việt Nam bắt đầu năm 968, sau khi Đinh Tiên Hoàng dẹp xong loạn 12 sứ quân, lập ra nhà nước Đại Cồ Việt với kinh đô ở Hoa Lư và kết thúc năm 980 khi con của Đinh Tiên Hoàng là Đinh Phế Đế nhường cho Lê Hoàn. Nhà Đinh là triều đại mở đầu chế độ phong kiến tập quyền và thời kỳ giành độc lập tự chủ lâu dài của đất nước Việt Nam. Hệ thống các di tích thời Đinh tập trung nhiều ở vùng lãnh thổ Đại Cồ Việt xưa, tức là các tỉnh khu vực châu thổ sông Hồng và Bắc Trung Bộ ngày nay.

## Tổng quan
Các di tích thời Đinh có thể chia thành các nhóm Di tích hình thành từ thời Đinh và Di tích thờ nhân vật thời Đinh, phần lớn là các đền, đình, chùa, miếu thờ các nhân vật lịch sử.
- Di tích hình thành từ thời Đinh: Di tích hình thành từ thời Đinh chỉ có ở nửa phía Bắc Việt Nam, các tỉnh từ Hà Tĩnh trở ra nằm trong phạm vi ranh giới nước Đại Cồ Việt xưa, tập trung nhiều ở di tích cố đô Hoa Lư.
- Di tích thờ nhân vật thời Đinh: Di tích thờ nhân vật thời Đinh được xây dựng ở nhiều thời kỳ lịch sử khác nhau và có ở nhiều nơi nhưng tập trung nhiều hơn cả ở phạm vi ranh giới nước Đại Cồ Việt xưa.
- Lê Hoàn cũng là vị tướng thời Đinh nên các di tích liên quan đến nhân vật lịch sử này và các vị tướng nhà Đinh sau tiếp tục theo giúp nhà Tiền Lê ở giai đoạn đã thay ngôi nhà Đinh thì vẫn xét vào di tích thời Đinh.

## Danh sách di tích
Dưới đây danh sách các di tích thời Đinh phân theo các nhóm được cập nhật:

### Di tích thờ thái hậu, hoàng hậu, công chúa
Danh sách các di tích thờ hoàng thân nhà Đinh, không tính các di tích như đền Phất Kim, Phủ Bà Chúa, chùa Bà Ngô đã thống kê vào nhóm cố đô Hoa Lư:
| Tên di tích     | Xã, Tỉnh                 | Nội dung | Niên đại  |
| --------------- | ------------------------ | --- | --------- |
| Đình Bườn       | Đông A , Ninh Bình       | Di tích quốc gia đình Bườn thờ Đinh Triều Quốc Mẫu Đàm Thị Thiềm, thân mẫu của Đinh Bộ Lĩnh gần đó có lăng mộ và miếu Trúc thờ 2 tướng Phùng Gia và Cao Mộc | Thời Đinh |
| Miếu Lộc Thọ    | xã Lê Quý Đôn , Hưng Yên | Miếu và đình Lộc Thọ thờ Đàm Hoàng Thái Hậu Đàm Thị (thân mẫu Vua Đinh) cùng các tướng lĩnh Đinh Điền, Nguyễn Bặc, Lưu Cơ, Phạm Thành đã về làng Lộc Thọ lập căn cứ chống Phạm Phòng Át. | Thời Đinh |
| Đền Thung Lá    | Gia Hưng, Ninh Bình      | Căn cứ Thung Lá có đền thờ Mẫu hậu của Vua Đinh và thờ Vương Bà bí ẩn đã có nhiều công lao chữa trị vết thương giúp Vua Đinh dẹp loạn 12 sứ quân. Thung Lá hiện là một điểm du lịch trên quê hương nhà Đinh. | Thời Đinh |
| Miếu Long Viên  | Gia Tường, Ninh Bình     | Đền Long Viên hay miếu Long Viên thuộc thôn Mỹ Thịnh, nằm trên quê ngoại Vua Đinh, thờ Long Viên Đốc Khánh công chúa, là người đỡ đẻ khi Đinh Bộ Lĩnh chào đời. | Thời Đinh |
| Đền Thánh Mẫu   | Đông Hưng, Hưng Yên      | Đền Thánh Mẫu thờ Trinh Thục Hoàng hậu hay Trinh Minh Hoàng hậu là Đệ nhị cung phi trong Hoàng cung nhà Đinh. Bà là người có nhan sắc, tài nghệ văn chương và tinh thông võ nghệ. | Tiền Lê   |
| Đình Trạch Xá   | xã Ứng Hòa, Hà Nội       | Đình làng Trạch Xá thờ Tứ phi Hoàng hậu Nguyễn Thị Sen, là người có công phát triển truyền dạy nghề may trong cung đình Hoa Lư nên được hậu thế tôn vinh là Bà tổ nghề may. | Tiền Lê   |
| Đền Tổ nghề may | xã Ứng Hòa, Hà Nội       | Đền Tổ nghề may được phục dựng năm 2014 trên nền đền cũ bị phá hủy bởi chiến tranh. Đền thờ Tứ phi Hoàng hậu Nguyễn Thị Sen, là người có công phát triển truyền dạy nghề may trong cung đình Hoa Lư nên được hậu thế tôn vinh là Bà tổ nghề may.                                                                                  | Tiền Lê   |
| Đền Tổ nghề may | Hội An, Quảng Nam        | Đền Bà Tổ nghề may Nguyễn Thị Sen được lập trong khu đô thị cổ Hội An để diễn ra lễ giỗ tổ nghề may hàng năm. Đền thờ Tứ phi Hoàng hậu Nguyễn Thị Sen, là người truyền dạy nghề may cho nhân dân, được hậu thế tôn vinh là Bà tổ nghề may                                                                                         | Tiền Lê   |
| Đền Bách Cốc    | Trường Thi, Ninh Bình    | Đình Bách Cốc thờ Thái hậu Dương Vân Nga, tương truyền bà đã từng về đây đốc thúc binh lương. Ghi dấu ấn của bà làng Bách Cốc lập đền thờ tôn là Thần Hoàng làng. | Tiền Lê   |
| Phủ Viết        | Phong Doanh, Ninh Bình   | Miếu Viết được thờ Đinh Tiên Hoàng, vì Hoàng Hậu Dương Vân Nga đã lấy Lê Hoàn nên để ghi công trạng của Bà, bà con Làng Viết đã lập bàn thờ Bà Dương Vân Nga ở Phủ Viết. Do vậy Phủ Viết trở thành chốn linh thiêng thờ mẫu từ xa xưa còn được bảo tồn đến hiện nay.                                                              | Hậu Lê    |
| Nghè Xuân Phả   | Thọ Xuân, Thanh Hóa      | Nghè Xuân Phả phối thờ Hoàng hậu Dương Thị Nguyệt cùng vị thần chủ đền là Đại Hải Long Vương âm phù Vua Đinh Tiên Hoàng dẹp giặc. Tại đây hàng năm lễ hội có Trò Xuân Phả rất độc đáo, do Hoàng hậu nhà Đinh trao truyền cho dân làng để dâng lên thành hoàng làng hàng năm                                                       | Thời Đinh |
| Đền Bạch Mã     | Vân Tụ, Nghệ An          | Phối thờ Thái hậu Dương Vân Nga cùng với các con cháu bà là Lý Công Uẩn, Lê Thị Phất Ngân, Lý Thái Tông cùng vị thần chủ đền là Lý Nhật Quang. | Thời Lý   |
| Đình Tam Chúc   | Tam Chúc, Ninh Bình      | Đình làng Tam Chúc thờ vua Đinh Tiên Hoàng và hoàng hậu Dương Thị Nguyệt là người Kim Bảng, Hà Nam cùng với vị thần Bạch Mã đã âm phù vua Đinh dẹp loạn 12 sứ quân. | Thời Đinh |
| Đền Miếu Bà     | Kim Bảng, Ninh Bình      | Đền miếu Bà ở làng Đặng Xá và Miếu Bóng Bà ở làng Chanh Thôn xã Văn Xá là 2 nơi thờ Công chúa Đinh Thị Ngọc Nương, con gái trưởng vua Đinh Tiên Hoàng trên quê hương của hoàng hậu Dương Nguyệt Nương. | Thời Đinh |
| Miếu Bóng Bà    | Kim Bảng, Ninh Bình      | Miếu Bóng Bà ở làng Chanh Thôn cùng với miếu Bà ở làng Đặng Xá thờ Công chúa Đinh Thị Ngọc Nương, con gái của vua Đinh Tiên Hoàng trên quê hương của hoàng hậu Dương Nguyệt Nương. | Thời Đinh |
| Đình Phù Sa     | Sơn Tây, Hà Nội          | Đình làng Phù Sa thờ công chúa Phù Dung con gái vua Đinh Tiên Hoàng và Phò mã Trương Quán Sơn con trai của đại thần Trương Ma Ni, có công đánh giặc Tống xâm lược triều Tiền Lê, được ban thực ấp ở Sơn Tây | Tiền Lê   |
| Đền làng Sải    | Quỳnh Lưu, Ninh Bình     | Đền hay phủ làng Sải thờ công chúa Phù Dung con Vua Đinh Tiên Hoàng và hoàng hậu Đinh Thị Tỉnh. Công chúa Đinh Phù Dung cùng với chồng là phò mã Trương Quán Sơn có công đánh dẹp giặc Chiêm Thành. Khi mất được lập đền thờ và được các triều vua sắc phong vì đã có công bảo vệ đất nước, che chở cho dân.                      | Tiền Lê   |
| Đền làng Đồi    | Quỳnh Lưu, Ninh Bình     | Đền hay phủ làng Đồi thờ công chúa Liên Hoa con Vua Đinh Tiên Hoàng và hoàng hậu Nguyễn Thị Sen. Công chúa Đinh Liên Hoa là người tinh thông võ nghệ, theo giúp vua cha đánh dẹp sứ quân Đỗ Cảnh Thạc và được ban thực ấp ở Trâm Nhị (Ân Thi, Hưng Yên). Khi mất được lập đền thờ và các triều vua sắc phong là Vua bà công chúa. | Tiền Lê   |
| Đình Trâm Nhị   | Xuân Trúc, Hưng Yên      | Đình làng Trâm Nhị, xã Vân Du thờ công chúa Đinh Liên Hoa con vua Đinh Tiên Hoàng và hoàng hậu Đinh Thị Tỉnh, Công chúa Liên Hoa đã cùng cha dẹp loạn 12 sứ quân, sau có công lập ấp, gây dựng làng Trâm Nhị nên được nhân dân tôn thờ làm thành hoàng làng.                                                                      | Thời Đinh |
| Chùa Quán Vinh  | Tây Hoa Lư, Ninh Bình    | Chùa Quán Vinh nằm bên quốc lộ 38B vào cố đô Hoa Lư, Trong chùa có thờ 2 công chúa con vua Đinh Tiên Hoàng | Thời Đinh |
| Đình Văn Lâm    | Nam Hoa Lư, Ninh Bình    | Đình thánh tổ nghề thêu Văn Lâm nằm cạnh bến đò Tam Cốc – Bích Động thờ hoàng hậu Nguyễn Thị Sen, người đã truyền dạy nghề may, thêu ren cho dân làng Văn Lâm | Thời Đinh |
| Đền Lốt         | Kiều Phú, Hà Nội         | Các di tích đền Lốt và đình thôn Liên Trì Đồng Sơn tại xã Kiều Phú thành phố Hà Nội là nơi thờ công chúa Liên Hoa gắn với sự nghiệp cầm quân đánh dẹp sứ quân Đỗ Cảnh Thạc ở căn cứ quân sự thành Quèn. | Thời Đinh |

### Di tích thờ Vua Đinh Tiên Hoàng
Dưới đây là danh sách di tích thờ Vua Đinh Tiên Hoàng không tính các di tích đền Vua Đinh, đình Yên Trạch, đình Yên Thành đã kê vào nhóm di tích cố đô Hoa Lư
| Tên di tích                 | Xã, Tỉnh                               | Nội dung | Niên đại     |
| --------------------------- | -------------------------------------- | --- | ------------ |
| Đền Vua Đinh                | Vạn Thắng, Ninh Bình                   | Là nơi Đinh Bộ Lĩnh quy tụ lòng người, tuyển mộ trai tráng phục vụ công cuộc dẹp loạn 12 sứ quân. Gò Đại Duyệt là nơi Vua chỉ huy quân sĩ luyện tập. Cánh đồng Mo là nơi quân sĩ bỏ lại những mo cau gói cơm nhiều đến mức chất thành những đống lớn... | Tiền Lê      |
| Đình Thượng Đồng            | Vạn Thắng, Ninh Bình                   | Đình Thượng Đồng thờ Vua Đinh Tiên Hoàng và 2 anh em Đinh Đức Đạt, Đinh Đức Thông người Cát Đằng dấy binh theo Đinh Bộ Lĩnh. Khu vực của đình chính là nơi Vua Đinh đã đóng quân ngày xưa để đánh dẹp thu phục sứ quân Phạm Bạch Hổ | Hậu Lê       |
| Đình Viết                   | Phong Doanh, Ninh Bình                 | Làng Viết là nơi nhà vua Đinh Tiên Hoàng cùng ba quân tướng sĩ đã dựng trại, luyện quân nhằm bảo vệ vùng cửa biển Thần Phù cửa ngõ phía đông bắc Cố đô Hoa Lư thời Đại Cồ Việt. Để ghi nhớ công ơn của Nhà vua cùng ba Quân Tướng sĩ người dân nơi đây đã dựng miếu thờ Vua Đinh Tiên Hoàng, về sau, Đình - Chùa - Phủ được xây dựng mới với quy mô rộng hơn, khang trang vào năm 1805 - 1815. | Hậu Lê       |
| Đình Cát Đằng               | Vạn Thắng, Ninh Bình                   | Là là nơi khi xưa Vua Đinh Tiên Hoàng đã về đây để thu phục sứ quân Phạm Phòng Át, sau thành đình Cát Đằng là Vườn Quan nơi Phạm Bạch Hổ từng đóng quân. Ông đã gây dựng và biến nơi đây thành "Lầu Cát Đằng có tiếng, lâu đài chót vót sinh khí lành". | Tiền Lê      |
| Đền Thượng                  | Vạn Thắng, Ninh Bình                   | Đền Thượng còn được gọi là đền Cộng Hòa. Đền Thượng nằm cách đền Vua Đinh không xa. Tương truyền, đền Thượng là nơi Vua Đinh dựng cung thất. | Tiền Lê      |
| Đình Đằng Động              | Ý Yên, Ninh Bình                       | Đình làng Lẻ thuộc xã Yên Hồng, huyện Ý Yên. Đình Lẻ thờ Đinh Tiên Hoàng, là di tích đình làng được công nhận di tích lịch sử cấp tỉnh năm 2014. | Tiền Lê      |
| Đền làng Bịch               | Minh Tân, Ninh Bình                    | Đền làng Bịch thờ phụng Vua Đinh Tiên Hoàng và vợ chồng danh tướng thời nhà Đinh có công mở mang làng Bịch cách đây hơn 1.000 năm, được nhân dân suy tôn là thánh, thần là Tướng quân Lê Khai và phu nhân Trần Thị Quế. Họ cùng người dân địa phương xây thành, hào để làm căn cứ; quy tụ người dân tham gia nghĩa quân cùng Đinh Bộ Lĩnh dẹp loạn 12 sứ quân.                                 | Tiền Lê      |
| Đàn Tế Trời                 | Quỳnh Lưu, Ninh Bình                   | Là nơi Đinh Bộ Lĩnh lập đàn tế trời để tổ chức tế thần Nông dịp đầu xuân. Ngày nay, Ninh Bình đã phục dựng Đàn Kính Thiên Tràng An gần khu vực này | Thời Đinh    |
| Đền Bóng                    | Tây Hoa Lư, Ninh Bình                  | Đền Bóng là nơi Đinh Bộ Lĩnh xây dựng Hành cung phía Tây bảo vệ Kinh đô Hoa Lư. Thế kỷ X, các địa danh khu Hóc Lược, thung Chùa, núi Đầu cân, núi Rếch....thuộc xã Sơn Lai là nơi tuyển quân luyện tập binh sĩ, diễn ra các cuộc Lễ hội khao quân của vua Đinh. | Tiền Lê      |
| Đền Đông Thịnh              | Tây Hoa Lư, Ninh Bình                  | Di tích đền Đông Thịnh là nơi Đinh Bộ Lĩnh xây dựng Hành cung phía Tây bảo vệ Kinh đô Hoa Lư | Thời Đinh    |
| Đền Lão Cầu                 | Thanh Sơn, Ninh Bình                   | Là nơi Đinh Bộ Lĩnh đi săn | Tiền Lê      |
| Đền Văn Bòng                | Đại Hoàng, Ninh Bình                   | Quê hương phát tích nhà Đinh | Tiền Lê      |
| Núi Kỳ Lân                  | Đại Hoàng, Ninh Bình                   | Núi chùa Kỳ Lân tương truyền là nơi đặt Lăng phát tích nhà Đinh. Lăng Phát tích nằm ở lưng chừng núi. | Thời Đinh    |
| Đình Kính Chúc              | Thanh Sơn, Ninh Bình                   | Đình làng Kính Chúc thờ Đinh Bộ Lĩnh trên ở gần quê ngoại của Vua. Nơi đây Đinh Bộ Lĩnh chăn trâu, tập trận cờ lau. | Thời Lý      |
| Đình Thượng                 | Gia Hưng, Ninh Bình                    | Đình Thượng Gia Phú thờ Vua Đinh Tiên Hoàng. Nơi đây thời trai trẻ Đinh Bộ Lĩnh chăn trâu, tập trận cờ lau | Thời Lý      |
| Đình Trai                   | Gia Hưng, Ninh Bình                    | Đình Trai rất gần căn cứ động Hoa Lư. Nơi đây Đinh Bộ Lĩnh từng chăn trâu, tập trận cờ lau gần thuở ấu thơ. | Thời Lý      |
| Đình Lược                   | Tây Hoa Lư, Ninh Bình                  | Đình làng Lược ngoài thờ Vua Đinh Tiên Hoàng còn là nơi thờ cúng Nam quốc đô đài Trấn Bắc Đại Vương, tướng của Vua và Chăn Vương Công chúa Đinh Thị Huyền Chân. | Thời Đinh    |
| Đình Vua                    | Tây Hoa Lư, Ninh Bình                  | Đình và phủ thôn Sát là nơi đặt hành cung phía Tây thời Đinh. Đình là nơi thờ Đinh Tiên Hoàng Đế, Thành hoàng bản thổ Đinh Công Á, phủ là nơi thờ Thủy Tinh Công chúa, Thiên Danh Công chúa, Thiên Tinh công chúa và Ngọc Thanh công chúa. | Thời Đinh    |
| Đình Ngọc Mỹ                | Tây Hoa Lư, Ninh Bình                  | Đình Ngọc Mỹ thờ vua Đinh trên vùng đất là nơi đặt hành cung phía Tây thời Đinh | Thời Đinh    |
| Đình Mỹ Hạ                  | Gia Tường, Ninh Bình                   | Gia Thủy là quê mẹ của Vua Đinh Tiên Hoàng và quê hương của thái hậu Dương Vân Nga | Thời Đinh    |
| Đình Ngọc Nhị               | Gia Tường, Ninh Bình                   | Đình Ngọc Nhị trên quê hương Gia Thủy của thái hậu Đàm Thị thờ Vua Đinh Tiên Hoàng. Đình nằm gần sông Bôi. | Thời Lý      |
| Đình Ngọc Ba                | Gia Tường, Ninh Bình                   | Thờ Vua Đinh Tiên Hoàng trên quê hương của Đinh Triều Quốc Mẫu | Thời Lý      |
| Đình Trung Trữ              | Tây Hoa Lư, Ninh Bình                  | Đình Trung Trữ thờ Vua Đinh, Vua Lê và thái hậu Dương Vân Nga. Đình nằm gần kinh đô Hoa Lư | Tiền Lê      |
| Động Hoa Lư                 | Gia Hưng, Ninh Bình                    | Động Hoa Lư là một thung lũng trong lòng núi. Đây là căn cứ quân sự đầu tiên của Đinh Bộ Lĩnh trước khi tiến hành đánh dẹp 12 sứ quân | Thời Đinh    |
| Chùa Lạc Khoái              | Gia Phong, Ninh Bình                   | Chùa nằm tại ngã ba sông nên gọi là chùa Giao Thủy. Tương truyền, chùa Lạc Khoái là nơi xưa kia Vua Đinh đi bắt cá ở sông Hoàng Long có vào ngủ trọ. Sau này Vua còn cho lập hành cung ở đây để cùng Dương Vân Nga chiêm ngưỡng cảnh đẹp. | Thời Đinh    |
| Phủ Đại                     | Tây Hoa Lư, Ninh Bình                  | Phủ Đại nằm bên sông Sào Khê. Rất gần kinh đô Hoa Lư. Phủ Đại thờ Vua Đinh và người bạn Nguyễn Bặc đồng thời là tướng của Vua. | Hậu Lê       |
| Đền Trần xóm Cống           | Khánh Thiện, Ninh Bình                 | Đền Trần thuộc xóm Cống, xã Khánh Lợi, Yên Khánh phối thờ Vua Đinh Tiên Hoàng với các vị: Cống Thủy Thanh Long, Đông Hải Đại Vương, Lực Lộ Đại Vương và Nguyễn Bật Luân. | Hậu Lê       |
| Đền Lăng                    | Liêm Hà, Ninh Bình                     | Đền Trung trong di tích đền Lăng vốn là sinh từ thời Vua Đinh. Là căn cứ Vua Đinh về đây tuyển quân và quê hương Lê Hoàn. Hiện nay đền Lăng đang được tôn tạo thành khu du lịch. | Thời Đinh    |
| Đình Yến                    | Liêm Hà, Ninh Bình                     | Thờ Vua Đinh quê hương Lê Hoàn | Thời Đinh    |
| Đình Phương Khê             | Kim Bảng, Ninh Bình                    | Di tích lịch sử đình Phương Khê ở xã Kim Bảng là nơi thờ Đinh Tiên Hoàng Đế, tương truyền vùng đất này là nơi vua đặt đồn trại và tuyển dụng binh lính trong chiến dịch dẹp loạn 12 sứ quân. | Thời Đinh    |
| Đình Lạc Nhuế               | Lê Hồ, Ninh Bình                       | Đình làng Lạc Nhuế xưa là một căn cứ quân sự của Đinh Bộ Lĩnh. Vua Đinh đã về đây tuyển quân và sách lập Hoàng hậu Dương Thị Nguyệt là người con gái địa phương. | Thời Đinh    |
| Miếu Thượng Đồng Lạc        | Lê Hồ, Ninh Bình                       | Miếu Thượng thờ Vua Đinh Tiên Hoàng còn ghi dấu tích một căn cứ quân sự, nơi chiêu mộ hào kiệt đánh dẹp 12 sứ quân. | Tiền Lê      |
| Miếu Trung Chùa Đặng Xá     | Kim Bảng, Ninh Bình                    | Nơi Vua Đinh lập đồn trại thu nạp quân sĩ dẹp giặc, quê hương của hoàng hậu Dương Thị Nguyệt. | Tiền Lê      |
| Đình Đôn Lương              | Đồng Văn, Ninh Bình                    | Đình Đôn Lương ở phường Yên Bắc, thị xã Duy Tiên là nơi thờ Đinh Tiên Hoàng Đế, tương truyền vùng đất này là nơi vua đặt đồn trại và tuyển dụng binh lính trong chiến dịch dẹp loạn 12 sứ quân. | Thời Đinh    |
| Đền Đinh Tiên Hoàng Đế      | Mỹ Đức, Hà Nội                         | Đền Đinh Tiên Hoàng Đế ở làng Vài, xã Hợp Thanh là nơi Thờ Đinh Tiên Hoàng Đế. Khi xưa Đinh Bộ Lĩnh đã hành quân từ Nho Quan, qua Hòa Bình và dừng chân lập doanh trại và tuyển quân ở làng Vài. | Thời Đinh    |
| Đình Đoan Nữ                | Hồng Sơn, Hà Nội                       | Đình làng Đoan Nữ, xã An Mỹ, huyện Mỹ Đức, Hà Nội là nơi ghi dấu ấn Đinh Bộ Lĩnh hành quân và dừng chân tại đây. | Thời Tiền Lê |
| Đền Vua Đinh Tiên Hoàng     | Hồng Sơn, Hà Nội                       | Đền Vua Đinh Tiên Hoàng ở xã An Mỹ, huyện Mỹ Đức, Hà Nội là nơi ghi dấu ấn Đinh Bộ Lĩnh hành quân và dừng chân tại đây. | Thời Tiền Lê |
| Đền Bách Linh               | Hòa Xá, Hà Nội                         | Đền Bách Linh có tượng thờ Đinh Tiên Hoàng Đế cùng bài vị 99 vị thần của 2 huyện Mỹ Đức và Ứng Hòa. Đền Bách Linh có vai trò như một đền Hàng Tổng. | Thời Đinh    |
| Nhà thờ Vua Đinh            | Hòa Tiến, Đà Nẵng                      | Có tượng thờ Đinh Tiên Hoàng Đế cùng gia tộc họ Đinh | 1996         |
| Nhà thờ Đinh Tộc            | Điện Bàn Tây, Đà Nẵng                  | Có tượng thờ Đinh Tiên Hoàng Đế cùng gia tộc họ Đinh | 2000         |
| Đình Pác Mòng               | Lương Văn Tri, Lạng Sơn                | Đình Pác Mòng thờ Đinh Tiên Hoàng Đế cùng các tướng lĩnh đi đánh dẹp vùng biên giới. Đây là di tích lịch sử văn hóa của người Tày thờ Vua Đinh. | Hậu Lê       |
| Đình Pò Háng                | Kiên Mộc, Lạng Sơn                     | Đình Pò Háng là nơi thờ Vua Đinh Tiên Hoàng của người Tày vùng biên giới Việt - Trung. Đình là một điểm du lịch gắn liền với tuyến đường hoa lau và cột mốc biên giới 1297. | Hậu Lê       |
| Đền Phja Đeng               | Cường Lợi, Thái Nguyên                 | Đền Phya Đeng ở xã Cường Lợi, tỉnh Bắc Kạn, thờ Vua Đinh Tiên Hoàng. Đền có từ thời Hậu Lê, là nơi người Tày thờ quốc thần Đinh Tiên Hoàng cùng Nùng Trí Cao. | Thời Nguyễn  |
| Đình Phù Liệt               | Mễ Sở, Hưng Yên                        | Thờ Vua Đinh Tiên Hoàng và ngũ vị đại vương giúp vua dẹp loạn. | Thời Đinh    |
| Miếu Vua Đinh               | Vũ Phúc, Hưng Yên                      | Thờ Đinh Tiên Hoàng Đế cùng gia tộc họ Đinh. Tương truyền Đinh Bộ Lĩnh từng qua đây và truyền dạy cho dân làng cách làm bánh Hú còn tồn tại đến ngày nay. | Hậu Lê       |
| Chùa Kỳ Bá                  | Vũ Phúc, Hưng Yên                      | Am Thiên Tự thờ Phật và vua Đinh Tiên Hoàng Đế | Thời Nguyễn  |
| Chùa An Hòa                 | Xuân Hòa, Phú Thọ                      | Thờ Phật và vua Đinh Tiên Hoàng Đế | Thời Nguyễn  |
| Đình Nông Trang             | Nông Trang, Phú Thọ                    | Thờ Đinh Tiên Hoàng Đế gắn với giai thoại ủng hộ của người dân khi vua về đây dẹp 2 sứ quân họ Kiều | Hậu Lê       |
| Đình Vân Cơ                 | Nông Trang, Phú Thọ                    | Thờ Đinh Bộ Lĩnh. Theo truyền thuyết và các tài liệu lịch sử, dã sử có ghi chép rằng: Vị thần thờ ở đình Vân Cơ và đình Nông Trang thành phố Việt Trì là vua Đinh Tiên Hoàng, vị anh hùng dân tộc Việt Nam đã có công lớn trong việc dẹp loạn 12 sứ quân, thống nhất Quốc gia, mở nền độc lập cho Đất nước từ thế kỷ X.                                                                        | Hậu Lê       |
| Đình Sóc Bai                | xã Lạc Thủy, Phú Thọ                   | Thờ Đinh Tiên Hoàng Đế gắn với tín ngưỡng của người Mường | Hậu Lê       |
| Đình Cao Phong              | Tân Lập, Đắk Lắk                       | Thờ Đinh Tiên Hoàng Đế gắn với tín ngưỡng của người Mường | Hậu Lê       |
| Đình Yên Thư                | Tam Hồng, Phú Thọ                      | Thờ Vua Đinh Tiên Hoàng đã truyền dạy võ công cho dân làng. Hàng năm vào dịp áp tết, ở làng Yên Thư có nghi lễ "Mục đồng đánh quân" và "chợ mục đồng" dành cho trẻ con rất nổi tiếng được lưu truyền. | Hậu Lê       |
| Cồn Đầu Trâu                | Nam Hải Lăng, Quảng Trị                | Cồn Đầu Trâu nằm tại làng Hưng Nhơn (Kẻ Vĩnh), xã Hải Phong, huyện Hải Lăng, tỉnh Quảng Trị. Nguyên là cồn mồ Đổng Thượng sau được bồi đắp to dần và trở thành nơi cúng kỵ Đinh Bộ Lĩnh hàng năm của làng Hưng Nhơn. Tại Cồn Đầu Trâu thường diễn ra tập trận cờ lau của trẻ em 2 làng Hưng Nhơn và An Thơ.                                                                                    | Nhà Nguyễn.  |
| Tượng đài Đinh Tiên Hoàng   | Hoa Lư, Ninh Bình                      | Quảng trường Đinh Tiên Hoàng Đế nằm ở trung tâm thành phố Ninh Bình là nơi đặt tượng đài Đinh Tiên Hoàng bằng đồng cao 10m, đặt ngoài trời. | 2010         |
| Tượng cờ lau Đinh Bộ Lĩnh   | Bến Thành, Thành phố Hồ Chí Minh       | Tượng cờ lau Đinh Bộ Lĩnh mô tả Đinh Bộ Lĩnh thuở nhỏ được các bạn suy tôn làm minh chủ. Tượng nằm trong công viên văn hóa Tao Đàn. | 1992         |
| Tượng Anh hùng Đinh Bộ Lĩnh | Phường Vũng Tàu, Thành phố Hồ Chí Minh | Tượng đài Anh hùng dân tộc Đinh Bộ Lĩnh được đặt tại điện thờ Hồ Mây, phường 1, thành phố Vũng Tàu. | 2015         |

### Di tích thờ 12 sứ quân
| Tên di tích        | Xã, Tỉnh                   | Nội dung | Niên đại  |
| ------------------ | -------------------------- | --- | --------- |
| Đình Lác Giã Bàng  | Tề Lỗ, Phú Thọ             | Thờ sứ quân Nguyễn Khoan | Tiền Lê   |
| Đình Vĩnh Mỗ       | Bản Nguyên, Phú Thọ        | Thờ sứ quân Nguyễn Khoan tại nơi ông mở mang, lập làng | Tiền Lê   |
| Đền Gia Loan       | Yên Lạc, Phú Thọ           | Thờ sứ quân Nguyễn Khoan, tước hiệu Quảng Trí Quân - vị vua tài cao trí lớn tại căn cứ quân sự Tam Đái | Tiền Lê   |
| Đình Ném Đoài      | Hạp Lĩnh, Bắc Ninh         | Thờ sứ quân Nguyễn Thủ Tiệp tại nơi ông xây dựng chùa Cổ Niệm | Tiền Lê   |
| Đình làng Đông     | Hạp Lĩnh, Bắc Ninh         | Đình khu phố Đông, phường Khắc Niệm cũng là nơi thờ Vũ Ninh Vương Nguyễn Thủ Tiệp trên địa bàn khi xưa ông quản lý | Tiền Lê   |
| Đình Hạp Lĩnh      | Hạp Lĩnh, Bắc Ninh         | Thờ sứ quân Nguyễn Thủ Tiệp | Tiền Lê   |
| Đình Tiên Xá       | Hạp Lĩnh, Bắc Ninh         | Thờ sứ quân Nguyễn Thủ Tiệp tại căn cứ Tiên Du | Tiền Lê   |
| Đình Phúc Nghiêm   | Phật Tích, Bắc Ninh        | Thờ sứ quân Nguyễn Thủ Tiệp tại nơi có dấu tích thành cổ núi Bát Vạn do ông xây dựng | Hậu Lê    |
| Đền Gin            | Nam Minh, Ninh Bình        | Thờ sứ quân Kiều Công Hãn | Thời Đinh |
| Đình Yên Bình      | Gia Lâm, Hà Nội            | Thờ sứ quân Lý Khuê tại nơi ông mất | Thời Đinh |
| Đình Dương Đanh    | Gia Lâm, Hà Nội            | Thờ sứ quân Lý Khuê tại nơi ông mất | Thời Đinh |
| Đền Mây            | Sơn Nam, Hưng Yên          | Thờ sứ quân Phạm Bạch Hổ tại căn cứ Đằng Châu | Tiền Lê   |
| Đình Xích Đằng     | Sơn Nam, Hưng Yên          | Thờ sứ quân Phạm Bạch Hổ tại căn cứ Đằng Châu | Tiền Lê   |
| Đền Hàng Cá        | Phố Hiến, Hưng Yên         | Thờ sứ quân Phạm Bạch Hổ tại căn cứ Đằng Châu | Tiền Lê   |
| Đền thờ và Lăng Mộ | Hiệp Cường, Hưng Yên       | Thờ sứ quân Phạm Bạch Hổ tại căn cứ Đằng Châu | Tiền Lê   |
| Đền Vua Mây        | Thành Nam, Ninh Bình       | Thờ sứ quân Phạm Bạch Hổ tại căn cứ quân sự của ông | Tiền Lê   |
| Đền Vua Mây        | Hiển Khánh, Ninh Bình      | Đền thôn Bất Di, xã Quang Trung cũng có tên là Đền Vua Mây thờ Phạm Bạch Hổ | Tiền Lê   |
| Đình, Chùa         | Liên Minh, Ninh Bình       | Thờ sứ quân Phạm Bạch Hổ tại căn cứ quân sự của ông | Tiền Lê   |
| Đình Phương Mạc    | Liên Minh, Hà Nội          | Thờ sứ quân Phạm Bạch Hổ tại căn cứ quân sự của ông | Tiền Lê   |
| Đình Phương Mạc    | Hát Môn, Hà Nội            | Thờ sứ quân Phạm Bạch Hổ tại căn cứ quân sự của ông | Tiền Lê   |
| Đình Đông Hải      | Bắc Đông Quan, Hưng Yên    | Thờ sứ quân Phạm Bạch Hổ tại căn cứ quân sự của ông | Tiền Lê   |
| Đền Khai Long      | Văn Hiến, Nghệ An          | Đền Khai Long là 1 ngôi đền thiêng được xây dựng cách đây trên 1.000 năm. Tương truyền đây là nơi Ngô Xương Xí chiêu dân lập căn cứ thời 12 sứ quân. | Thời Đinh |
| Đền Khai Long      | Thuần Trung, Nghệ An       | Đền Khai Long thờ vị tướng Thập Nhị Sứ Quân là Ngô Xương Xí được phong tặng Thượng thượng Đẳng - Tối Linh Đại Vương. | Tiền Lê   |
| Đình Phú Duy       | Mỹ Đức, Hà Nội             | Ngô Xương Xí cũng được thờ làm thành hoàng làng Phú Duy, xã An Phú, huyện Mỹ Đức, phía nam Hà Nội. Bãi tập trận của nghĩa quân xưa kia chính là những bãi trên núi quanh đầm Cửa Hương. | Tiền Lê   |
| Đình Phí Trạch     | Vân Đình, Hà Nội           | Ngô Xương Xí cũng được thờ làm thành hoàng làng Phí Trạch, xã Phương Tú, huyện Ứng Hòa, phía nam Hà Nội. | Tiền Lê   |
| Đền Tam Xã         | Quốc Oai, Hà Nội           | Đền Tam Xã còn được gọi là quán Tam Xã, đền Trình hay đền thờ Đỗ tướng công nằm ở trung tâm xã Sài Sơn. Xưa dân 3 làng Sài Khê, Thụy Khê, Đa Phúc là 3 xã cùng chung một đền thờ. | Tiền Lê   |
| Đình Thụy Khê      | Quốc Oai, Hà Nội           | Thờ sứ quân Đỗ Cảnh Thạc tại nơi ông mất | Tiền Lê   |
| Đình Sài Khê       | Quốc Oai, Hà Nội           | Thờ sứ quân Đỗ Cảnh Thạc tại nơi ông mất | Tiền Lê   |
| Đình Đa Phúc       | Quốc Oai, Hà Nội           | Thờ sứ quân Đỗ Cảnh Thạc tại nơi ông mất | Tiền Lê   |
| Đền Phù Sa Thượng  | Đồng Thịnh, Ninh Bình      | Thờ sứ quân Ngô Nhật Khánh tại cửa biển nơi ông bị bão dìm chết | Hậu Lê    |
| Đình Ngô Sài       | Quốc Oai, Hà Nội           | Đình nằm ở gần sông Tích, được coi là vị trí trung tâm thành Quèn xưa của Đỗ Tướng Công. Theo truyền thuyết địa phương, Đỗ Cảnh Thạc là một vị tướng có tài, ngoài những chiến công hiển hách, ông còn là người giúp nhân dân trong "Nông – Trang – Canh – Cửi" nên khi mất được người dân trong lãnh địa suy tôn là thành hoàng làng. | Tiền Lê   |
| Đình Cổ Hiền       | Kiều Phú, Hà Nội           | Thờ sứ quân Đỗ Cảnh Thạc tại nơi ông mất | Tiền Lê   |
| Miếu họ Đỗ         | Bình Minh, Hà Nội          | Thờ sứ quân Đỗ Cảnh Thạc tại căn cứ quân sự đồn Bảo Đà | Tiền Lê   |
| Đình Bình Xá       | Tây Phương, Hà Nội         | Thờ sứ quân Đỗ Cảnh Thạc tại vùng ông chiếm đóng, nửa nam Thạch Thất | Tiền Lê   |
| Đình Đông Trạch    | Nam Phù, Hà Nội            | Thờ sứ quân Nguyễn Siêu tại căn cứ quân sự Tây Phù Liệt | Tiền Lê   |
| Đình Việt Yên      | Thanh Trì, Hà Nội          | Đình còn có tên Kẻ Vẹt. Đình Việt Yên thờ tướng Nguyễn Siêu làm thành hoàng làng. Nguyễn Siêu cho quân sĩ tập luyện, xây thành đắp lũy trên từ sông Cái xã Việt Yên, dưới thì ngang sông Con tới xã Phúc Am. | Tiền Lê   |
| Đình Đông Phù      | Nam Phù, Hà Nội            | Thờ sứ quân Nguyễn Siêu tại căn cứ quân sự Tây Phù Liệt | Tiền Lê   |
| Đình Văn Uyên      | Thanh Trì, Hà Nội          | Thờ sứ quân Nguyễn Siêu tại căn cứ quân sự Tây Phù Liệt | Tiền Lê   |
| Đình Liễu Ngoại    | Thường Tín, Hà Nội         | Thờ sứ quân Nguyễn Siêu tại nơi gần căn cứ quân sự Tây Phù Liệt | Tiền Lê   |
| Đình Lạc Thủy      | Khoái Châu, Hưng Yên       | Thờ sứ quân Nguyễn Siêu tại nơi tìm được xác ông | Tiền Lê   |
| Đền Quan Trấn Bắc  | Châu Ninh, Hưng Yên        | Thờ sứ quân Nguyễn Siêu tại nơi tìm được xác ông | Tiền Lê   |
| Đền Hậu            | Khoái Châu, Hưng Yên       | Thờ sứ quân Nguyễn Siêu tại nơi tìm được xác ông | Tiền Lê   |
| Đình Trung Hà      | Triệu Việt Vương, Hưng Yên | Thờ sứ quân Nguyễn Siêu tại nơi tìm được xác ông | Tiền Lê   |
| Đình Cung Chúc     | Vĩnh Thịnh, Hải Phòng      | Đình Cung Chúc phối thờ tướng quân Trần Lãm tại vùng Bố Hải Khẩu xưa | Tiền Lê   |
| Miếu Chiều Bàng    | Vĩnh Thịnh, Hải Phòng      | Miếu Chiều Bàng là nơi thờ sứ quân Trần Lãm tại vùng Bố Hải Khẩu xưa | Tiền Lê   |
| Đình Cự Lộng       | Trần Lãm, Hưng Yên         | Thờ sứ quân Trần Lãm cùng hai vị thánh là Đông Hải Đại vương và Nam Hải Đại vương có công dẹp giặc, trị thủy, giữ nước tại vùng Bố Hải Khẩu xưa | Tiền Lê   |
| Đình Lạc Đạo       | Trần Lãm, Hưng Yên         | Thờ sứ quân Trần Lãm tại vùng Bố Hải Khẩu xưa | Tiền Lê   |
| Đình Bo            | Trần Lãm, Hưng Yên         | Thờ sứ quân Trần Lãm tại vùng Bố Hải Khẩu xưa | Tiền Lê   |
| Miếu Vua Lãm       | Thái Bình, Hưng Yên        | Thờ sứ quân Trần Lãm tại vùng Bố Hải Khẩu xưa | Tiền Lê   |
| Đền Xám            | Hồng Quang, Ninh Bình      | Thờ sứ quân Trần Lãm tại căn cứ quân sự của ông xưa | Tiền Lê   |
| Đình Phú Hào       | Vị Khê, Ninh Bình          | Thờ sứ quân Trần Lãm lập ra làng Phú Hào và xã Điền Xá | Tiền Lê   |
| Đình Liễu Nha      | Nam Định, Ninh Bình        | Đình làng Liễu Nha thờ sứ quân Trần Lãm và thuộc tướng của ông là Trần Dũng Lực tại căn cứ quân sự của ông xưa. | Tiền Lê   |
| Đình Đông          | Nam Định, Ninh Bình        | Đình Đông thôn Tam Đông thờ sứ quân Trần Lãm và thuộc tướng của ông là Trần Dũng Lực tại căn cứ quân sự của ông xưa với lễ hội mở vào ngày 10 tháng 4 âm lịch hằng năm. | Tiền Lê   |
| Đình Tây           | Nam Định, Ninh Bình        | Đình Tây thôn Tam Đông thờ sứ quân Trần Lãm và Trần Dũng Lực là thuộc tướng của Trần Lãm tại căn cứ quân sự của ông lập ra khi xưa | Tiền Lê   |
| Đình Dậu Trì       | Tân An, Hải Phòng          | Thờ sứ quân Trần Lãm thời Đinh tại nơi ông âm phù nhà Trần | Thời Trần |
| Đình Nhạp          | phường Phú Thọ, Phú Thọ    | Thờ sứ quân Kiều Thuận tại nơi ông mất | Thời Đinh |
| Đền Trù Mật        | phường Phú Thọ, Phú Thọ    | Thờ sứ quân Kiều Thuận tại nơi ông mất | Thời Đinh |
| Đình Bến           | Phụng Công, Hưng Yên       | Thờ sứ quân Lã Đường tại căn cứ Tế Giang | Thời Đinh |
| Đền Thượng         | Đông A, Ninh Bình          | Thờ sứ quân Lã Đường tại căn cứ quân sự của ông | Thời Đinh |
| Miếu Bản Thổ       | Đại Mỗ, Hà Nội             | Thờ tướng nhà Ngô Lã Đại Liệu và con trai ông là sứ quân Lã Đường | Thời Đinh |
| Đình Cự Chính      | Thanh Xuân, Hà Nội         | Thờ tướng nhà Ngô Lã Đại Liệu và con trai ông là sứ quân Lã Đường | Thời Đinh |
| Đình Phi Liệt      | Văn Giang, Hưng Yên        | Thờ sứ quân Lã Đường với tôn hiệu Thạch Lã tướng quân, gần làng Phi Liệt là làng Phù Liệt thờ 5 vị đại vương có công phù giúp Đinh Bộ Lĩnh dẹp sứ quân Lã Đường | Thời Đinh |

### Di tích cố đô Hoa Lư
| Tên di tích         | Xã, Tỉnh                        | Nội dung | Niên đại  |
| ------------------- | ------------------------------- | --- | --------- |
| Đền Vua Đinh        | Tây Hoa Lư, Ninh Bình           | Thờ Vua Đinh Tiên Hoàng, Hoàng tộc nhà Đinh và 4 vị Tứ trụ triều đình trung thần nhà Đinh | Tiền Lê   |
| Đền Vua Lê          | Tây Hoa Lư, Ninh Bình           | Thờ Vua Lê Đại Hành, Lê Long Đĩnh, Dương Vân Nga cùng bài vị thờ Công chúa Phất Ngân và tướng Phạm Cự Lượng | Thời Lý   |
| Đền Phất Kim        | Tây Hoa Lư, Ninh Bình           | Thờ công chúa Phất Kim, con gái Vua Đinh, vợ của sứ quân Ngô Nhật Khánh | Tiền Lê   |
| Đền Nội Lâm (Trần)  | Tây Hoa Lư, Ninh Bình           | Đền Nội Lâm - ngôi đền trong rừng Vua Đinh xây dựng để thờ thần Quý Minh, sau này Trần Thái Tông về đây nên đổi thành đền Trần | Thời Đinh |
| Đền Tứ Trụ          | Tây Hoa Lư, Ninh Bình           | Đền Tứ Trụ nằm cùng khu với đền Trình trong Quần thể di sản thế giới Tràng An, đền thờ 4 tướng đại thần Nguyễn Bặc, Đinh Điền, Trịnh Tú, Lưu Cơ | Thời Đinh |
| Đình Yên Trạch      | Tây Hoa Lư, Ninh Bình           | Thờ Đinh Tiên Hoàng làm thành hoàng làng Yên Trạch | Tiền Lê   |
| Đình Yên Thành      | Tây Hoa Lư, Ninh Bình           | Thờ Đinh Tiên Hoàng và Lê Đại Hành làm thành hoàng làng Yên Thành | Tiền Lê   |
| Lăng Vua Đinh       | Tây Hoa Lư, Ninh Bình           | Nằm trên đỉnh núi Mã Yên, trước đền Vua Đinh trong di tích cố đô Hoa Lư | Tiền Lê   |
| Lăng Vua Lê         | Tây Hoa Lư, Ninh Bình           | Nằm bên chân núi Mã Yên, gần đền Vua Đinh và chùa Kim Ngân trong di tích cố đô Hoa Lư | Tiền Lê   |
| Bia Nhà Lý          | Tây Hoa Lư, Ninh Bình           | Nằm ở quảng trường cổ đô Hoa Lư, do Hà Nội phục dựng tặng Ninh Bình trong di tích cố đô Hoa Lư dịp kỷ niệm 1000 năm Thăng Long - Hà Nội | 2010      |
| Bia Câu Dền         | Tây Hoa Lư, Ninh Bình           | Cầu Dền là cây cầu cổ nằm ở cửa ngõ phía bắc vào Kinh đô Hoa Lư, cầu bắc qua sông Sào Khê trong di tích cố đô Hoa Lư | Thời Đinh |
| Bia Cửa Đông        | Tây Hoa Lư, Ninh Bình           | Cầu Đông là cây cầu cổ nằm ở cửa ngõ phía đông vào Kinh đô Hoa Lư, cầu bắc qua sông Sào Khê trong di tích cố đô Hoa Lư, là nơi bá quan văn võ qua lại mỗi khi vào triều bệ kiến. | Thời Đinh |
| Phủ Vườn Thiên      | Tây Hoa Lư, Ninh Bình           | Phủ Vườn Thiên thờ Kình Thiên Đại Vương Lê Long Thâu con cả Vua Lê Đại Hành cùng với hoàng tử Lý Long Bồ | Tiền Lê   |
| Phủ Đông Vương      | Tây Hoa Lư, Ninh Bình           | Phủ Đông Vương thờ Đông Thành Vương Lê Long Tích con thứ hai của Vua Lê Đại Hành cùng với hoàng tử Lý Long Bồ | Tiền Lê   |
| Phủ Khống           | Tây Hoa Lư, Ninh Bình           | Phủ Khống nằm trong khu vực thành Nam Tràng An thờ 7 vị quan trung thần thời Đinh | Thời Đinh |
| Phủ Đột             | Tây Hoa Lư, Ninh Bình           | Phủ Khống hay Đền Trình nằm trong khu vực thành Nam Tràng An thờ 2 vị quan trung thần thời Đinh là Tả Thanh Trù và Hữu Thanh Trù | Thời Đinh |
| Phủ Chợ             | Tây Hoa Lư, Ninh Bình           | Phủ Chợ nằm trong khu vực chợ Cầu Đông thờ bà tổ hát chèo Phạm Thị Trân và vị quan Ngũ Lầu Đại Vương phụ trách 5 lầu ca hát | Thời Đinh |
| Phủ Phù Dung        | Tây Hoa Lư, Ninh Bình           | Phủ Phù Dung thuộc thôn Yên Trạch, gần chân núi Cột Cờ thờ công chúa Phù Dung, con Vua Đinh Tiên Hoàng. | Thời Đinh |
| Phủ Bến Đò          | Tây Hoa Lư, Ninh Bình           | Phủ Bến Đò nằm ở bên sông Hoàng Long, thờ Đông Thái Đại Vương là vị quan coi cửa Bắc kinh đô Hoa Lư. | Thời Đinh |
| Phủ Cửa Đền         | Tây Hoa Lư, Ninh Bình           | Phủ Cửa Đền thờ Ngũ Đạo Đại Vương, vị tướng phụ trách 5 đạo quân. | Thời Đinh |
| Phủ Vật             | Tây Hoa Lư, Ninh Bình           | Phủ Vật thờ Cẩm Trà Đại Vương, tướng phụ trách tuyển quân, vào ngày 6/1 âm lịch có hội vật tưởng nhớ ông. | Thời Đinh |
| Phủ Thành Hoàng     | Tây Hoa Lư, Ninh Bình           | Phủ Thành Hoàng thuộc thôn Áng Ngũ thờ Nguyễn Bặc. | Thời Đinh |
| Phủ Làng Thong      | Tây Hoa Lư, Ninh Bình           | Phủ Làng Thong ở thôn Thong Bái thờ một vị tướng được tôn gọi là Vạn Dần Đại Vương phụ trách thủy quân thường xuyên luyện tập ở sông Sào Khê, đoạn gần hang Luồn suốt hai triều Đinh và Tiền Lê. | Thời Đinh |
| Phủ Thong Khống     | Tây Hoa Lư, Ninh Bình           | Phủ nằm ở thôn Thiên Trường, xã Trường Yên thờ Đinh triều tả, hữu thái giám thời Đinh. | Thời Đinh |
| Phủ Áng Lẫm         | Tây Hoa Lư, Ninh Bình           | Phủ nằm ở thôn Thiên Trường, xã Trường Yên thờ Đinh triều tả, hữu thái giám thời Đinh. | Thời Đinh |
| Phủ Áng Mương       | Tây Hoa Lư, Ninh Bình           | Phủ nằm ở thôn Thiên Trường, xã Trường Yên thờ Đinh triều tả, hữu thái giám thời Đinh. | Thời Đinh |
| Phủ Ngòi Gai        | Tây Hoa Lư, Ninh Bình           | Phủ nằm ở thôn Thiên Trường, xã Trường Yên thờ Đinh triều tả, hữu thái giám thời Đinh. | Thời Đinh |
| Chùa Nhất Trụ       | Tây Hoa Lư, Ninh Bình           | Được xây dựng từ thời Tiền Lê, nơi lưu giữ bảo vật thạch kinh cổ nhất Việt Nam | Tiền Lê   |
| Chùa Kim Ngân       | Tây Hoa Lư, Ninh Bình           | Được xây dựng từ thời Tiền Lê, nơi lưu giữ tài sản, ngân khố triều đình | Tiền Lê   |
| Chùa Cổ Am          | Tây Hoa Lư, Ninh Bình           | Chùa Am thuộc thôn Yên Trung, nằm ở phía tây bắc núi Đìa; chùa Đìa thuộc thôn Yên Thành, nằm ở phía đông nam núi Đìa, xã Trường Yên. Đây là hai chùa cổ thời Đinh xây dựng theo kiểu động chùa, tựa lưng vào núi. | Thời Đinh |
| Chùa Duyên Ninh     | Tây Hoa Lư, Ninh Bình           | Chùa Duyên Ninh là ngôi chùa cổ thời Đinh Lê, là chùa cầu duyên nổi tiếng | Thời Đinh |
| Chùa Bà Ngô         | Tây Hoa Lư, Ninh Bình           | Chùa Bà Ngô nằm bên phải bờ sông Hoàng Long thuộc khu vực ngoại vi thành Hoa Lư xưa, là nơi hoàng hậu Hoàng Thị mẹ Ngô Nhật Khánh tu hành và tiến hành nghi thức sám hối | Thời Đinh |
| Chùa Báo Ân         | Tây Hoa Lư, Ninh Bình           | Chùa Báo Ân nằm cạnh Phủ Khống trong quần thể di sản thế giới Tràng An thờ các tướng lĩnh tử nạn trong nội chiến 12 sứ quân và chống Tống xâm lược lần thứ nhất | Tiền Lê   |
| Chùa Bái Đính       | Tây Hoa Lư, Ninh Bình           | Chùa Bái Đính là nơi thờ thần núi Cao Sơn tây trấn Hoa Lư tứ trấn | Thời Đinh |
| Chùa động Am Tiên   | Tây Hoa Lư, Ninh Bình           | Là nơi pháp trường xử án thời Đinh. Nơi gắn với các danh nhân Trương Ma Ni, phò Mã Trương Quán Sơn, công chúa Đinh Phù Dung, Thái hậu Dương Vân Nga và Đức Thánh Nguyễn | Thời Đinh |
| Chùa động Hoa Sơn   | Tây Hoa Lư, Ninh Bình           | Là nơi nuôi ấu chúa Đinh Toàn thời Đinh | Thời Đinh |
| Chùa động Thiên Tôn | Hoa Lư, Ninh Bình               | Là tiền đồn vào kinh đô Hoa Lư thời Đinh | Thời Đinh |
| Chùa động Bàn Long  | Hoa Lư, Ninh Bình               | Là ngôi chùa cổ thời Đinh | Thời Đinh |
| Nền cung điện       | Tây Hoa Lư, Ninh Bình           | Nằm sâu cách mặt đất tự nhiên 3 m, được khai quật từ những năm 1970, sát khuôn viên đền vua Lê Đại Hành. Hiện đã xây dựng nhà mái che và trưng bày phục vụ du khách tham quan | Thời Đinh |
| Thành Hoa Lư        | Tây Hoa Lư, Ninh Bình           | Kinh thành Hoa Lư gồm 10 đoạn tường thành đắp nối liền giữa các ngọn núi tự nhiên lại với nhau tạo thành 2 vòng thành Đông và thành Tây. Bên cạnh thành Hoa Lư là thành Tràng An là tòa thành tự nhiên phòng thủ bảo vệ mặt sau | Thời Đinh |
| Thành Đông          | Tây Hoa Lư, Ninh Bình           | Thành Đông thuộc 2 làng Yên Thành, Yên Thượng. Là nơi đặt cung điện Hoa Lư, có vai trò quan trọng hơn thành Tây và thành Nam. Gồm 5 đoạn tường thành nối các dãy núi tạo nên vòng thành khép kín: núi Đầm - núi Thanh Lâu - núi Cột Cờ - núi Chẽ - núi Chợ và đoạn nối từ núi Mã Yên sang thành Tây. | Thời Đinh |
| Thành Tây           | Tây Hoa Lư, Ninh Bình           | Thành Tây hay thành trong có diện tích tương đương thành Đông, thuộc làng cổ Chi Phong cũng có 5 đoạn tường thành nối liền các dãy núi: núi Hàm Sá - núi Cánh Hàn - núi Hang Tó; núi Quèn Dót - núi Mồng Mang - núi Cổ Giải và tường đắp ngang thành trong. | Thời Đinh |
| Thành Nam           | Tây Hoa Lư và Hoa Lư, Ninh Bình | Thành Nam là kinh thành tự nhiên nằm ở phía Nam kinh đô Hoa Lư, thường được gọi là Tràng An có núi cao bao bọc xung quanh, bảo vệ mặt sau thành. Địa thế thành Nam rất vững chắc, đoạn sông Trường chảy qua thành Nam có một hệ thống khe ngòi chằng chịt từ các ngách núi đổ ra. Thành Nam có nhiều giá trị về mặt quân sự, là nơi dự trữ, thủ hiểm từ đây có thể nhanh chóng rút ra ngoài bằng đường thủy. | Thời Đinh |
| Núi Mã Yên          | Tây Hoa Lư, Ninh Bình           | Núi Mã Yên trông xa có hình yên ngựa. Đứng ở trên đỉnh núi có thể nhìn rõ toàn cảnh cố đô Hoa Lư. Người xưa đã án táng Đinh Tiên Hoàng trên đỉnh núi với quan niệm đề cao tinh thần thượng võ của người, dù mất vẫn còn trên yên ngựa, vì vậy để lên thăm lăng mộ vua Đinh Tiên Hoàng phải bước lên 150 bậc đá của núi Mã Yên.                                                                               | Thời Đinh |
| Núi Cột Cờ          | Tây Hoa Lư, Ninh Bình           | Núi Cột Cờ ở phía đông kinh thành, núi Cột Cờ là nơi treo quốc kỳ Đại Cồ Việt, tại đây đã khai quật được dấu tích tường thành. | Thời Đinh |
| Ghềnh Tháp          | Tây Hoa Lư, Ninh Bình           | Ghềnh Tháp là nơi Đinh Tiên Hoàng duyệt thủy quân. Khu vực này còn có hang Tiền, hang muối - nơi cất giữ tài sản quốc gia, động Am Tiên nhốt hổ, báo để xử người có tội. | Thời Đinh |
| Sông Hoàng Long     | Tây Hoa Lư, Ninh Bình           | Sông Hoàng Long dài 25 km, nơi gắn với những truyền thuyết rồng vàng chở Đinh Bộ Lĩnh qua sông. Sông nằm ở phía bắc kinh đô Hoa Lư, nơi đây có núi Cắm Gươm, suối Kênh Gà | Thời Đinh |
| Sông Sào Khê        | Tây Hoa Lư, Ninh Bình           | Sông Sào Khê là một nhánh của sông Hoàng Long, nằm uốn lượn trong khu di tích cố đô Hoa Lư. Bến Dời Đô là nơi Lý Công Uẩn hạ chiếu dời đô để xuống thuyền tiến về Thăng Long. | Thời Đinh |
| Đàn Kính Thiên      | Tây Hoa Lư, Ninh Bình           | Đàn Kính Thiên Tràng An được lập ở khu vực hành cung phía tây kinh đô Hoa Lư xưa, là nơi diễn ra lễ tế Trời, công bố với thiên hạ về việc thống nhất đất nước lên ngôi của Vua Đinh | Thời Đinh |

### Di tích thờ tướng nhà Đinh ở Hà Nội
| Tên di tích            | Xã, Tỉnh                      | Nội dung | Niên đại    |
| ---------------------- | ----------------------------- | --- | ----------- |
| Đình Trung Kính Hạ     | Cầu Giấy, Hà Nội              | Thờ thập đạo tướng quân Lê Hoàn cùng với Nộn Công thời Hùng Vương. Làng Trung Kính vốn là vùng đất cổ nằm bên sông Tô gồm hai thôn Trung Kính Thượng và Trung Kính Hạ. | Hậu Lê      |
| Đình Trung Kính Thượng | Cầu Giấy, Hà Nội              | Thờ thập đạo tướng quân Lê Hoàn cùng với Nộn Công thời Hùng Vương. Làng Trung Kính vốn là vùng đất cổ nằm bên sông Tô gồm hai thôn Trung Kính Thượng và Trung Kính Hạ. | Hậu Lê      |
| Đền Trung Nha          | Nghĩa Đô, Hà Nội              | Tướng Trần Công Tích làm quan dưới triều Đinh, quê ở trang Đông Lộc (Hưng Yên). Khi quân Tống xâm lược, Trần Công Tích đem 500 tinh binh đến đóng ở ấp Phượng Đảo, tức vùng Nghĩa Đô để luyện quân và tuyển quân lên biên giới chống lại giặc Tống. Hai bà vợ Lê Hồng Nương và Lê Quế Nương cũng là những nữ tướng hậu cần. | Tiền Lê.    |
| Đình Đào Thục          | Thư Lâm, Hà Nội               | Thờ Đương Giang, là một vị tướng nhà Đinh có công mang 5.000 quân lính và thu nạp 30 trai tráng làng Đào Thục đi đánh dẹp giặc Ngô cùng với một người trong mộng là Phi Nương Hoàng hậu. Bà là người đã phù giúp cho ông trong chiến trận. | Tiền Lê     |
| Đình Biểu Khê          | Thư Lâm, Hà Nội               | Đình làng Biểu Khê cũng thờ Đương Giang, là một vị tướng nhà Đinh có công trong việc dẹp loạn 12 sứ quân thời Đinh Tiên Hoàng. | Tiền Lê     |
| Đình Mạnh Tân          | Thư Lâm, Hà Nội               | Đình làng Mạnh Tân cũng thờ Đương Giang đại vương, là một vị tướng nhà Đinh có công trong việc dẹp loạn 12 sứ quân thời Đinh Tiên Hoàng. | Tiền Lê     |
| Đền Lương Sử           | Văn Miếu-Quốc Tử Giám, Hà Nội | Do Vua Lý Thái Tông cho xây dựng để thờ tướng nhà Đinh Phạm Cự Lượng, người đã giúp ông ngoại Vua (Lê Đại Hành) lên ngôi hoàng đế và phong ông là vị thần chuyên xét việc hình ngục. | Thời Lý     |
| Đình Bá Dương          | Liên Minh , Hà Nội            | Thờ tướng Nguyễn Cả, tham gia dẹp 12 sứ quân, sau từ quan về làng dạy dân trồng trọt, mở mang cơ nghiệp, ông bày ra những trò vui thanh cao, trong đó có chơi diều cùng đám trẻ mục đồng. | Tiền Lê     |
| Đình Tình Quang        | Việt Hưng, Hà Nội             | Đình làng Tình Quang thờ tướng nhà Đinh Đinh Điền và 2 vị thần khác. Đình Tình Quang đã được Bộ Văn hóa – Thông tin xếp hạng di tích lịch sử kiến trúc, nghệ thuật ngày 11/5/1993. | Tiền Lê     |
| Đình Mai Phúc          | Việt Hưng, Hà Nội             | Thờ hai anh em Xuân Vinh và Luận Nương đã tập hợp trai tráng trong làng thành đội dân binh, đánh bại các sứ quân Nguyễn Khoan, Lã Đường, Kiều Công Hãn. | Thời Đinh   |
| Đình Cầu Bây           | Long Biên, Hà Nội             | Đình làng Cầu Bây thờ vị tướng Lã Lang Đường có công phù tá cho Đinh Bộ Lĩnh dẹp loạn 12 sứ quân. Em trai của vị tướng Lã Lang Đường là Lã Lang Đế được thờ ở làng Ngô bên cạnh làng Cầu Bây. | Thời Lê     |
| Đình làng Ngô          | Long Biên, Hà Nội             | Đình làng Ngô thờ tướng nhà Đinh Lã Lang Đế có công phù tá cho Đinh Bộ Lĩnh dẹp loạn 12 sứ quân và đánh quân Ngô.. Anh trai của vị tướng Lã Lang Đế là Lã Lang Đường được thờ ở làng Cầu Bây bên cạnh làng Ngô. | Thời Lê     |
| Đình Thống Nhất        | Long Biên, Hà Nội             | Đình Hạ Trại thôn Thống Nhất thờ Lã Lang Đế phù tá cho Đinh Bộ Lĩnh dẹp loạn 12 sứ quân. | Thời Lê     |
| Đình Thổ Khối          | Long Biên, Hà Nội             | Đình Thổ Khối có từ trước năm 1730, bên trong thờ 6 vị thành hoàng trong đó có 3 vị là Bạch Đa đại vương, Dị Mệ đại vương và Đào thành hoàng có công dẹp loạn 12 sứ quân. | 1730        |
| Đình Cư An             | Tiến Thắng, Hà Nội            | Đình làng Cư An, xã Tam Đồng thờ Phạm Huyền Thông - Thái úy thống lĩnh tiền quân thủy bộ thời Đinh sau được phong Thái úy Thượng Quốc Đại Vương. Ông là người trang Hồ Liên (Thanh Oai), có công đánh dẹp các sứ quân Ngô Xương Xí, Nguyễn Siêu, Phạm Bạch Hổ. Ông cũng được thờ ở Đình Phương Mỹ xã Mỹ Hưng, Thanh Oai quê hương. | Tiền Lê     |
| Đình Phương Liệt       | Phương Liệt, Hà Nội           | Thờ Tích Lịch đại vương Phạm Tích (3 anh em ông, Một người mặt xanh tên là Tích; mặt trắng tên là Thánh; mặt đỏ tên là Thành đã cùng theo giúp Đinh Tiên Hoàng lập được nhiều công lớn. | Tiền Lê     |
| Đình Hữu Từ            | Đại Thanh, Hà Nội             | Đình làng Hữu Từ thờ Bà chúa Trai Phạm Thị Hến, sau được Vua Lê Đại Hành phong Phạm Hoàng hậu. Thần sắc các đền thờ gọi Bà là Đô Hồ phu nhân | Thời Lý     |
| Đình Phú Diễn          | Đại Thanh, Hà Nội             | Đình làng Phú Diễn thờ Vua Lê Đại Hành và Bà chúa Trai, tức Đô Hồ phu nhân, sau được phong Phạm Hoàng hậu | Thời Lý     |
| Đình Hữu Thanh Oai     | Đại Thanh, Hà Nội             | Đình làng Hữu Thanh Oai thờ Vua Lê Đại Hành tại nơi vua đóng quân để phá cuộc xâm lược của nhà Tống. Khi theo đường sông Nhuệ đến các làng Tó, Lê Hoàn đã dừng chân trên gò đất có hình con rùa ở Rừng Mơ. Dân làng ra chúc tụng và dâng cỗ chay. Về sau, dân làng lập miếu thờ ông trên gò này và thờ ông ở đình. | Thời Lý     |
| Đình Hoa Xá            | Đại Thanh, Hà Nội             | Đình làng Hoa Xá và Minh Ngự Lâu là hai di tích gần kề nhau bên tả ngạn sông Nhuệ. Đình Hoa Xá hay đình làng Tó thờ Vua Lê Đại Hành và bà chúa Trai, tức Đô Hồ phu nhân Phạm hoàng hậu. Phía sau tam quan có đôi ngựa đá do Ngô Thì Nhậm cung tiến | Thời Lý     |
| Minh Ngự Lâu           | Đại Thanh, Hà Nội             | Minh Ngự Lâu là nơi ở cũ của bà Chúa Hến (Đô Hồ phu nhân), nằm cách đình Hoa Xá khoảng 200m. Minh Ngự Lâu nhỏ hơn nhiều so với đình Hoa Xá và được làm theo một kiểu kiến trúc truyền thống với hai nếp nhà ba gian xếp thành hình “chữ Nhị”. | Thời Lý     |
| Đình Ba Dân            | Thanh Trì , Hà Nội            | Thờ anh em của Nguyễn Bặc là Nguyễn Bồ và Nguyễn Phục. Cả ba anh em ông đều là tướng nhà Đinh. Năm 967, Đinh Bộ Lĩnh giao Nguyễn Bồ làm chỉ huy tiến quân đánh sứ quân Nguyễn Siêu ở Tây Phù Liệt, không may Nguyễn Bồ cùng ba tướng Nguyễn Phục, Đinh Thiết, Cao Sơn tử trận. | Thời Đinh   |
| Đình Trung             | Thanh Trì, Hà Nội             | Thờ 2 tướng là Nguyễn Bồ và Nguyễn Phục, là tướng nhà Đinh. Năm 967, Đinh Bộ Lĩnh giao Nguyễn Bồ làm chỉ huy tiến quân đánh sứ quân Nguyễn Siêu ở Tây Phù Liệt, không may Nguyễn Bồ cùng ba tướng Nguyễn Phục, Đinh Thiết, Cao Sơn tử trận. | Thời Đinh   |
| Đình Văn Điển          | Thanh Trì, Hà Nội             | Thờ 2 tướng là Nguyễn Bồ và Nguyễn Phục, là tướng nhà Đinh. Năm 967, Đinh Bộ Lĩnh giao Nguyễn Bồ làm chỉ huy tiến quân đánh sứ quân Nguyễn Siêu ở Tây Phù Liệt, không may Nguyễn Bồ cùng ba tướng Nguyễn Phục, Đinh Thiết, Cao Sơn tử trận. | Thời Đinh   |
| Đình Tự Khoát          | Thanh Trì, Hà Nội             | Thờ tướng Cao Sơn, cùng với Nguyễn Bồ, Nguyễn Phục, Đinh Thiết đã hy sinh trong trận đánh dẹp sứ quân Nguyễn Siêu | Thời Đinh   |
| Đình Phương Mỹ         | Tam Hưng, Hà Nội              | Đình làng Phương Mỹ, xã Mỹ Hưng thờ Phạm Huyền Thông - Thái úy thống lĩnh tiền quân thủy bộ thời Đinh sau được phong Thái úy Thượng Quốc Đại Vương. Ông là người trang Hồ Liên (Thanh Oai), có công đánh dẹp các sứ quân Ngô Xương Xí, Nguyễn Siêu, Phạm Bạch Hổ. Ông cũng được thờ ở Đình Cư An xã Tam Đồng, huyện Mê Linh. | Tiền Lê     |
| Đền Hoàng Trung        | Dân Hòa, Hà Nội               | Đền làng Hoàng Trung thờ Lưu Cơ, được Đinh Bộ Lĩnh phong Đại Thống chế tướng quân, cho trông coi thành Đại La. Lưu Cơ không chỉ là người có công dẹp loạn 12 sứ quân mà còn lập ra làng Hoàng Trung. | Chưa rõ     |
| Đình Tảo Dương         | Dân Hòa, Hà Nội               | Đình sàn Tảo Dương là một ngôi đình cổ được kiến tạo năm 1545, là nơi thờ tự tứ vị thành hoàng thời Đinh: Hoàng Tế đại vương, được vua Đinh Tiên Hoàng phong làm quan Thái úy. Trần Tuệ đại vương con ông Trần Kính, được vua Đinh phong làm “Thái phó đại tướng quân”. Trần Minh đại vương là anh em sinh đôi của ông Trần Tuệ, được phong làm “Tham tán binh sự tướng quân”. Hoàng Hựu đại vương (còn gọi là Nguyễn Hựu) là người Tảo Dương, con cụ Nguyễn Quang và cụ Đặng Thị Minh được vua Đinh phong làm “Điều sát binh sự tướng quân”. | Hậu Lê      |
| Đình Mai               | Thanh Oai, Hà Nội             | Đình làng Mai hay đình Nga My Hạ thờ Hà Khôi đại vương là người có công giúp Đinh Bộ Lĩnh dẹp sứ quân Đỗ Cảnh Thạc cát cứ vùng Thanh Oai. Đinh Bộ Lĩnh từng cho quân đóng trại trên đất làng Mai, nay là 2 thôn Nga Mi Hạ và Nga Mi Thượng xã Thanh Mai, huyện Thanh Oai, TP Hà Nội. | Thời Đinh   |
| Đình Cự Đà             | Bình Minh, Hà Nội             | Thờ Hoàng Thông là tướng thời Vua Đinh Tiên Hoàng. Hàng năm vào ngày 14 tháng giêng âm lịch có lễ hội Đại kỳ phúc tiến hành lễ rước thánh Hoàng Thông Phả Độ Đại Vương. | Tiền Lê     |
| Đình Quang Lãng        | Đại Xuyên , Hà Nội            | Quần thể di tích Quang Lãng gồm các đền, đình, miếu, lăng mộ ở các làng thuộc địa bàn xã Quang Lãng thờ Lục vị đại vương (6 anh em trai là Nguyễn Vật, Nguyễn Lôi, Nguyễn Quảng, Nguyễn Quán, Nguyễn Linh, Nguyễn Lặc có công giúp vua Đinh Tiên Hoàng dẹp loạn 12 sứ quân). Riêng đình Quang Lãng là nơi thờ chính Nguyễn Quán và Nguyễn Lặc tại nơi mà 4 người em lập đồn Hạ. | Thời Đinh.  |
| Đình Mễ                | Đại Xuyên, Hà Nội             | Đình làng Mễ thờ Lục vị đại vương, họ Nguyễn tên Vật, Lôi, Quảng, Quán, Linh, Lặc công giúp vua Đinh Tiên Hoàng dẹp loạn 12 sứ quân. Đình được xếp hạng di tích quốc gia. | Thời Đinh   |
| Đình Mai Xá            | Đại Xuyên, Hà Nội             | Đình Mai Xá nằm trong quần thể di tích thờ Lục vị đại vương, họ Nguyễn tên Vật, Lôi, Quảng, Quán, Linh, Lặc công giúp vua Đinh Tiên Hoàng dẹp loạn 12 sứ quân. Đình Mai Xá là nơi thờ chính Nguyễn Quảng và Nguyễn Linh tại nơi hai ông mất và cũng thuộc khu vực lập đồn Hạ. | Thời Đinh   |
| Đình Sảo Thượng        | Đại Xuyên, Hà Nội             | Đình Sảo Thượng là di tích quốc gia thờ Nguyễn Vật - hiệu Hiển Vật đại vương là người anh cả trong sáu anh em trai có công giúp vua Đinh Tiên Hoàng dẹp loạn 12 sứ quân. Đặc biệt, Đạo quân của ông Nguyễn Vật đã tiến về Trường Châu đánh thắng sứ quân Trần Hồ. Đình được xếp hạng di tích quốc gia năm 2001 | Thời Đinh   |
| Đình Tạ                | Đại Xuyên, Hà Nội             | Đình ông Tạ nằm trong quần thể di tích thờ Lục vị đại vương, họ Nguyễn tên Vật, Lôi, Quảng, Quán, Linh, Lặc công giúp vua Đinh Tiên Hoàng dẹp loạn 12 sứ quân. Đình Tạ và đình Sảo Thượng là nơi thờ chính Nguyễn Vật tại nơi người anh cả lập đồn Thượng | Thời Đinh   |
| Đình Tầm Khê           | Đại Xuyên, Hà Nội             | Đình Tầm Khê thuộc quần thể di tích thờ Lục vị đại vương, họ Nguyễn tên Vật, Lôi, Quảng, Quán, Linh, Lặc công giúp vua Đinh Tiên Hoàng dẹp loạn 12 sứ quân. Làng Tầm Khê thờ chính Nguyễn Lôi, người đã lập đồn Trung tại khu Cây Gạo. | Thời Đinh   |
| Đình Mai Nội           | MSóc Sơn, Hà Nội              | Thờ Nguyễn Bặc với biệt danh Quang Minh. | Tiền Lê     |
| Đình Lai Sơn           | Trung Giã, Hà Nội             | Đình Cúc làng Lai Sơn thờ 2 vị tướng thời Đinh: Đương Giang Đại Vương, Phi nương công chúa và 2 vị tướng thời Hùng Vương: Quý Minh, Cao Sơn. Đương Giang là vị tướng nhà Đinh có công thu nạp 5.000 quân lính ở Đông Anh (Hà Nội) đi đánh dẹp giặc Ngô. | Tiền Lê     |
| Đình So                | Hưng Đạo, Hà Nội              | Đình So là một trong những di tích lịch sử văn hóa và kiến trúc nghệ thuật độc đáo nhất của xứ Đoài. Đình thờ 3 anh em họ Cao có công giúp Đinh Bộ Lĩnh dẹp loạn 12 sứ quân. Đình So đã được xếp hạng di tích quốc gia đặc biệt | Hậu Lê      |
| Quán Trên, Quán Dưới   | Hưng Đạo, Hà Nội              | Khu di tích quốc gia Quán Trên - Quán Dưới - Cây đa thờ thành hoàng làng Đồng Lư là 3 anh em họ Cao, người trang Sơn Lộ có công giúp Đinh Tiên Hoàng dẹp loạn 12 sứ quân | Hậu Lê      |
| Đình Đồng Lư           | Hưng Đạo, Hà Nội              | Đình làng Đồng Lư thờ thành hoàng làng Đồng Lư là 3 anh em họ Cao, người trang Sơn Lộ có công giúp Đinh Tiên Hoàng dẹp loạn 12 sứ quân. Làng Đồng Lư và Làng So xưa thuộc trang Sơn Lộ nên cùng có đình thờ tam vị thành hoàng | Hậu Lê      |
| Đình Sơn Đồng          | Sơn Đồng, Hà Nội              | Thờ Vương Thanh Cao, Bộ tướng của Vua Đinh Tiên Hoàng có công đánh dẹp sứ quân Đỗ Cảnh Thạc ở Đỗ Động | Tiền Lê     |
| Đền Thượng             | Sơn Đồng, Hà Nội              | Thờ Đào Trực, tướng Vua Đinh Tiên Hoàng và Lê Đại Hành sau này. Ông có công đánh dẹp loạn 12 sứ quân và giặc Tống xâm lược, sau lại truyền nghề mỹ nghệ cho dân làng Sơn Đồng | Tiền Lê     |
| Đền Mậu Hòa            | Dương Hòa, Hà Nội             | Thờ Phạm Đông Nga đã theo Đinh Bộ Lĩnh và trở thành tướng tài, được phong Tổng đốc đại vương. Ông có công khởi dựng làng Mậu Hòa nằm ven bờ đê sông Đáy | Thời Đinh   |
| Đình Phương Bản        | Chương Mỹ, Hà Nội             | Thờ 2 vị tướng nhà Đinh là Uy Sơn đại vương và Ngọ Tân đại vương. Hai ông là người làng Phương Bản từng chiêu mộ binh sĩ theo giúp vua Đinh Tiên Hoàng dẹp loạn 12 sứ quân. | Thời Trần   |
| Đình Tiến Ân           | Xuân Mai, Hà Nội              | Đình Tiến Ân thờ Đặng Đống Thính và em trai Đặng Chiêu Pháp có công đánh dẹp 12 sứ quân, đặc biệt là trận đánh sứ quân Đỗ Cảnh Thạc ở đồn Bảo Đà | Thời Đinh   |
| Đình Yên Nhân          | Hòa Phú, Hà Nội               | Thờ Hồ Thông là người văn võ toàn tài, thông minh, trí tuệ được phong làm chỉ huy phó sứ thời vua Đinh Tiên Hoàng. | Hậu Lê      |
| Đình làng Sủi          | Gia Lâm, Hà Nội               | Đình Sủi thờ tướng nhà Đinh Đào Liên Hoa, có công dẹp loạn và mở mang đất hoang. Ông được Đinh Bộ Lĩnh phong làm Tây Vị Đại Vương rồi được cử đi Chánh sứ sang Trung Quốc. Khi huyện Gia Lâm có giặc loạn nổi lên, ông đem quân đi dẹp rồi lập đồn cùng trang ấp ở Thổ Lỗi, dậy nhân dân sản xuất, xây nhà cửa lo cuộc sống. Dân làng Sủi đã lập đình Sủi thờ ông và tôn ông là Thành hoàng làng. | Thời Đinh   |
| Đình Thuận Quang       | Gia Lâm, Hà Nội               | Di tích đình Thuận Quang thuộc thôn Thuận Quang, xã Dương Xá. Đình thờ Đại vương Phùng Tùng có công dẹp loạn 12 sứ quân ở thời nhà Đinh. | Thời Lý     |
| Đình Kim Sơn           | Thuận An, Hà Nội              | Đình Kim Sơn còn lưu giữ 17 sắc phong. Đặc biệt có cổ vật từ thế kỷ 15 gồm hai pho tượng phỗng bằng gỗ. Đình thờ hai anh em sinh đôi Cao Điền và Cao Đỗ (con ông Cao Trạch và bà Lê thị), có công giúp Đinh Tiên Hoàng dẹp loạn 12 sứ quân và đánh giặc Chiêm Thành. | Thời Lý     |
| Nghè Kim Sơn           | Thuận An, Hà Nội              | Nghè Kim Sơn thờ nhị vị đại vương triều Đinh Cao Điền Công và Cao Đỗ Công. Nghè Kim Sơn là nơi gốc thờ 2 vị Thành hoàng, chính là dinh của 2 ông lúc sinh thời. | Thời Lý     |
| Đền Trung Mầu          | Phù Đổng, Hà Nội              | Đền làng Trung Mầu là di tích lịch sử lâu đời. Theo sắc phong, hai làng Trung Mầu và Thịnh Liên đều thờ ba vị tướng thời Đinh: Cao Chương Đại Vương, Cao Gia Đại Vương, Tòng Chinh Đại Vương. Các vị tướng này đều là người xã Trung Mầu có công giúp Đinh Bộ Lĩnh đánh dẹp 12 sứ quân và Chiêm Thành giữ nước. | Thời Lý     |
| Đền Thịnh Liên         | Phù Đổng, Hà Nội              | Đền làng Thịnh Liên là di tích lịch sử lâu đời. Theo sắc phong, hai làng Trung Mầu và Thịnh Liên đều thờ ba vị tướng thời Đinh: Cao Chương Đại Vương, Cao Gia Đại Vương, Tòng Chinh Đại Vương. Các vị tướng này đều là người xã Trung Mầu có công giúp Đinh Bộ Lĩnh đánh dẹp 12 sứ quân và Chiêm Thành giữ nước. | Thời Lý     |
| Đình Đông Dư Thượng    | Bát Tràng, Hà Nội             | Các đình ở làng Đông Dư đều thờ Tam vị đại vương trong đó có tướng nhà Đinh Bạch Đa đại vương là người có công giúp Đinh Bộ Lĩnh dẹp loạn 12 sứ quân. | Thời Lý     |
| Đình Đông Dư Hạ        | Bát Tràng, Hà Nội             | Các đình ở làng Đông Dư đều thờ Tam vị đại vương trong đó có tướng nhà Đinh Bạch Đa đại vương là người có công giúp Đinh Bộ Lĩnh dẹp loạn 12 sứ quân. | Thời Lý     |
| Đình Bát Tràng         | Bát Tràng, Hà Nội             | Thờ Lưu Thiên Tử đại vương Lưu Cơ do những người thợ gốm làng Bồ Xuyên - Bạch Bát di dời từ quê hương Yên Mô, Ninh Bình ra đây lập nghiệp. | Hậu Lê      |
| Đền Phù Lưu            | Hòa Xá, Hà Nội                | Làng Phù Lưu gồm 2 thôn Phù Lưu Thượng và Phù Lưu Hạ đều thuộc xã Phù Lưu, huyện Ứng Hòa, Hà Nội. Đình Phù Lưu Thượng và đình Phù Lưu Hạ thờ Không Bảng đaị vương triều Đinh, có công giúp Vua Đinh Tiên Hoàng đánh dẹp loạn 12 sứ quân. Có thuyết nói Không Bảng đại vương chính là Không Thần đại vương có tên húy là Cao Quang Vương, cũng được thờ tại đền làng Ngoại Hoàng xã Lưu Hoàng bên cạnh xã Phù Lưu. | Thời Nguyễn |
| Đền Không Thần         | Hòa Xá, Hà Nội                | Đền Không Thần hay đình làng Ngoại Hoàng thờ Cao Quang Vương, vị tướng nhà Đinh có công giúp Vua dẹp loạn 12 sứ quân, lập ra nhà nước Đại Cồ Việt. Thời 12 sứ quân, Một đồn binh của Đinh Bộ Lĩnh đã đóng tại Kẻ Hóp (Ngoại Hoàng). Sau khi tướng lĩnh hy sinh người dân làng Ngoại Hoàng đã thờ ông là Thành Hoàng làng. | Thời Nguyễn |
| Đình Quảng Nguyên      | Ứng Thiên, Hà Nội             | Đình làng Quảng Nguyên thờ Đống Củ Đại vương, là tướng tài danh của Đinh Tiên Hoàng Đế. Đình Quảng Nguyên là di tích lịch sử văn hóa nổi tiếng về giá trị lịch sử và kiến trúc nghệ thuật. | Thời Nguyễn |
| Đình Thanh Dương       | Vân Đình, Hà Nội              | Thờ Vua Lê Đại Hành và các hoàng tử con vua | Thời Lý     |
| Miếu Cò                | Vân Đình, Hà Nội              | Miếu Cò cùng với đình Đụn nằm ở làng Động Phí. Miếu Cò là nơi thờ hai anh em Bạch Tượng, Bạch Địa và người em họ Đô Đài. Cả ba anh em có công thu nạp trai làng Động Phí tham gia dẹp loạn 12 sứ quân | Thời Đinh   |
| Đình Động Phí          | Vân Đình, Hà Nội              | Thờ Bạch Tượng, vị tướng tham gia dẹp loạn 12 sứ quân. Thần tích, thần phả ở đình làng Động Phí cho biết Đinh Điền, Nguyễn Bặc có về đây thu nạp lực lượng Bạch Tượng gồm 500 quân lính | Thời Đinh   |
| Đình Ngọc Động         | Vân Đình, Hà Nội              | Đình làng Ngọc Động thờ Bạch Địa, vị tướng có công thu nạp trai làng Ngọc Động tham gia dẹp loạn 12 sứ quân | Thời Đinh   |
| Đình Nguyễn Xá         | Vân Đình, Hà Nội              | Đình làng Nguyễn Xá thờ Đô Đài, tướng tham gia dẹp loạn 12 sứ quân | Thời Đinh   |
| Đình Hòa Xá            | Hòa Xá, Hà Nội                | Thờ Nguyễn Đức Chính là vị tướng có công dẹp loạn 12 sứ quân, đã được Đinh Tiên Hoàng phong làm tả đạo Tướng quân | Thời Đinh   |
| Làng Vân Đình          | Vân Đình, Hà Nội              | Thời nhà Đinh, nhân dân Vân Đình đã ủng hộ Đinh Bộ Lĩnh dẹp 12 sứ quân, lập nước Đại Cồ Việt. Ở thôn Vân Đình có đình Thượng, đình Nhì, đình Ba thờ ba anh em ruột người trang Vân Đình đã mộ binh theo Đinh Bộ Lĩnh dẹp loạn 12 sứ quân. Quán Lục Sĩ ở Thanh Ấm thờ thần Minh Phúc – một tướng của Đinh Bộ Lĩnh có công với nước. | Thời Đinh   |
| Đình Thượng            | Vân Đình, Hà Nội              | Đình Thượng Vân Đình thờ người anh cả trong ba anh em trai người trang Vân Đình đã mộ binh theo Đinh Bộ Lĩnh dẹp loạn 12 sứ quân. Làng Vân Đình hình thành từ thời Đinh, với tên gọi ban đầu là Kẻ Đinh, sau tránh họ Vua đổi san Kẻ Đình. | Thời Đinh   |
| Đình Nhì               | Vân Đình, Hà Nội              | Đình Nhì Vân Đình thờ người thứ hai trong ba anh em trai trang Vân Đình đã mộ binh theo Đinh Bộ Lĩnh dẹp loạn 12 sứ quân. | Thời Đinh   |
| Đình Ba                | Vân Đình, Hà Nội              | Đình Ba Vân Đình thờ người em út trong ba anh em trai trang Vân Đình, có tên hiệu Mộc Hoàn Cư Sĩ đã mộ binh theo Đinh Bộ Lĩnh dẹp loạn 12 sứ quân. | Thời Đinh   |
| Đình Thanh Ấm          | Vân Đình, Hà Nội              | Đình làng Thanh Ấm thờ Minh Phúc Đại Vương đã đi theo Đinh Bộ Lĩnh dẹp loạn 12 sứ quân. | Thời Đinh   |
| Quán Lục Sĩ            | Vân Đình, Hà Nội              | Quán Lục Sĩ ở Thanh Ấm cũng thờ Minh Phúc Đại Vương và võ sư Trương Ma Ni theo Đinh Bộ Lĩnh đánh dẹp 12 sứ quân. Trương Ma Ni có con trai Trương Quán Sơn là phò mã nhà Đinh | Thời Đinh   |
| Đình Hướng Xá          | Thượng Phúc, Hà Nội           | Đình làng Hướng Xá thờ tướng Đào Công Thắng là vị tướng văn võ toàn tài đã giúp vua Đinh Tiên Hoàng thống nhất đất nước, được phong làm đại vương lục quốc triệu lễ bộ công của triều đình. Nhân dân nhớ công ơn người, đã lập đình thờ người và tôn là Thành Hoàng đô hộ Hùng kế Đống Binh Đại Vương. | Thời Đinh   |
| Đình An Lãng           | Phú Xuyên, Hà Nội             | Thờ Vua Lê Đại Hành và các hoàng tử con vua | Thời Lý     |
| Đền Vĩnh Mộ            | Thượng Phúc, Hà Nội           | Làng Vĩnh Mộ có đền thờ và sự tích Nguyễn Bính, Bản Quán Thành Hoàng Hiển Ứng Linh Chương Tôn Thần thời 12 sứ quân, là vị tướng nhà Đinh có công giúp Đinh Bộ Lĩnh đánh dẹp 12 sứ quân. | Thời Lý     |

### Di tích thờ tướng nhà Đinh ở Ninh Bình
| Tên di tích           | Xã, Tỉnh                | Nội dung | Niên đại     |
| --------------------- | ----------------------- | --- | ------------ |
| Đình Áng Ngũ          | Tây Hoa Lư, Ninh Bình   | Đình làng Áng Ngũ thờ trung thần Nguyễn Bặc tại nơi ông đóng quân, cai quản. | Tiền Lê      |
| Đình Ngô Khê Hạ       | Tây Hoa Lư, Ninh Bình   | Đình làng Ngô Khê Hạ thờ trung thần Nguyễn Bặc tại nơi ông đóng quân, cai quản. | Tiền Lê      |
| Đình Thanh Khê Hạ     | Tây Hoa Lư, Ninh Bình   | Đình làng Thanh Khê Hạ thờ trung thần Nguyễn Bặc tại nơi ông đóng quân, cai quản. | Tiền Lê      |
| Đình Ngô Khê Thượng   | Tây Hoa Lư, Ninh Bình   | Đình làng Ngô Khê Thượng thờ trung thần Nguyễn Bặc tại nơi ông đóng quân, cai quản. | Tiền Lê      |
| Đình Thanh Khê Thượng | Tây Hoa Lư, Ninh Bình   | Đình làng Thanh Khê Thượng thờ trung thần Nguyễn Bặc tại nơi ông đóng quân, cai quản. | Tiền Lê      |
| Đền Con Cò            | Tây Hoa Lư, Ninh Bình   | Đền Con Cò nằm ven sông Chanh, thờ Nguyễn Bặc tại nơi ông bị hành thích. | Tiền Lê      |
| Phủ Khống             | Tây Hoa Lư, Ninh Bình   | Thờ Tứ trụ triều Đinh, Đinh Công tiết chế và 7 quan trung thần là những trung thần của vua Đinh Tiên Hoàng có công dẹp loạn 12 sứ quân, chống lại Lê Hoàn | Thời Đinh    |
| Đền Xếch              | Tây Hoa Lư, Ninh Bình   | Đền Xếch ở thôn Khê Đầu Hạ, xã Ninh Xuân thờ Đinh Sài Bơi dẹp loạn 12 sứ quân và tận trung với nhà Đinh | Thời Lý      |
| Đền Nột Lấm           | Hoa Lư, Ninh Bình       | Đền Nột Lấm hay đền Trên thuộc thôn Khê Đầu Thượng thờ đức thánh cả "Đinh triều tả giám sát hay "Hành Khiển Quang Lộc đại vương" là Nguyễn Bặc. | Tiền Lê      |
| Đền Ngoài             | Hoa Lư, Ninh Bình       | Đền Ngoài ở thôn Khê Đầu Thượng xã Ninh Xuân thờ đức đệ nhị là Tướng nhà Đinh. | Tiền Lê      |
| Đền Gối Đại           | Nam Hoa Lư, Ninh Bình   | Thờ Việt Thắng Đại Vương - tướng nhà Đinh, trấn ải vùng đất phía tây ở Hoa Lư và sống ẩn tại thung Nham đến khi qua đời. | Tiền Lê      |
| Chùa Đẩu Long         | Hoa Lư, Ninh Bình       | Chùa Đẩu Long được xây dựng từ thời Tiền Lê, Thờ Nguyễn Bặc, Lê Hoàn cùng các vị thần khác. | Tiền Lê      |
| Đền Thượng            | Nam Hoa Lư, , Ninh Bình | Thờ quan tổng tài Lã Quốc Tuấn về trấn giữ quê hương và dạy nghề dệt chiếu cho dân làng Thiện Trạo. | Thời Đinh    |
| Đền Đồng Bến          | Hoa Lư, Ninh Bình       | Là nơi Dương Vân Nga gặp gỡ Lê Hoàn | Thời Lý      |
| Đền Vân Thị           | Hoa Lư, Ninh Bình       | Thờ bà tổ sân khấu chèo Phạm Thị Trân, là người phụ trách ca hát trong cung đình Hoa Lư, Bà được hậu thế tôn vinh là bà tổ nghề hát chèo. | Tiền Lê      |
| Đình Yên Khoái        | Đông Hoa Lư, Ninh Bình  | Thờ hai tướng Cao Lịch, Cao Khiển dẹp loạn 12 sứ quân | Chưa rõ      |
| Đền Phúc Trung        | Đông Hoa Lư, Ninh Bình  | Thờ hai tướng Cao Các, Cao Sơn có công dẹp loạn 12 sứ quân | Tiền Lê      |
| Đền Phúc Hạ           | Đông Hoa Lư, Ninh Bình  | Thờ Lịch Lộ đại vương có công dẹp loạn 12 sứ quân | Tiền Lê      |
| Đền Chi Lại           | Nam Hoa Lư, Ninh Bình   | Thờ Lịch Lộ đại vương có công dẹp loạn 12 sứ quân | Tiền Lê      |
| Đền Đinh Điền         | Yên Mô, Ninh Bình       | Nằm cùng khuôn viên với chùa Tháp làng Yên Liêu Hạ, Thờ tướng Đinh Điền và phu nhân cùng Thiền sư Lương Tuấn. | Tiền Lê      |
| Đền Đinh Điền         | Yên Mô, Ninh Bình       | Nằm cùng khuôn viên với chùa Phượng Ban thuộc làng Yên Liêu Thượng, Thờ tướng quân Đinh Điền, phu nhân và Kiều Mộc thiền sư Lương Tuấn. | Tiền Lê      |
| Đền Thượng Bồ Vi      | Yên Mô, Ninh Bình       | Đền Thượng làng Bồ Vi xã Khánh Thịnh cũng thờ Đinh Điền, Phu nhân và Kiều Mộc thiền sư Lương Tuấn. | Tiền Lê      |
| Đền Thượng            | Yên Thắng, Ninh Bình    | Đền Thượng thôn Thắng Động thờ Lịch Lộ đại vương là tướng của Vua Đinh. | Tiền Lê      |
| Đền Thượng            | Yên Mạc, Ninh Bình      | Là nơi Lê Hoàn lập phòng tuyến đánh dẹp Chiêm Thành | Thời Lý      |
| Đền Hạ                | Yên Mạc, Ninh Bình      | Là nơi thờ quốc sư Khuông Việt, người lập ra làng Yên Lâm | Thời Lý      |
| Đền Vua Lê            | Yên Thắng, Ninh Bình    | Là nơi Lê Hoàn lập phòng tuyến đánh dẹp Chiêm Thành | Thời Lý      |
| Đình Từ Đường         | Đồng Thái, Ninh Bình    | Là nơi Lê Hoàn đánh dẹp Chiêm Thành đi qua | Thời Lý      |
| Đình Quảng Công       | Đồng Thái, Ninh Bình    | Là nơi Lê Hoàn đánh dẹp Chiêm Thành đi qua | Thời Lý      |
| Miếu Hạ               | Yên Mạc, Ninh Bình      | Thờ Khuông Việt đại sư, quốc sư triều Đinh và Tiền Lê | Thời Tiền Lê |
| Khởi Nguyên Đường     | Đại Hoàng, Ninh Bình    | Nơi thờ của dòng họ Nguyễn Bặc trên quê hương. | Tiền Lê      |
| Lăng mộ Nguyễn Bặc    | Đại Hoàng, Ninh Bình    | Lăng mộ tưởng niệm tướng quân Nguyễn Bặc. | Tiền Lê      |
| Đền Ngọc Sơn          | Gia Hưng, Ninh Bình     | Thờ Phò mã Lưu Cơ trên quê hương Gia Viễn. | Thời Lý      |
| Đền Quan Thái Bảo     | Gia Hưng, Ninh Bình     | Thờ tướng Trịnh Tú, bạn của Đinh Bộ Lĩnh thuở nhỏ và từng 2 lần được Vua Đinh Tiên Hoàng cử đi sứ Trung Hoa | Thời Lý      |
| Nhà thờ Thái úy       | Yên Khánh, Ninh Bình    | Thờ tướng Phạm Cự Lượng cùng với mộ táng của ông đặt tại nghĩa trang làng Đa, xã Khánh Ninh, Yên Khánh. | Thời Lý      |
| Đền Tam Thánh         | Đông Hoa Lư , Ninh Bình | Thờ Đinh Điền, Thượng Trân Trưởng Công Chúa và Kiều mộc thiền sư Lương Tuấn giúp Đinh Bộ Lĩnh dẹp tan loạn 12 sứ quân. | Thời Lý      |
| Chùa Phi Đế           | Đông Hoa Lư, Ninh Bình  | Thờ thân phụ, thân mẫu và tướng quân Đinh Điền | Thời Lý      |
| Miếu Hạ               | Đông Hoa Lư, Ninh Bình  | Thờ tướng Đinh Điền và phu nhân cùng Thiền sư Lương Tuấn. | Tiền Lê      |
| Đền Đệ Nhị            | Đông Hoa Lư, Ninh Bình  | Đền Đức Đệ Nhị thờ Lịch Lộ đại vương có công dẹp loạn 12 sứ quân | Thời Đinh    |
| Đền Vua Thầy          | Đông Hoa Lư, Ninh Bình  | Thờ Bản thổ Địch Lộ Tổ Sư Đại thần, có công giúp Đinh Bộ Lĩnh dẹp loạn 12 sứ quân, chữa bệnh cho Hoàng tộc, được Vua Đinh phong là “Thái y Phúc Trạch Đại vương”. Ông mở trường dạy học, bốc thuốc cứu người, nhân dân tôn kính gọi là vua Thầy, lập đền thờ để thờ tự. | Thời Đinh    |
| Đền, chùa Phú Mỹ      | Yên Khánh, Ninh Bình    | Thờ tướng Đinh Điền và phu nhân cùng Thiền sư Lương Tuấn. | Tiền Lê      |
| Đền Nội Thị Lân       | Yên Khánh, Ninh Bình    | Thờ Lê Hoàn và Dương Vân Nga | Thời Lý      |
| Đền Hành Phúc         | Đông Hoa Lư, Ninh Bình  | Đền thôn Hành Phúc thờ Lịch Lộ Đại Vương và Hành Khiển là tướng của Đinh Bộ Lĩnh | Thời Đinh    |
| Đình Thôn Tân         | Khánh Thiện, Ninh Bình  | Thờ hai tướng Cao Sơn, Cao Các là 2 anh em trai, có công dẹp loạn 12 sứ quân. Sau khi Lê Hoàn cướp ngôi nhà Đinh 2 ông bỏ vào lập nghiệp ở đất Nghệ An | Thời Đinh    |
| Đền làng Kho          | Quỳnh Lưu, Ninh Bình    | Đền Kho thờ anh em Lê Chương, Lê Du cùng tập hợp 2000 quân sĩ theo Đinh Bộ Lĩnh dẹp các sứ quân và được giao cai quản vị trí cũ. Nơi đây cũng có lăng mộ 2 ông | Thời Đinh    |
| Chùa, đình Kho        | Quỳnh Lưu, Ninh Bình    | Đình Kho thờ tướng Lê Chương tại nơi ông đóng quân. Chùa Kho nằm cạnh đền Kho, được xây dựng trên đất do Vua Đinh ban cho Lê Chương. Lễ hội rước từ đình Kho về đền Kho | Thời Đinh    |
| Đình Bái              | Thanh Sơn, Ninh Bình    | Thờ tứ trụ triều Đinh gồm Nguyễn Bặc, Đinh Điền, Trịnh Tú, Lưu Cơ. | Thời Lý      |
| Đình Mai Xá           | Gia Tường, Ninh Bình    | Thờ Trần Cao Minh là tướng của Đinh Bộ Lĩnh đi dẹp các sứ quân. Do bại trận ông tự tuẫn tiết để bảo toàn danh dự. | Thời Đinh    |
| Đền Vua Lê            | Lai Thành, Ninh Bình    | Thờ Lê Hoàn và Dương Vân Nga | Thời Lý      |
| Miếu Trúc             | Đông A, Ninh Bình       | Miếu Trúc thờ tướng quân Phùng Gia vị tướng nhà Đinh đã cùng với Cao Mộc đã về làng Bườn trông coi lăng mộ Đàm hoàng thái hậu, thân mẫu của Đinh Bộ Lĩnh. Ông cũng được thờ ở gian phía đông trong đình Bườn | Thời Đinh    |
| Lăng Cao Mộc          | Đông A, Ninh Bình       | Lăng mộ Tướng quân Cao Mộc cách đình Bườn 700m về hướng đông nam trên diện tích 168m2. Khám thờ quay ra mộ xây kiểu 2 tầng, 8 mái, lợp giả ngói ống; trên cổ đẳng khám. Cao Mộc cũng được thờ ở gian phía tây đình Bườn. | Thời Đinh    |
| Đền An Lá             | Hồng Quang , Ninh Bình  | Thờ Nguyễn Tấn người chiêu dân về đây lập ấp, khi đất nước xảy ra loạn 12 sứ quân, sứ quân Kiều Công Hãn bại trận từ Phong Châu chạy qua vùng Âu Hóa thì bị Nguyễn Tấn đem quân ra đánh, chém vào cổ, bỏ chạy đến làng Din thì chết. Từ đây, Nguyễn Tấn hết lòng giúp sức cho Đinh Bộ Lĩnh dẹp loạn 12 sứ quân, thống nhất đất nước.                                                    | Tiền Lê      |
| Đền Nam Lạng          | Cổ Lễ, Ninh Bình        | Đền Nam Lạng ở xã Trực Tuấn là nơi thờ vị tướng đã giúp vua Đinh Tiên Hoàng đánh dẹp loạn 12 sứ quân. | Tiền Lê      |
| Đền Hưng Lộc          | Đồng Thịnh, Ninh Bình   | Thờ Phạm Cự Lượng tướng thời Đinh và Tiền Lê. Ông là Tâm phúc tướng quân của Đinh Bộ Lĩnh, cai quản thị vệ và bảo vệ hoàng thành. Sau giúp Lê Hoàn lên ngôi và đánh giặc Tống | Thời Lý      |
| Đình Hải Lạng         | Đồng Thịnh, Ninh Bình   | Thờ Phạm Cự Lượng tướng thời Đinh và Tiền Lê. Ông là Tâm phúc tướng quân của Đinh Bộ Lĩnh, cai quản thị vệ và bảo vệ hoàng thành. Sau giúp Lê Hoàn lên ngôi và đánh giặc Tống | Thời Lý      |
| Đền Công Mẫn          | Hiển Khánh Ninh Bình    | Thờ Trần Công Mẫn, người Sơn Tây theo về với vua Đinh lại được cử xuống phủ Nghĩa Hưng để chiêu mộ được 1000 quân sĩ. Ông lấy vợ người trang Thái Duyến là bà Xuyến Nương và tập hợp được đến nghìn trai tráng quê vợ tham gia nghĩa quân. | Tiền Lê      |
| Đình Hướng Nghĩa      | Minh Tân, Ninh Bình     | Thờ Đương Chu tại căn cứ, là tướng được Đinh Bộ Lĩnh cử làm sứ giả đi đến các đạo để chiêu mộ quân sĩ. | Thời Lý      |
| Đình Thánh            | Minh Tân, Ninh Bình     | Đình thôn Bịch thờ tướng quân Lê Khai là vị tướng đi theo Đinh Bộ Lĩnh dẹp yên loạn 12 sứ quân và vợ ông - bà Trần Thị Quế. | Thời Đinh    |
| Đình Liên Xương       | Hiển Khánh, Ninh Bình   | Đình làng Liên Xương là di tích lịch sử văn hóa thờ các vị đại vương có công giúp Đinh Bộ Lĩnh đánh dẹp loạn 12 sứ quân, thống nhất đất nước. Tương truyền, Một bà mẹ người làng Liên Xương xã Hiển Khánh sinh hạ được bốn người con trai thì đã gửi cả bốn con theo vua Đinh dẹp loạn. Bốn người con của bà sau này đều được thờ tại bốn đình Đông- Tây- Nam- Bắc của làng Liên Xương. | Hậu Lê       |
| Phủ Bà                | Trường Thi, Ninh Bình   | Thờ bà Hoàng Thị Đậu cùng anh là Hoàng Sơn Khung theo vua Đinh đánh Phạm Phòng Át. Dưới triều Đinh bà giữ chức giám sát ngự sử. Thánh Đậu đại vương được thờ ở Phủ Bà (Đắc Lực, Liên Bảo, Vụ Bản) gắn với sự tích nàng Đậu bán nước ở đầu thôn ủng hộ lương thực cho Đinh Bộ Lĩnh. | Thời Đinh    |
| Đình An Nhân          | Trường Thi, Ninh Bình   | Thờ Tạ Sùng Hy có công phá vòng vây của Ngô sứ quân cứu thoát Đinh Bộ Lĩnh. | Tiền Lê      |
| Đền Phú Cốc           | Trường Thi, Ninh Bình   | Đền Phú Cốc thờ tướng Lê Khai. Ngọc phả đền Phú Cốc cho biết Nguyễn Bặc thừa lệnh Đinh Bộ Lĩnh về Phú Cốc chiêu mộ được hơn ba nghìn người quân sĩ. Nguyễn Bặc cũng là người chiêu dụ được Lê Khai - bậc hùng trưởng ở Vụ Bản, Nguyễn Tấn - thổ hào vùng An Lá, Nam Trực. Dân phủ Nghĩa Hưng theo về với Lê Khai rất đông.                                                              | Tiền Lê      |
| Đền Cường Bạo         | Minh Tân, Ninh Bình     | Thờ Cường Bạo Đại Vương là một vị tướng thời Đinh và là một nhân vật được thần thánh hóa trong cổ tích Việt Nam. Ông sinh ra ở làng Bối Tuyền, thuộc xã Bối La, huyện Vụ Bản, tỉnh Nam Định | Tiền Lê      |
| Đình La Xuyên         | Vũ Dương, Ninh Bình     | Thờ Ninh Hữu Hưng là tướng theo Vua Đinh dẹp loạn 12 sứ quân và tham gia xây dựng kinh đô Hoa Lư, ông mở mang vùng đất Nam Định và được tôn vinh là ông tổ nghề xây dựng ở Việt Nam | Tiền Lê      |
| Đình Cầu Chanh        | Yên Cường, Ninh Bình    | Thờ thượng đẳng Thần Đại vương Trung Hưng tướng Trần Doanh Nghị đã cùng các tướng Đinh Điền, Nguyễn Khu, dương cờ khởi nghĩa, tụ về cùng Đinh Bộ Lĩnh lập nước Đại Cồ Việt. Ông được vua Đinh cử về vùng cửa biển Đại Nha, trụ sở tại làng Chanh Cầu để trấn giữ vùng cửa biển này | Tiền Lê      |
| Đình Cát Đằng         | Vạn Thắng , Ninh Bình   | Thờ anh em Đinh Đức Đạt và Đinh Đức Thông và Vua Đinh Tiên Hoàng | Tiền Lê      |
| Đình Trung Thôn       | Vạn Thắng, Ninh Bình    | Thờ Trung Mẫn Đại Vương Đinh Đức Nghi, người xã Mễ Tràng, huyện Thanh Liêm, phủ Lý Nhân vốn là công thần triều Đinh. | Tiền Lê      |
| Đình Đồng Văn         | Vạn Thắng, Ninh Bình    | Thờ Trung Mẫn Đại Vương Đinh Đức Nghi – công thần triều Đinh. | Tiền Lê      |
| Đình Đằng Chương      | Vạn Thắng, Ninh Bình    | Thờ tướng Đinh Điền ở căn cứ quân sự của Vua Đinh. | Tiền Lê      |
| Đình Quảng Thượng     | Vạn Thắng, Ninh Bình    | Thờ Lãng Công có công nuôi vua Đinh. | Thời Đinh    |
| Đình Thanh Khê        | Bình Mỹ, Ninh Bình      | Thờ Nguyễn Ninh, Nguyễn Tĩnh gặp thời loạn lạc đã tập hợp trai tráng vùng Bình Lục tập luyện võ nghệ để bảo vệ quê hương. Khi Đinh Bộ Lĩnh nổi dậy các ông đã theo về để đánh dẹp 12 sứ quân, lập nhiều công trạng lớn. | Thời Tiền Lê |
| Đình Vị Hạ            | Bình An, Ninh Bình      | Thờ Đương Chu tại quê nhà, là tướng được Đinh Bộ Lĩnh cử làm sứ giả đi đến các đạo để chiêu mộ quân sĩ | Tiền Lê      |
| Đình Mai Động         | Bình An, Ninh Bình      | Thờ 2 anh em Phạm Hán và Phạm Phổ có công đánh dẹp sứ quân Phạm Phòng Át và Ngô Nam và làm quan dưới triều Đinh. | Tiền Lê      |
| Đình Mỹ Đô            | Bình Sơn, Ninh Bình     | Thờ Đương Chu Đại Vương có công giúp Vua Đinh Tiên Hoàng dẹp loạn 12 sứ quân | Tiền Lê      |
| Đền Ba Dân            | Nguyễn Úy, Ninh Bình    | Thờ Đinh Nga trên căn cứ quân sự của ông và các thuộc tướng là Đinh Thiết, Đinh Ngân, Phạm Đức, Trần Huy, Đinh Mỹ. | Thời Đinh    |
| Đình Tân Sơn          | Nguyễn Úy Ninh Bình     | Đình làng Thụy Sơn, xã Tân Sơn thờ Đinh Nga đại vương đã có công giúp Đinh bộ Lĩnh giẹp loạn 12 sứ quân. Ngoài đình Thụy Sơn trên địa bàn xã còn có Đền Ba Dân cũng thờ tướng quân Đinh Nga là đền chung của 2 xã Tân Sơn và Thụy Lôi hiện nay. | Thời Đinh    |
| Đình Hồi Trung        | Tam Chúc, Ninh Bình     | Đình làng Hồi Trung, xã Thụy Lôi thờ Đinh Nga đại vương đã có công giúp Đinh bộ Lĩnh giẹp loạn 12 sứ quân. Ngày 10/5 âm lịch là ngày lễ hạ đền. Ngày 10/7 là ngày hội khao quân. Ngày 10/11 là ngày hóa của thần, lễ dùng thịt lợn đen, xôi, bánh. Ngày mồng 9, 10 tháng 2 âm lịch hàng năm là ngày lễ hội chích của làng, kỉ niệm ngày sinh của Đinh Nga Đại Vương.                    | Thời Đinh    |
| Đình Trung Hòa        | Tam Chúc, Ninh Bình     | Đình làng Trung Hòa, xã Thụy Lôi thờ Đinh Nga đại vương đã có công giúp Đinh bộ Lĩnh giẹp loạn 12 sứ quân. Ngày 10/5 âm lịch là ngày lễ hạ đền. Ngày 10/7 là ngày hội khao quân. Ngày 10/11 là ngày hóa của thần, lễ dùng thịt lợn đen, xôi, bánh. Ngày mồng 9, 10 tháng 2 âm lịch hàng năm là ngày lễ hội chích của làng, kỉ niệm ngày sinh của Đinh Nga Đại Vương.                    | Thời Đinh    |
| Đền Cao Mật           | Lê Hồ, Ninh Bình        | Thờ danh tướng Phạm Hạp, có công giúp vua Đinh Tiên Hoàng dẹp yên thập nhị sứ quân. Khi đất nước thanh bình, ngài xin về lập ấp ở xã Cao Mật, được hưởng lộc từ số thuế thu được ở huyện Kim Bảng. | Thời Lý      |
| Miếu Hạ Đồng Lạc      | Lê Hồ, Ninh Bình        | Thờ Thánh Mẫu, thành hoàng làng là người giúp việc cho Đinh Tiên Hoàng Đế | Tiền Lê      |
| Đình Nhật Tân         | Kim Thanh , Ninh Bình   | Thờ Lưu Quyền theo vua đi đánh sứ quân Đỗ Cảnh Thạc ở Đỗ Động, được vua phong chức là Thủy tào phán sự. | Thời Đinh    |
| Đình Phù Nhị          | Nam Lý, Ninh Bình       | Thờ Ngũ vị thành hoàng, là những tướng tài, đã hiệp lực cùng Đinh Bộ Lĩnh dẹp đánh tan 12 sứ quân thể hiện trên bức đại tự cổ kính giữa đình làng. | Hậu Lê       |
| Đình Động Xá          | Tân Thanh, Ninh Bình    | Thờ tướng Đinh Điền và Đinh Bang. Tương truyền các ông là Nguyễn Điền, Nguyễn Bang do có công đánh dẹp được ban quốc tính chuyển sang họ Đinh | Tiền Lê      |
| Đình Cẩm Du           | Tân Thanh, Ninh Bình    | Thờ Vua Lê Đại Hành trên quê hương Hà Nam | Thời Lý      |
| Đình Ứng Liêm         | Tân Thanh, Ninh Bình    | Thờ Vua Lê Đại Hành trên quê hương Hà Nam | Thời Lý      |
| Đình, chùa Bái Đoài   | Liêm Hà, Ninh Bình      | Thờ Nguyễn Điền, Nguyễn Bang, Đặng Chân Nương công dẹp loạn 12 sứ quân và đánh giặc Tống xâm lược | Tiền Lê      |
| Đình làng Gừa         | Thanh Bình, Ninh Bình   | Thờ Trương Nguyên, tham gia đội quân của Đinh Bộ Lĩnh dẹp 12 sứ quân. Khi ông từ Hoa Lư về quê có mang theo một quả cầu, một dụng cụ để luyện tập binh sĩ bày trò chơi cho nhân dân để hôm nay hội làng Gừa có trò cướp cầu. | Tiền Lê      |
| Đình Đông Trụ         | Nam Lý, Ninh Bình       | Thờ 5 vị công thần triều Đinh: Dũng Nhiên Đại Vương, Sát Nhiên Đại Vương, Siêu Nhiên Đại Vương, Nhược Nhiên Đại Vương và Lợi Nhiên Đại Vương theo Đinh Bộ Lĩnh dẹp loạn 12 sứ quân | Thời Lý      |

### Di tích thờ tướng nhà Đinh ở Hưng Yên
| Tên di tích             | Xã, Tỉnh                 | Nội dung | Niên đại   |
| ----------------------- | ------------------------ | --- | ---------- |
| Từ đường Bùi Quang Dũng | Thái Bình, Hưng Yên      | Thờ Bùi Quang Dũng, tướng nhà Đinh và có công phù giúp nhà Lý dẹp loạn ở Kỳ Bố. Vua Đinh Tiên Hoàng phong Bùi Quang Dũng làm Trấn đông tiết độ sứ, đóng trị sở tại thành Kỳ Bố, kiêm chỉ huy 3 đạo quân thuộc vùng Đông Đạo (lúc này nhà Đinh có tất cả 10 đạo quân) và thăng cho hàm là Đặc tấn khai quốc thiên sách thượng tướng, tước Tĩnh an hầu. | Thời Lý    |
| Đền Quan                | Trà Lý, Hưng Yên         | Đền Quan là di tích lịch sử nổi tiếng ở thành phố Thái Bình, Đền Quan là nơi thờ vị thần triều Đinh là “Tiết Chế Nam Đạo Đại Thần Tướng". Ngài họ Trần – húy Thắng, là tướng của sứ quân Trần Lãm trấn giữ Thái Bình. Việt Thắng Đại Vương là người có công dẹp loạn 12 sứ quân và giúp dân trị thủy sông Trà. Ngài sinh và mất ở thế kỷ 10. Trải các triều Đinh, Lê, Lý, Trần, Hậu Lê đều được tu bổ; Đền hiện tại được đại tu vào năm Duy Tân thứ 2.. | Thời Đinh  |
| Đình Đồng Đức           | Thái Bình, Hưng Yên      | Thờ thành hoàng làng Bùi Quang Dũng và Bùi Quang Đạt là những vị tướng thời Đinh Tiên Hoàng. Bùi Quang Dũng đã cùng quân sỹ khai khẩn các vùng đất hoang vu thuộc miền Đông đạo thành các cánh đồng tốt tươi, mầu mỡ, chiêu dân và đưa gia đình binh sỹ đến ở, cộng tất cả là 5 làng. | Thời Lý    |
| Đình Bùi Xá             | Thư Trì, Hưng Yên        | Từ đường họ Bùi và đình làng Bùi Xá thờ thành hoàng làng Bùi Quang Dũng, vị tướng nhà Đinh có công đánh dẹp loạn 12 sứ quân và khai khẩn vùng đất Kỳ Bố Hải Khẩu, Thái Bình ngày nay. | Thời Lý    |
| Đình Miếu Hoành         | Thư Trì, Hưng Yên        | Đình Miếu Hoành thuộc thôn Thanh Nội, xã Minh Lãng, huyện Vũ Thư, tỉnh Thái Bình. Đình Hoành thờ vị tướng thời Đinh có tên húy là Dương Đường Bộc làm Thành hoàng làng. Tướng quân Dương Đường Bộc là người có nhiều công lao giúp Đinh Bộ Lĩnh đánh dẹp 12 sứ quân và trấn giữ vùng đất Vũ Thư. | Tiền Lê    |
| Miếu Bắc                | Đông Hưng, Hưng Yên      | Thờ 4 anh em trai họ Đinh, đều là Đại tướng Quân cai quản 1000 chiếc thuyền, binh tướng là thủy quân. Khi vua Đinh Tiên Hoàng đang thống lĩnh 15 vạn quân và hơn 3000 cỗ ngựa đang tác chiến với quân Tàu và các Sứ quân gồm trên 30 trận. Các ông đã cùng các tướng lĩnh đánh bại các sứ quân, tướng Hồ Công, Ngô Dương Sĩ, Đỗ Siêu, Lai Đốc bị chém và hơn 3 vạn quân bị giết lấp đầy sông Nhị Hà. | Tiền Lê    |
| Đền Phù Lưu             | Đông Hưng , Hưng Yên     | Đền, đình Phù Lưu cũng thờ 4 vị tướng họ Đinh giúp Đinh Bộ Lĩnh dẹp loạn, họ có em gái là Hoàng hậu nhà Đinh Đinh Thị Tỉnh được thờ ở Đền Thánh Mẫu cùng làng. Sau này các ông đều làm quan dưới 2 triều Đinh - Lê. | Thời Đinh  |
| Đình Đông Hải           | Bắc Đông Quan, Hưng Yên  | Thờ Phạm Bạch Hổ tại vùng chiếm đóng xứ Đông | Tiền Lê    |
| Đền Vua Lê              | Tiên Hưng, Hưng Yên      | Thờ thập đạo tướng quân Lê Hoàn | Thời Lý    |
| Đình Lưu                | Bắc Đông Hưng, Hưng Yên  | Thờ Khổng Chiêu hay Khổng Phúc Thần – là tướng theo Đinh Bộ Lĩnh dẹp loạn 12 sứ quân. | Thời Đinh  |
| Đình Thọ Phú            | Hồng Minh, Hưng Yên      | Đình làng Thọ Phú thờ Liên Công cùng 4 người con (4 vị tướng Kiều Công, Đức Công, Đề Công và Tử Công) có công về Hoa Lư cùng Đinh Bộ Lĩnh dẹp loạn 12 sứ quân. | Tiền Lê    |
| Đền Vua Lê Đại Hành     | Thần Khê, Hưng Yên       | Thờ Vua Lê Đại Hành | Thời Lý    |
| Miếu, đền Tứ Xã         | Thần Khê, Hưng Yên       | Thờ Vua Lê Đại Hành | Thời Lý    |
| Đình Làng Kênh          | Thần Khê, Hưng Yên       | Đình Kênh thờ Vua Lê Đại Hành | Thời Lý    |
| Đình Lộc Thọ            | Lê Quý Đôn, Hưng Yên     | Đình làng Lộc Thọ nằm gần Miếu Lộc Thọ thờ Đinh Triều Quốc Mẫu ở xã Độc Lập, huyện Hưng Hà, Thái Bình, Đình Lộc Thọ thờ 4 vị Thành Hoàng làng là các Tướng Đinh Điền, Phạm Thành, Lưu Công, Sát Công đã tận trung với triều Đinh. | Thời Lý    |
| Đền Vua Lê              | Lê Quý Đôn, Hưng Yên     | Thờ thập đạo tướng quân Lê Hoàn | Thời Lý    |
| Đền Thống Nhất          | Hưng Hà, Hưng Yên        | Thờ tướng quân Phạm Hương Quan có công giúp Vua Đinh Tiên Hoàng dẹp 12 sứ quân | Thời Lý    |
| Đền Triều Quyến         | Ngự Thiên, Hưng Yên      | Đền ở làng Triều Quyến, xã Hòa Tiến thờ Chu Minh Đại Vương; Thanh Kiền Đại Vương; Dầm Dề Đại Vương là những vị tướng thời Đinh Tiên Hoàng | Thời Lý    |
| Đền Vua Lê              | Hưng Hà, Hưng Yên        | Thờ thập đạo tướng quân Lê Hoàn | Thời Lý    |
| Đền Lưu Xá              | Ngự Thiên, Hưng Yên      | Thờ Lưu Ngữ, giỏi văn võ, theo Lê Hoàn đến với Đinh Bộ Lĩnh từ những ngày đầu dẹp loạn. | Tiền Lê    |
| Đình Khả                | Diên Hà , Hưng Yên       | Thờ tướng Nguyễn Phúc đã chiêu binh, xây dựng lực lượng thành lập một căn cứ riêng ở Khả Khu, sau ông hàng phục Đinh Bộ Lĩnh, được phong làm quan. | Tiền Lê    |
| Đình Lập Bái            | Hưng Hà, Hưng Yên        | Thờ 3 anh em Tích Lịch, Thánh Đâu và Thành Hành con ông Phạm Trù theo Vua Đinh dẹp 12 sứ quân. Các ông cũng được thờ ở đình Phương Liệt, Thanh Xuân, Hà Nội. | Tiền Lê    |
| Đình Việt Yên, Vườn Mơ  | Diên Hà, Hưng Yên        | 4 anh em họ Trịnh gồm: Minh công, Khang công, Nguyên công, Lương công đã giúp Vua Đinh đánh dẹp sứ quân Kiều Công Hãn. Vườn Mơ xưa là đại bản doanh của 4 anh em họ Trịnh, và là nơi yên nghỉ của thân phụ Trịnh Thông và bà vợ kế là Trần Thị Hạnh. Khi còn đang xây dựng lực lượng chống Ngô Xương Xí và sau này theo Đinh Bộ Lĩnh dẹp loạn 12 sứ quân, 4 anh em họ Trịnh đã xây dựng ở giữa làng, canh vườn Mơ một hội đồng cung. Họ thường xuyên đến đây bàn bạc công việc, chỉ huy 4 đồn phòng thủ ở 4 góc làng.                                                                                           | Thời Đinh. |
| Miếu Tư Chính           | Diên Hà, Hưng Yên        | Miếu Tư Chính thờ Tướng Trịnh Minh công, đóng ở xứ Cửa Chùa, được vua Đinh Tiên Hoàng phong làm quản giới nguyên soái tướng quân. | Thời Đinh. |
| Miếu Thượng Đông        | Diên Hà, Hưng Yên        | Miếu Thượng Đông thờ Tướng Trịnh Lương công đóng ở xứ Cửa Triệu, được vua Đinh Tiên Hoàng phong làm thống suất tướng quân. | Thời Đinh. |
| Miếu Cả Đoài            | Diên Hà, Hưng Yên        | Miếu Cả Đoài thờ Tướng Trịnh Nguyên công đóng ở xứ Kiều Kinh, được vua Đinh Tiên Hoàng phong làm giám sát tướng quân. | Thời Đinh. |
| Miếu Tư Nhất            | Diên Hà, Hưng Yên        | Miếu Tư Nhất thờ Tướng Trịnh Khang công đóng ở xứ Bến Bến, được vua Đinh Tiên Hoàng phong làm thượng dũng sứ. | Thời Đinh. |
| Đình Lạng               | Tây Thụy Anh , Hưng Yên  | Thờ Cường Bạo Đại Vương là một vị tướng thời Đinh và là một nhân vật được thần thánh hóa trong cổ tích Việt Nam. Ông xuất thân là một ngư dân ngang tàng, có sức khỏe và tài năng chiêu dân chống lại thiên tai, được triều đình nhà Đinh trọng dụng và ban thưởng. | Tiền Lê    |
| Miếu Ba Thôn            | Thái Thụy , Hưng Yên     | Thờ Nguyễn Quảng Lại (tên khác là Nguyễn Hãng) đã cùng các tướng tài giỏi khác phò Đinh Bộ Lĩnh dẹp loạn mười hai sứ quân thống nhất Tĩnh hải quân và được phong giữ chức Thủy đạo đại tướng quân. Trong một lần cùng Đinh Tiên Hoàng truy đuổi tàn quân của Kiều Công Hãn, ông đã mất tích, xác trôi về cửa Bố Hải Khẩu rồi được người dân làng chài trang Quang Lang chôn cất và thờ cúng. | Thời Đinh  |
| Từ đường Nguyễn Hữu     | Thái Thụy , Hưng Yên     | Từ đường Nguyễn Hữu ở thôn Quang Lang Đông, xã Thụy Hải, Thái Thụy, Thái Bình là nơi phụng thờ tổ nghề cá Quang Lang. Thời kỳ loạn 12 sứ quân, ông tổ nghề cá Quang Lang là Nguyễn Hữu Thắng vốn là “con độc” trong gia đình nho giáo trấn Sơn Tây, chẳng may bố mẹ mất sớm, ông thả thuyền trôi theo dòng sông rồi dạt vào vùng đất bên bờ biển này dựng lều mưu sinh. Ông truyền dạy nghề cá cho mọi người dân nơi này. Ông còn chặt thân cây Báng (tên chữ là Quang Lang) đập dập, lấy bột trong thân cây làm bánh ăn thay cơm gạo. Mọi người học theo ông và cái tên Quang Lang cũng hình thành từ ngày ấy. | Thời Đinh  |
| Đình Tu Trình           | Đông Thụy Anh, Hưng Yên  | Thờ 6 vị thần Hoàng thời nhà Đinh dẹp loạn 12 sứ quân. Đình được xây dựng từ thế kỷ X, nằm gần bến sông Mát, có tên là Đình Bến hay còn gọi là Đình 5 gian. | Thời Đinh  |
| Đình Lưu Đồn            | Đông Thụy Anh, Hưng Yên  | Thờ tráng sĩ có tên là Gáo thông minh, văn võ song toàn đã theo nghĩa quân Trần Lãm- Đinh Bộ Lĩnh dẹp loạn 12 xứ quân, dựng nghiệp nhà Đinh. Sau được phong chức Đô Thống | Thời Đinh  |
| Đền Vua Lê              | Nam Thái Ninh, Hưng Yên  | Thờ thập đạo tướng quân Lê Hoàn | Thời Lý    |
| Đình Ngẫu Khê           | Nguyễn Du, Hưng Yên      | Thờ 3 anh em Phạm Công Thanh, Phạm Công Hoài, Phạm Công Đinh có công giúp Đinh Bộ Lĩnh đánh bại quân lính của sứ quân Phòng Át | Tiền Lê    |
| Đình Tô Hải             | Phụ Dực, Hưng Yên        | Thờ Nguyễn Tử Minh, người gốc phủ Ứng Hòa, Hà Nội đã về Bố Hải Khẩu theo Đinh Bộ Lĩnh đánh dẹp 12 sứ quân. | Tiền Lê    |
| Đền Cam Mỹ              | Đồng Bằng, Hưng Yên      | Đền làng Cam Mỹ thờ nhị vị tướng quân thời Đinh có tên húy: Hùng Công và Dũng Công. Đây là 2 vị tướng có nhiều công lao theo giúp Đinh Bộ Lĩnh đánh dẹp 12 sứ quân và có công lập làng Cam Mỹ, xã An Ấp, Quỳnh Phụ, Thái Bình. | Tiền Lê    |
| Đền Vua Lê              | Nguyễn Du, Hưng Yên      | Thờ thập đạo tướng quân Lê Hoàn | Thời Lý    |
| Đền Vua Lê              | Quỳnh An, Hưng Yên       | Thờ thập đạo tướng quân Lê Hoàn | Thời Lý    |
| Đình An Ký              | Minh Thọ, Hưng Yên       | Đình làng An Ký thờ Từ Hải Đại Vương - tướng nhà Đinh, có công đánh dẹp loạn 12 sứ quân và chiêu dân lập ấp ở vùng An Ký. | Tiền Lê    |
| Đình Đông Trụ           | Minh Thọ, Hưng Yên       | Đình làng Đông Trụ thờ Đô Đài đại vương triều Đinh làm thành hoàng làng. Lễ hội hàng năm diễn ra từ ngày mồng 4 đến ngày mồng 5 tháng Giêng âm lịch.để tưởng nhớ công ơn của ngài Đô Đài đại vương người có công dẹp Tống bình Chiêm. | Tiền Lê    |
| Đền Kim Đằng            | Sơn Nam, Hưng Yên        | Thờ tướng Đinh Điền và phu nhân Phan Thị Môi. Trên đường đi dẹp loạn đến đây, Đinh Điền thấy thế đất tựa "Thanh Long, Bạch Hổ chầu về", Đinh Điền liền cho dựng doanh trại và lấy người con gái địa phương tên Phan Thị Môi làm vợ. | Tiền Lê    |
| Đình Phương Cái         | Hồng Châu, Hưng Yên      | Đền Phương Cái thờ Phan Cương, vị tướng có công dẹp loạn 12 sứ quân | Tiền Lê    |
| Đình Cốc Khê            | Lương Bằng, Hưng Yên     | Đền làng Cốc Khê thờ tướng Võ Trung có công đánh dẹp các sứ quân Lã Xử Bình, Ngô Xương Xí và giặc Chiêm Thành. Võ Trung về già đến chơi núi Mộ Dạ ở Nghệ An và hóa ở đó nên có đền thờ tại núi Mộ Dạ cạnh đền Cuông và ở quê ngoại thuộc trại Liễu Cốc, Hưng Yên với sắc phong là Đông Thành đại vương. | Thời Đinh  |
| Đền Đinh Điền           | Lương Bằng, Hưng Yên     | Thờ tướng Đinh Điền ở trại Đằng Man. Khi lập căn cứ ở đây, Đinh Điền chọn 3 người họ Phan, họ Phạm và họ Nguyễn ở trang Đằng Man làm gia tướng và chọn người con gái họ Phan là Môi Nương làm vợ. Phu nhân Tướng quân Đinh Điền cũng đã nhiều lần tham gia đánh giặc cùng chồng. | Tiền Lê    |
| Đình Đồng Hạ            | Đức Hợp, Hưng Yên        | Thờ tướng Lưu Lang có công dẹp loạn 12 sứ quân, được phong là Phó sĩ sư và được ban thực ấp ở Đồng Hạ, Hưng Yên. Khi Lê Hoàn lên ngôi thay nhà Đinh, ông cùng Đinh Điền, Nguyễn Bặc, Lưu Cơ chống đối lên bị Lê Hoàn sát hại. | Thời Lý    |
| Miếu Ngô Xá             | Nghĩa Dân, Hưng Yên      | Có tượng thờ tam vị đại vương Sùng Công, Quách Công và Thiện Công là 3 anh em gốc Trung Hoa chiêu tập binh sĩ được hơn ba trăm người gồm Phượng Lâu 5, An Tàô 10, An Xá 45, Vĩnh Đồng 45, Dưỡng Phú 51, Cốc Khê Tạ Xá 55, Đào Xá 36 và trang sở tại 55 người gia nhập quân đội Nguyễn Bặc đánh dẹp loạn 12 sứ quân. | Thời Đinh  |
| Đình Ngô Xá             | Nghĩa Dân, Hưng Yên      | Đình làng Ngô Xá thờ tam vị đại vương Sùng Công, Quách Công và Thiện Công là 3 anh em gốc Trung Hoa chiêu tập binh sĩ đánh dẹp loạn 12 sứ quân. Vua Đinh đã phong tặng Sùng Công làm Trưởng Án Nội Các, Quách Công làm Kim Thiên Môn Điện, Thiện Công làm Tây Chính Trấn Ngự Phủ Điện. | Thời Đinh  |
| Đình Thắm               | Văn Giang , Hưng Yên     | Đình làng Đan Nhiễm hay đền Đường Cái thờ tướng Chu Công Mẫn hiệu "Thiên Đống Đại Vương" cùng với phu nhân là người có công khai mở làng Đan Nhiễm và đánh dẹp Lã Đường trong thời loạn 12 sứ quân | Chưa rõ    |
| Đình Phù Liệt           | Mễ Sở, Hưng Yên          | Thờ 5 vị đại vương vùng Tế Giang có công phù giúp Đinh Bộ Lĩnh dẹp sứ quân Lã Đường. Vua Đinh Tiên Hoàng đã cho đổi tên làng Gềnh thành làng Phù Liệt với ý nghĩa là làng phù quốc giúp vua và chiến đấu oanh liệt với các sứ quân còn làng ủng hộ sứ quân Lã Đường gần đó đã được gọi là làng Phi Liệt. | Thời Đinh  |
| Đình Đại Từ             | Đại Đồng, Hưng Yên       | Thờ Thái sư Lưu Cơ có công lập làng chiêu dân đánh dẹp sứ quân Lý Khuê. Làng Đại Từ (Văn Lâm, Hưng Yên) là nơi Lưu Cơ đã đóng quân để xuất binh đi bình định sứ quân Lý Khuê. Dân làng, trai đinh Đại Từ đã ủng hộ và tham gia nghĩa quân. | Thời Lý    |
| Nghè Văn Ổ              | Đại Đồng, Hưng Yên       | Nghè Văn Ổ được xây dựng từ thời nhà Đinh. Là nơi tôn thờ 3 vị đại vương: Trân Công, Đài Công, Quốc Công và Mộ Chúa phu nhân, công chúa. Đây đều là những người có công phò vua Đinh Tiên Hoàng đánh loạn 12 sứ quân. | Thời Đinh  |
| Đình Trịnh Xá           | Lạc Đạo , Hưng Yên       | Thờ ba anh em Đài Công, Trâu Công, Quốc Công và Đặng Mộ Nương là vợ Đài Công. Ba anh em Đài Công mang hơn 30 nghĩa binh là dân các thôn Lộng Đình, Trình Xá, Cát Lư do mình tuyển chọn đến xin gia nhập quân đội Hoa Lư đánh dẹp 12 sứ quân. | Tiền Lê    |
| Đình Cát Lư             | Lạc Đạo, Hưng Yên        | Thờ ba anh em Lý Đài Công, Lý Trâu Công và Lý Quốc Công cùng vợ Đài Công là Đặng Mộ Nương, là những trung thần nhà Đinh, không theo nhà Tiền Lê | Tiền Lê    |
| Đình Long Cầu           | Đoàn Đào, Hưng Yên       | Thờ 3 anh em theo Vua Đinh Tiên Hoàng, Ông thứ nhất (Phấn) làm Tham tán triều nghị lên Trấn thủ đất Cao Bằng, Ông thứ hai (Trọng) làm Đô đốc ngự sử sang Trấn thủ vùng Tuyên Quang, Ông thứ ba (Quý) giữ chức Thái bộc về Trấn thủ miền Thanh Hóa. | Tiền Lê    |
| Miếu Dậm                | Đoàn Đào , Hưng Yên      | Thờ 3 vị tướng quân chưa rõ họ (có tên là: Nhân, Đức, Chính) người thôn Ba Đông, từ thời vua Đinh Bộ Lĩnh có công dẹp loạn 12 sứ quân. Phía bên kia sông Cửu An có đền Mẫu Ba Đông thờ thân mẫu của họ. | Thời Đinh  |
| Đền Mẫu Ba Đông         | Đoàn Đào, Hưng Yên       | Thờ thân mẫu 3 vị tướng quân chưa rõ họ (có tên là: Nhân, Đức, Chính) người thôn Ba Đông, từ thời vua Đinh Bộ Lĩnh có công dẹp loạn 12 sứ quân. Phía bên kia sông Cửu An có Miếu Dậm 3 tướng quân. | Thời Đinh  |
| Đình Nội Lễ             | Hoàng Hoa Thám, Hưng Yên | Thờ Trần Ứng Long, người có sáng kiến chặt tre đan thuyền, phỏng theo cách đan thúng đã phá được căn cứ của quân Đỗ Cảnh Thạc và được hậu thế tôn vinh là ông Tổ nghề đan thuyền và nghề sơn. | Tiền Lê    |

### Di tích thờ tướng nhà Đinh ở Hải Phòng
| Tên di tích          | Xã, Tỉnh                     | Nội dung | Niên đại     |
| -------------------- | ---------------------------- | --- | ------------ |
| Đình Nhân Kiệt       | Hùng Thắng, Hải Phòng        | Thờ tướng Đinh Điền trên vùng đất khai hoang. Đinh Điền từng kéo quân về vườn Hồng Ba Đống thuộc làng Nhân Kiệt để lập căn cứ luyện quân. Ông được triều đình ban thưởng 500 mẫu ruộng cùng nhiều trâu cày. Ông đã quy tụ dân chúng lập lên xã Thanh Chung nay tách hình thành 2 làng là Nhân Kiệt và Tuấn Kiệt | Tiền Lê      |
| Đình Tuấn Kiệt       | Hùng Thắng, Hải Phòng        | Thờ tướng Đinh Điền trên vùng đất khai hoang. Đình Tuấn Kiệt được khởi dựng vào thời hậu Lê. Năm 2002, địa phương xây dựng lại đình to đẹp mang phong cách thời Nguyễn với kiến trúc kiểu chữ “Đinh” (J) gồm 5 gian đại bái và 3 gian hậu cung | Tiền Lê      |
| Đình Bình Cách       | Thượng Hồng, Hải Phòng       | Đình làng Bình Cách thờ 3 nhân thần có tên là: Hữu, Vân, Trần Công tướng của Đinh Bộ Lĩnh, có công đánh dẹp 12 sứ quân. | Tiền Lê      |
| Đình Hồ Liễn         | Kẻ Sặt, Hải Phòng            | Vị Thành hoàng thứ nhất thờ ở đình Hồ là người làng, con ông Phạm Hoàng và bà Trương Thị Bạch tên hiệu là Huyền Thông Thái úy. Phạm Nhật Công là tướng của Đinh Bộ Lĩnh có công dẹp loạn 12 sứ quân thống nhất đất nước Đại Cồ Việt. | Thời Đinh    |
| Đình Tranh Trong     | Đường An, Hải Phòng          | Đình làng Tranh Trong thờ anh em cùng cha khác mẹ Lý Long và Lý Khang có công đánh dẹp Kiều Công Hãn, Ngô Nhật Khánh | Thời Đinh    |
| Đình Tranh Ngoài     | Đường An, Hải Phòng          | Đình làng Tranh Ngoài thờ anh em cùng cha khác mẹ Lý Long và Lý Khang có công đánh dẹp Kiều Công Hãn, Ngô Nhật Khánh | Thời Đinh    |
| Đình Bình An         | Bình Giang, Hải Phòng        | Đình làng Bình An thờ Hồng Lĩnh Tráng Trần, tướng của vua Đinh Tiên Hoàng, có công dựng lên làng rồi mất ở làng Bình An. Thư mục thần tích, thần sắc năm 1938, nói ông là Đào Đình Quế. | Thời Đinh    |
| Đình Bằng Trai       | Bình Giang, Hải Phòng        | Thờ Trình An Tể, người theo Vua Đinh Tiên Hoàng dẹp 12 sứ quân |              |
| Đền Vua Lê           | Lê Đại Hành, Hải Phòng       | Thờ Vua Lê Đại Hành tại căn cứ quân sự của ông | Thời Lý      |
| Chùa Ngái            | Trần Hưng Đạo, Hải Phòng     | Thờ 5 tướng quân họ Phí theo Nguyễn Bặc về Chi Ngãi cai quản. Khi năm anh em họ Phí mất được xây đình thờ làm Thành Hoàng nhưng đình làng Chi Ngại bị phá hủy bởi thực dân Pháp nên bài vị, ngai thờ và thần tích của năm vị tướng họ Phí vẫn được lưu giữ ở chùa Ngái. Tại đình Động Phí xã Đạo Tú huyện Ứng Hòa quê nhà các ông được thờ cùng với Nguyễn Bặc.                                                                               | Tiền Lê      |
| Đình Đích Sơn        | Trần Liễu, Hải Phòng         | Đình Đước thôn Đích Sơn, xã Hiệp Hòa thờ Đặng Quý Chân là vị tướng thời Đinh có công đánh dẹp 12 sứ quân, gần đó là chùa Bảo Minh thờ vợ ông là Liễu Khang. | Thời Lý      |
| Chùa Bảo Minh        | Trần Liễu, Hải Phòng         | Theo tài liệu lưu giữ tại địa phương, khác với các ngôi chùa khác trong vùng, chùa Bảo Minh có lịch sử xây dựng gắn liền với nhân vật Liễu Khang ở thế kỷ X, đồng thời liên quan đến cuộc dẹp loạn 12 sứ quân của Đinh Bộ Lĩnh. | Thời Lý      |
| Đình Mạc Động        | Hà Nam, Hải Phòng            | Thờ Vua Lê Đại Hành tại căn cứ quân sự của ông | Thời Lý      |
| Đền Từ Hạ            | Hà Đông, Hải Phòng           | Đền Từ Hạ thuộc xã Thanh Quang (Thanh Bính cũ) là nơi thờ tướng Đặng Chân, phu nhân Trịnh Thị Khang và con trai Đặng Trí có công đánh dẹp 12 sứ quân | Thời Đinh    |
| Đình Thiệu Mỹ        | Hà Đông, Hải Phòng           | Đình làng Thiệu Mỹ thờ 3 vị Thành hoàng làng là tướng nhà Đinh: Đặng Chân (Đức Thánh Phụ), Đặng Trí (Đức Thánh Tử) và Trịnh Thị Khang (Đức Thánh Mẫu) từng có công giúp Đinh Bộ Lĩnh dẹp loạn 12 sứ quân thống nhất đất nước vào thế kỉ 10. | Thời Đinh    |
| Đình Phương La       | Hà Bắc , Hải Phòng           | Đình làng Phương La thờ Hoàng Trung Công, Hoàng Chí Công và Hoàng Uy Công là 3 anh em trai có công giúp Đinh Bộ Lĩnh dẹp loạn 12 sứ quân. | Thời Đinh    |
| Đình Kỳ Tây          | Hà Bắc, Hải Phòng            | Đình làng Kỳ Tây thờ Hoàng Trung Công, Hoàng Chí Công và Hoàng Uy Công có công giúp Vua Đinh Tiên Hoàng dẹp loạn 12 sứ quân. | Thời Đinh    |
| Đền Quách An         | Hà Nam, Hải Phòng            | Ba làng cổ thuộc xã Thanh An đều được hình thành từ thế kỉ thứ X trên mảnh đất màu mỡ được bồi đắp bởi hai con sông là sông Rạng và sông Hương. Đền làng Quách An thờ ba cha con họ Đinh, ba cha con họ Triệu có công giúp vua Đinh Tiên Hoàng dẹp loạn 12 sứ quân. Dưới triều Đinh Tiên Hoàng các ông được phong công thần. | Thời Đinh    |
| Đền Tiên Tảo         | Hà Nam, Hải Phòng            | Đền làng Tiên Tảo thờ ba cha con họ Đinh, ba cha con họ Triệu có công giúp vua Đinh Tiên Hoàng dẹp loạn 12 sứ quân. Dưới triều Đinh Tiên Hoàng các ông được phong công thần. Đất nước thanh bình các ông tổ chức khai mở vùng đất Thanh An giữa sông Rạng và sông Hương. | Thời Đinh    |
| Đền Phú Mỹ Xuân Hoa  | Kim Thành, Hải Phòng         | Thờ tam vị đại vương: Đặng Sỹ Nghị, Đặng Sỹ Phan, Đặng Sỹ Lẫm đánh dẹp loạn 12 sứ quân. Đặng Sĩ Nghị sau được Vua Đinh Tiên Hoàng giao làm quan ở Hoan Châu, Nghệ An | Thời Đinh    |
| Miếu Phú Nội         | Kim Thành, Hải Phòng         | Miếu Phú Nội ở xã Bình Dân, huyện Kim Thành, tỉnh Hải Dương thờ các vị tướng đã theo giúp Đinh Bộ Lĩnh đánh dẹp loạn 12 sứ quân. | Tiền Lê      |
| Đình Vạn Tải         | Nam Sách, Hải Phòng          | Đình Vạn Tải ở xã Hồng Phong thờ tướng Đinh Văn Cung, là người gốc động Hoa Lư sinh ra trên đất Hải Dương. Khi Nguyễn Bặc tiến quân qua trang Vạn Tải. Đinh Văn Cung chiêu mộ dân trang được hơn trăm người theo làm gia thần đến bái yết đại tướng để theo giúp Đinh Bộ Lĩnh đánh dẹp loạn 12 sứ quân. Sau Vua gia phong cho ngài chức quyền trưởng lĩnh bản phủ tả đạo binh nhung kiêm tán mưu sự Thái Bảo Tiền quân, làm quan tại quê nhà. | Tiền Lê      |
| Miếu An Cư           | Trường Tân, Hải Phòng        | Thờ Tướng Lê Cát Bạo có công giúp Đinh Tiên Hoàng dẹp loạn 12 sứ quân, đã chọn đất làng để hạ trại, thu phục quân dân. Khi ông mất được nhân dân trong làng dựng đền thờ ngay nơi ông hạ trại và tôn làm thành hoàng. | Tiền Lê      |
| Đình Hậu Bổng        | Trường Tân, Hải Phòng        | Đình làng Hậu Bổng thờ Đại vương Lê Viết Bạo, cha là Lê Cường, mẹ là Tô Thị Phương, nguyên quán Vụ Bản, Nam Định. Lê Viết Bạo có tài văn võ song toàn. Năm 18 tuổi, ông theo sứ quân Đinh Bộ Lĩnh ở Hoa Lư dẹp các sứ quân. Ông từng đóng quân ở làng Hậu Bổng, khi ông mất được phong làm thành hoàng. | Tiền Lê      |
| Miếu Rồng            | Trường Tân , Hải Phòng       | Thờ Đào Ngọc Sâm có công dẹp 2 sứ quân nhà Ngô, được Đinh Tiên Hoàng phong Tham tán mưu sự thống lĩnh thủy bộ chu doanh đại tướng quân. Sau này Đào Ngọc Sâm tiếp tục giúp Lê Hoàn đánh giặc Tống. | Hậu Lê       |
| Đình Hộ Vệ           | Cẩm Giàng , Hải Phòng        | Đình làng Hộ Vệ thờ Đinh Hùng Lực, người có công dẹp loạn mười hai sứ quân. Khi Đinh Bộ Lĩnh lâm nguy, Đinh Hùng Lực đã dẫn nhân đinh ở địa phương gia sức giải vây. | Hậu Lê       |
| Đình Kim Đôi         | Cẩm Giang , Hải Phòng        | Đình làng Kim Đôi thờ thờ 3 vị Thành hoàng đã hiển linh báo mộng giúp vua Đinh Tiên Hoàng dẹp loạn 12 sứ quân. Vị trí của Đình là nơi Vua Đinh Tiên Hoàng đã dừng chân và nghỉ ngơi. | Hậu Lê       |
| Đình Ngọc Uyên       | Hải Dương, Hải Phòng         | Thờ Lê Viết Hưng cùng em trai Lê Viết Quang theo Đinh Bộ Lĩnh, hưng binh trấn giữ vùng châu thổ, đánh thắng nhiều trận ở vùng Chí Linh, Thanh Lâm. | Thời Đinh    |
| Đình Đông Quan       | Tân Hưng, Hải Phòng          | Đình làng Đông Quan hay đình Sọ thờ 3 vị tướng nhà Đinh có công theo Đinh Bộ Lĩnh đánh dẹp loạn 12 sứ quân là Trung Liệt Đại vương, Viên Dương Đại vương và Thanh Độ Đại vương. Trong cuộc khởi nghĩa của Đinh Bộ Lĩnh, Trung Liệt giữ chức “Thống lĩnh Tiền quân quản sư thủy bộ chư quân sự”, Viên Dương giữ chức “Tham tán Mưu thần”, Độ Công giữ chức “Phó tướng Hậu quân”, chỉ huy ba đạo quân.                                          | Thời Đinh    |
| Đình Đỗ Thượng       | Nguyễn Lương Bằng, Hải Phòng | Đình làng Đỗ Lâm Thượng thờ Lý Trí Thắng, Tả đạo binh nhung kiêm Tham tán mưu sự, được giao nhậm chức ở Hoan Châu, 3 năm sau được vời về triều phong chức Chưởng ấn nội các. Khi Lê Hoàn lên ngôi, Lý Trí Thắng lại tập hợp lực lượng hợp sức với Đinh Điền, Nguyễn Bặc chiến đấu để giữ ngôi báu của nhà Đinh. | Tiền Lê      |
| Đình Đỗ Hạ           | Nguyễn Lương Bằng, Hải Phòng | Đình làng Đỗ Lâm Hạ thờ Lý Trí Thắng, Tả đạo binh nhung kiêm Tham tán mưu sự, được giao nhậm chức ở Hoan Châu, 3 năm sau được vời về triều phong chức Chưởng ấn nội các. Khi Lê Hoàn lên ngôi, Lý Trí Thắng lại tập hợp lực lượng hợp sức với Đinh Điền, Nguyễn Bặc chiến đấu để giữ ngôi báu của nhà Đinh. | Tiền Lê      |
| Đền Từ Ô             | Hải Hưng, Hải Phòng          | Đình làng Từ Ô thờ Lý Trí Thắng, Tả đạo binh nhung kiêm Tham tán mưu sự, được giao nhậm chức ở Hoan Châu, 3 năm sau được vời về triều phong chức Chưởng ấn nội các. Khi Lê Hoàn lên ngôi, Lý Trí Thắng lại tập hợp lực lượng hợp sức với Đinh Điền, Nguyễn Bặc chiến đấu để giữ ngôi báu của nhà Đinh. | Tiền Lê      |
| Đình Bằng Bộ         | Thanh Miện, Hải Phòng        | Thờ Cao Minh có công giúp Đinh Bộ Lĩnh dẹp loạn 12 sứ quân | Hậu Lê       |
| Đình Văn Cú          | An Hải, Hải Phòng            | Thờ Đỗ Vĩ, vợ và hai con trai Đỗ Quang, Đỗ Huy dẹp loạn 12 sứ quân, trung thần nhà Đinh chống lại nhà Tiền Lê nên bị hại. | Chưa rõ      |
| Đình Hoàng Lâu       | An Hải, Hải Phòng            | Ngôi đình làng Hoàng Lâu ở Hồng Phong, An Dương, Hải Phòng thờ 6 vị Thành hoàng làng là những công thần triều vua Đinh Tiên Hoàng có công dẹp loạn 12 sứ quân, và đã được các triều Vua phong tặng 10 bản sắc phong. | Thời Tiền Lê |
| Đình Liễn Luận Trong | An Lão, Hải Phòng            | Đình Liễn Luận Trong còn gọi theo tên nôm là Đình Sắn Trong, thờ Cao Phúc vị tướng của Vua Đinh Tiên Hoàng và hai vị Âm Thần báo mộng giúp Vua dẹp loạn 12 sứ quân. | Thời Lý      |
| Đình Liễn Luận Ngoài | An Lão, Hải Phòng            | Đình Liễn Luận Ngoài thờ Cao Phúc, là danh tướng giúp vua Đinh Tiên Hoàng dẹp loạn 12 sứ quân, lập lên nước Đại Cồ Việt năm 968. | Thời Lý      |
| Đền Vua Lê           | Bạch Đằng, Hải Phòng         | Thờ Vua Lê Đại Hành tại căn cứ chiến thắng Bạch Đằng 981 | Thời Lý      |
| Đền Trinh Hưởng      | Thiên Hương, Hải Phòng       | Thờ Đào Tế, Đào Lai, Đào Độ 3 anh em họ Đào có công dẹp loạn và làm quan nhà Tiền Lê. | Tiền Lê      |
| Đình Trại Kênh       | Lưu Kiếm , Hải Phòng         | Thờ 3 anh em Lý Phả, Lý Hoằng, Lý Quảng người Hoa Lư, có công tham gia dẹp loạn 12 sứ quân. Cuối đời Đinh, nội bộ triều đình mâu thuẫn, ba anh em về ẩn cư ở trang Sài Kênh, huyện Thủy Đường. Khi Nguyễn Bặc vời ba anh em về Hoa Lư giúp chống Lê Hoàn và đều bị tử trận cùng Nguyễn Bặc. | Thời Lý      |
| Đình Phương Mỹ       | Thiên Hương , Hải Phòng      | Thờ Phạm Quảng vị quan dưới 2 triều Đinh và Tiền Lê | Tiền Lê      |
| Đền Khai Quốc        | Tân Minh, Hải Phòng          | Thờ 3 vị tướng Trương Phương, Trương Tề, Trương Tụy cùng Thần Thiên Quan Bình Lãng và Bạt hải Đại vương, vua Đinh đã dành kính tặng Ngũ vị đẳng thần tại Kinh Lương, những vị thần giữ Biển Đông của đất nước. |              |
| Chùa Đót Sơn         | Tân Minh, Hải Phòng          | Thờ hai thiền sư nhà Đinh là Đinh Bộ Lan và Đinh Bộ Đông | Thời Đinh    |

### Di tích thờ tướng nhà Đinh ở miền Trung
| Tên di tích          | Xã, Tỉnh                 | Nội dung | Niên đại  |
| -------------------- | ------------------------ | --- | --------- |
| Nhà thờ họ Võ        | Minh Châu, Nghệ An       | Nhà thờ họ Võ ở xã Diễn Bình và xã Diễn Liên huyện Diễn Châu đều thờ tướng Võ Trung có công giúp Đinh Bộ Lĩnh đánh dẹp các sứ quân Lã Xử Bình, Ngô Xương Xí. Võ Trung lần lượt giữ chức Tham nghị triều chính, Binh bộ thượng thư, đốc trấn châu Hoan, tổng trấn Hải Dương dưới triều Đinh. Khi Chiêm Thành sang cướp phá Đại Cồ Việt, ông làm phó tướng đem quân đi đánh. Võ Trung về già đến chơi núi Mộ Dạ thuộc huyện Đông Thành và hóa ở đó nên Triều đình truyền cho dân dựng đền thờ tại núi Mộ Dạ cạnh đền Cuông và ở quê ngoại thuộc trại Liễu Cốc, Hưng Yên với sắc phong là Đông Thành đại vương. | Thời Đinh |
| Đền Kim Lung         | Quỳnh Mai, Nghệ An       | Đền Kim Lung thờ tướng nhà Đinh Cao Các có công giúp Đinh Bộ Lĩnh đánh giặc, phối thờ Cao Sơn, Cao Các, Hàn Sơn và Hiệp Sơ | Thời Lý   |
| Đền Xuân Hòa         | Hưng Nguyên Nam, Nghệ An | Thờ anh em song sinh Cao Các, Cao Sơn có công giúp Đinh Bộ Lĩnh dẹp loạn 12 sứ quân và đánh giặc Chiêm Thành | Hậu Lê    |
| Đền Ngọc Điền        | Hưng Nguyên, Nghệ An     | Thờ Cao Các, người Cao Xá, Thọ Xuân, Châu Ái; được Đinh Bộ Lĩnh phong là Giám Nghị Đại Phu và giao cho 5 vạn quân và trấn giữ vùng An Ninh, châu Hoan | Tiền Lê   |
| Đền Rú Lá            | Nam Đàn, Nghệ An         | Thờ tướng nhà Đinh Cao Các có công giúp Vua Đinh Tiên Hoàng đánh giặc cùng với 02 vị thần khác. Theo thần phả đền Rú Lá thì Cao Các, sinh ngày 06/01/983 ở Châu Ái. Ông góp công lớn giúp Đinh Bộ Lĩnh dẹp loạn 12 sứ quân, ổn định đất nước trong thời gian đầu lập quốc. Ông được vua Đinh ban cho trấn thủ vùng đất An Ninh, sau khi ông mất, triều đình cho lập miếu thờ, muôn đời hương khói. Đến thời nhà Lý, vua Lý Thái Tổ đã ban sắc, phong là Mỹ Tự Đại Vương. Các triều đại phong kiến tiếp theo đều truy phong làm “Thượng đẳng thần, tối linh tôn thần” | Hậu Lê    |
| Đền Giáp Ca          | Kim Liên, Nghệ An        | Thờ Cao Các đã giúp Vua Đinh Tiên Hoàng đánh dẹp các sứ quân khác, được phong chức Giám Nghị đại phu. Khi Chiêm Thành đem quân sang quấy nhiễu Đại Việt, vua Đinh lại triệu Cao các về triều và giao cho ông thống lĩnh 5 vạn tinh binh đi đánh dẹp, giành thắng lợi vẻ vang. Những vùng đất ông hành quân qua đều lập đền thờ. | Hậu Lê    |
| Đình Mõ              | Giai Lạc, Nghệ An        | Thờ tướng nhà Đinh Cao Các có công giúp Vua Đinh Tiên Hoàng đánh giặc, phối thờ thần Cao Sơn | Hậu Lê    |
| Đình Trụ Thạch       | Vân Tụ, Nghệ An          | Thờ Cao Các có công giúp Đinh Bộ Lĩnh đánh giặc, phối thờ thần Cao Sơn, Bạch Y công chúa. | Hậu Lê    |
| Đình Quỳnh Nghĩa     | Quỳnh Phú, Nghệ An       | Đình làng Quỳnh Nghĩa thờ Quan tể tướng Đinh Trọng Dật, người văn võ song toàn có công theo giúp Đinh Bộ Lĩnh dẹp loạn 12 sứ quân. | Chưa rõ   |
| Đình Tân Phúc        | Giai Lạc, Nghệ An        | Thờ Hồ Hưng Dật, kết bạn với Đinh Công Trứ, có góp ý với Đinh Bộ Lĩnh về kế hoạch dẹp loạn 12 sứ quân. Khi Đinh Tiên Hoàng Đế lên ngôi đã phong ông trấn thủ Hoan Châu. | Chưa rõ   |
| Đền Cửa Gan          | Quỳnh Sơn, Nghệ An       | Đền Cửa Gan còn có tên là đền Phú Mỹ là nơi thờ tướng Cao Các thời Đinh cùng với nhiều vị thần khác. | Hậu Lê    |
| Đình Yên Lưu         | Trường Vinh, Nghệ An     | Đình làng Yên Lưu thờ tướng quân Đinh Văn Lĩnh, là người được Vua Đinh Tiên Hoàng cử vào trấn thủ đất Hoan Châu, khai khẩn vùng đất phía Nam thành phố Vinh và lập ra làng Yên Lưu. |           |
| Đền Diên Cờ          | Đông Lộc, Nghệ An        | Thờ Thần Cao Các người làng Cao Xá, sinh ngày 6 tháng 1 năm 938 đã theo Đinh Bộ Lĩnh và có công sáng lập Nhà Đinh, được ban thực ấp ở vùng đất huyện An Ninh. | Hậu Lê    |
| Đình Bùi Hạ          | Yên Phú, Thanh Hóa       | Thờ tướng Đào Lang thời nhà Đinh có công tạo dựng lập làng Trịnh Lộc và lập được nhiều công tích dẹp loạn 12 sứ quân và kháng chiến chống Tống (lần thứ nhất), sau được Vua Lê Đại Hành giao việc đào kênh Nhà Lê | Tiền Lê   |
| Đình Tam Lạc         | Thọ Ngọc, Thanh Hóa      | Đình Tam Lạc hay đình Tám Mái thờ tướng Cao Sơn thời Đinh. Đình tọa lạc trên vùng đất căn cứ Bình Kiều xưa của Ngô Xương Xí thời 12 sứ quân. Theo cuốn thần phả Tam Lạc thì khi nhà vua dẫn quân đi dẹp loạn đến đây gặp mùa mưa lũ, nước sông Bình Kiều dâng cao không qua được, phải nghỉ chân trên một gò cao. Đêm ấy nhà vua nằm mơ thấy một vị thần râu tóc bạc phơ báo mộng chỉ rõ hướng đi và dặn: chỉ cần viết thư chiêu hàng, không cần dùng tới binh khí để tránh đổ máu cho trăm họ. Vua y kế mà làm. Trận ấy vua Đinh thắng lớn mà không tốn mủi tên, hòn đạn nào. | Thời Lý   |
| Đền Lê Hoàn          | Xuân Lập, Thanh Hóa      | Thờ Vua Lê Đại Hành trên quê hương Thanh Hóa | Thời Lý   |
| Đền Vua Lê           | Hồ Vương, Thanh Hóa      | Thờ Vua Lê Đại Hành trên quê hương Thanh Hóa | Thời Lý   |
| Đình Phú Khê         | Hoằng Phú, Thanh Hóa     | Thờ hai anh em Chu Minh và Chu Tuấn có công đánh dẹp 12 sứ quân | Hậu Lê    |
| Phủ Vạn              | An Nông, Thanh Hóa       | Thờ 3 tướng Trần Công Hoan, Trần Công Huân và Trần Công Tiếu là những người có công giúp Đinh Bộ Lĩnh dẹp loạn sứ quân của Ngô Xương Xí, lập ra nước Đại Cồ Việt. | Tiền Lê   |
| Đền Trình Minh       | Lĩnh Toại, Thanh Hóa     | Thờ Trình Minh, một nhân vật lịch sử tài năng và mưu lược, người đã có công giúp vua Đinh Tiên Hoàng bình định xong loạn 12 Sứ quân hồi thế kỷ X. Khi Lê Hoàn lên ngôi đã cho vời Trình Minh nhiều lần, nhưng do quan điểm Trung quân với nhà Đinh, ông đã cự tuyệt không ra làm quan với Triều Lê. | Tiền Lê   |
| Đình Bích La         | Triệu Phong, Quảng Trị   | Nghè Miếu thờ Cao Các Đại vương trong tổ hợp đình Bích La, xã Triệu Đông, huyện Triệu Phong, tỉnh Quảng Trị. Tương truyền, làng cổ Bích La là nơi Cao Các khi xưa đánh dẹp Chiêm Thành có lập doanh trại tại đây. | Hậu Lê.   |
| Đền Nguyễn Phúc Giáp | Mai Phụ, Hà Tĩnh         | Tướng Quân Nguyễn Phúc Giáp làm quan dưới 2 triều nhà Đinh và Tiền Lê. Ông trực tiếp chỉ đạo việc thu nạp và vận động dân binh từ Thanh Hóa trở vào tổ chức khai hoang, ngăn mặn, mở mang đồng ruộng và đào tuyến kênh Nhà Lê từ Ninh Bình vào đến Hà Tĩnh. | Hậu Lê.   |
| Đền Cao Sơn          | Cổ Đạm, Hà Tĩnh          | Di tích Đền Cao Sơn thuộc thôn Bắc Sơn, xã Cương Gián là di tích lịch sử văn hóa cấp tỉnh. Tương truyền, Cao Các sinh ra và lớn lên ở Cao Xá, huyện Thọ Xuân. Khi đất nước rơi vào loạn lạc, ông theo Đinh Bộ Lĩnh và được phong làm Giám Nghị Đại Phu. Sau khi dẹp loạn, Đinh Bộ Lĩnh xưng Đại thắng Đinh Hoàng Đế. Ông ban cho Cao Các thực ấp ở huyện An Ninh. Khi chúa Chiêm Thành đem quân uy hiếp nước Đại Việt. Vua Đinh triệu Cao Các về triều giao cho 5 vạn binh lính, ấn kiếm đi đánh giặc. Sau trận đại thắng quân Chiêm, Ông lâm bệnh và mất đột ngột tại quê nhà. Vua Đinh thương tiếc cho lập miếu thờ ông. Khi còn sống Ngài cùng quân lính đã đi qua động Núi Trúc ( nay thuộc xã Cương Gián) để nghỉ chân, sau khi Ngài mất để tưởng nhớ công lao của Ngài, các vị tiền bối làng xã nhà ta ngày xưa đã chọn nơi đây sơn thủy hữu tình, địa linh nhân kiệt để lập nên đền thờ Đức thánh Cao Sơn Cao Các giữa rừng Núi Trúc. | Hậu Lê.   |
| Đình Hòa Phú         | Hòa Khánh, Đà Nẵng       | Làng Hòa Phú (nay thuộc phường Hòa Minh, quận Liên Chiểu, thành phố Đà Nẵng) từ lâu đã có ngôi miếu thờ 3 vị tướng của Đại Việt tử trận trong các cuộc chiến chinh phạt Chiêm Thành. Cao Các là vị tướng nhà Đinh, có công giúp Đinh Bộ Lĩnh đánh dẹp 12 sứ quân, lập ra Nhà nước Đại Cồ Việt, sau đó vung gươm đánh đuổi Chiêm Thành, giúp đỡ dân làng ổn định cuộc sống tại những nơi ông đã dẫn quân đi qua. | Hậu Lê.   |

### Di tích ở Bắc Ninh, Phú Thọ, Thái Nguyên, Cao Bằng
| Tên di tích          | Xã, Tỉnh                 | Nội dung | Niên đại   |
| -------------------- | ------------------------ | --- | ---------- |
| Đình Đông Thượng     | Đông Thành, Phú Thọ      | Thờ Thỏa Kỳ Đô hộ thông minh Nẫm ứng đại vương và Trung Quân Chính trực dũng lược Hùng đoán đại vương thuộc họ Vi Đông Thành có công lập làng Đông Thành và giúp Đinh Bộ Lĩnh dẹp loạn 12 sứ quân. | Thời Đinh  |
| Đền Phú Động         | Chí Tiên, Phú Thọ        | Đền làng Phú Động tổng Hoàng Cương, huyện Thanh Ba, tỉnh Phú Thọ thờ Bạch Quốc hiệu Bạch Thạch Quốc Đô Đại Vương, tướng dưới thời Đinh Tiên Hoàng, là người làng Phú Động có công theo giúp Đinh Bộ Lĩnh đánh dẹp sứ quân Kiều Thuận. | Thời Đinh. |
| Đình, miếu Mộ Chu Hạ | Thanh Miếu, Phú Thọ      | Thờ Vua Lê Đại Hành và 2 bà hoàng hậu | Thời Lý    |
| Chùa Phúc Khánh      | Hiền Quan, Phú Thọ       | Thờ Lý Mộc Trang đại vương đã dung nạp 300 người cùng theo về tham gia khởi nghĩa cùng Đinh Bộ Lĩnh đánh đuổi giặc Ngô. Nhà Đinh ban cho ông thực ấp ở huyện Tam Nông. | Thời Đinh  |
| Đình Tề Lễ           | Bản Nguyên, Phú Thọ      | Đình làng Tề Lễ thờ Tề Lễ Đường Thượng Quan tên húy Hoàng Định, người ban đầu là thuộc tướng của sứ quân Kiều Công Hãn, sau theo về với Vua Đinh đi dẹp loạn 12 sứ quân và được phong chức quan đóng trước thành cũ của Kiều Công Hãn. | Thời Đinh  |
| Đình Bồ Lý           | Đại Đình, Phú Thọ        | Di tích đình Bồ Lý thờ phụng hai vị thành hoàng làng là Giàn Sơn Linh Ứng tôn thần và Giang Khẩu Hộ Sát Linh Thính tôn thần có công giúp vua Đinh dẹp loạn 12 sứ quân, bảo vệ chủ quyền, thống nhất đất nước. | Thời Đinh  |
| Miếu Vũ              | Hải Lựu, Phú Thọ         | Miếu Vũ tọa lạc tại thôn Xóm Làng, xã Bạch Lưu, huyện Sông Lô, tỉnh Vĩnh Phúc thờ ba vị thần: Linh Lang đại vương, Sơn Lang đại vương và Minh Lang đại vương có công âm phù giúp vua Đinh Tiên Hoàng dẹp loạn 12 sứ quân vào thế kỷ X. Vào thời kỳ loạn 12 sứ quân, Đinh Bộ Linh dẫn quân tiến theo dòng Nhĩ Hà, Lô giang, tới phủ Tam Đới, đạo Sơn Tây thấy có ngôi miếu đã cho quân lập đàn cầu khẩn mong được thần miếu phù trợ. Sau khi lên ngôi, Đinh Tiên Hoàng ban thưởng, gia phong cho ba vị thần tại Bạch Lưu Thượng là Uy Linh tức Hiển ứng Đại vương, tặng phong “Tế thế Hộ quốc Khang dân Phù vận Đại vương thượng đẳng thần”. | Thời Đinh  |
| Đền Du Tràng         | Đông Cứu , Bắc Ninh      | Thờ hai vị tướng vốn là người Du Tràng nhưng không thuần phục sứ quân Lý Khuê, sau họ đem theo quân lính về Hoa Lư gia nhập lực lượng Đinh Bộ Lĩnh và có công dẹp loạn 12 sứ quân, lập ra triều đại nhà Đinh. | Thời Đinh  |
| Đình Ngăm Lương      | Đông Cứu, Bắc Ninh       | Thờ 3 anh em trai là Đô Công, Chất Công và Đinh Công giỏi nghề sông nước, giúp Vua Đinh Bộ Lĩnh đánh dẹp thứ sử châu Vũ Ninh. Khi lập nước Đại Cồ Việt họ được giao cai quản khu vực núi Thiên Thai, khi mất được ba thôn (Tiêu, Tràng, Tía) chia ra lập đền thờ. Người anh cả thờ đền Thượng, ông thứ hai thờ ở đền Trung và ông thứ ba được thờ ở đền Hạ; riêng đền Ngăm Lương là nơi thờ chung của cả ba anh em, được tôn vinh là những vị thủy thần. | Tiền Lê    |
| Đình Đại Vi          | Đại Đồng, Bắc Ninh       | Thờ Trương Ngọ, Trương Mai và Bạch Đa là 3 vị tướng nhà Đinh đều quê ở động Hoa Lư, đóng ở chùa trang Bối Khê, đạo Sơn Nam. Khi ba ông cầm quân đi đánh quân Ngô, bất ngờ bị tấn công đồn ở trang Đại Vi đã hi sinh. | Thời Đinh  |
| Nghè Gạ              | Đại Đồng, Bắc Ninh       | Nghè xóm Gạ còn được gọi là miếu Gạ là nơi thờ Trương Ngọ đại vương - vị tướng nhà Đinh có công đánh dẹp loạn 12 sứ quân. Khi ba ông cầm quân đi đánh quân Ngô, bất ngờ bị tấn công đồn ở trang Đại Vi đã hi sinh nên được người dân ở đây lập đền thờ. Hàng năm, Lễ hội làng Đại Vi sẽ rước thần từ Nghè Gạ về đình làng Đại Vi để cùng các vị thần Bạch Đa và Trương Mai dự hội. | Thời Đinh  |
| Nghè Nối             | Đại Đồng, Bắc Ninh       | Nghè xóm Nối còn được gọi là miếu Nối là nơi thờ Bạch Đa đại vương - vị tướng nhà Đinh có công đánh dẹp loạn 12 sứ quân. Khi ba anh em ông cầm quân đi đánh quân Ngô, bất ngờ bị tấn công đồn ở trang Đại Vi đã hi sinh nên được người dân ở đây lập đền thờ. Hàng năm, Lễ hội làng Đại Vi sẽ rước thần từ Nghè Nối về đình làng Đại Vi để cùng các vị thần Trương Ngọ và Trương Mai dự hội. | Thời Đinh  |
| Đình Đông Cốc        | Song Liễu, Bắc Ninh      | Thờ Linh Thông Đại vương là người bản xứ, có công theo giúp Vua Đinh Tiên Hoàng dẹp loạn 12 sứ quân. | Thời Đinh  |
| Miếu Cửu Tướng       | Thuận Thành, Bắc Ninh    | Thờ 9 vị tướng quân người Thuận Thành tham gia đánh dẹp 12 sứ quân. Sau Lê Hoàn cho rằng các ông là lực lượng gián điệp của Lý Khuê khiến cả chín vị tướng đều phải tự sát. Về sau vua Đinh biết họ bị oan, mới phong cả chín người làm đại vương và cho dân xã quê hương thờ cúng | Thời Đinh  |
| Đình Phú Văn Trên    | Lương Tài, Bắc Ninh      | Đình làng Phú Văn Trên còn gọi là đình Phú Trên, thờ 3 vị tướng quân là: Linh Công, Lang Công và Chàng Ngọ đã giúp Đinh Bộ Lĩnh dẹp loạn 12 sứ quân lập lên nước Đại Cồ Việt. | Thời Đinh  |
| Đình Phú Văn Dưới    | Lương Tài, Bắc Ninh      | Đình làng Phú Văn Dưới hay đình Phú Dưới thờ Tam vị Thành Hoàng làng là: Linh Công, Lang Công và Chàng Ngọ - có công giúp Đinh Bộ Lĩnh dẹp loạn 12 sứ quân. | Thời Đinh  |
| Đình Hoàng Phúc      | Đồng Việt, Bắc Ninh      | Thờ 3 vị Thần từ thời Vua Đinh Tiên Hoàng: Lâm Giang phụ quốc chi thần, Bảo Vũ Hộ chi thần, Anh La đôn khác có công giúp Vua dẹp loạn 12 sứ quân. | Tiền Lê    |
| Đình Nội Hương       | Xuân Cẩm, Bắc Ninh       | Đình làng Nội Hương ở xã Hương Lâm là Di tích Lịch sử - Văn hóa thờ các vị tướng thời Đinh có công giúp Đinh Bộ Lĩnh đánh dẹp 12 sứ quân là: Đương Giang Đại Vương, Linh Giang Thiên Thánh, Hồng Thánh Linh Thông và Linh Quang hiển thánh. | Tiền Lê    |
| Đình Đông Trước      | Xuân Cẩm, Bắc Ninh       | Đình Đông Trước ở xã Mai Đình, Hiệp Hòa là di tích kiến trúc nghệ thuật cấp quốc gia, thờ Bạch Tượng thời nhà Đinh cùng 2 vị tướng triều Hùng là Cao Sơn; Quý Minh. | Hậu Lê     |
| Đình Đoan Bái        | Xuân Cẩm, Bắc Ninh       | Đình làng Đoan Bái thờ Cương Nghị Đại Vương và Diên Bình Đào Yêu Công Chúa, triều Đinh Tiên Hoàng. Cương Nghị Đại Vương tên húy là Lý Cương Nghĩa, cùng với phu nhân Đào Diên Bình, được sắc phong Đào Thiên Nương có công giúp Đinh Tiên Hoàng đế đánh dẹp 12 sứ quân, lập ra nhà nước Đại Cồ Việt trong lịch sử Việt Nam. | Hậu Lê     |
| Đình Đoài            | Điềm Thụy, Thái Nguyên   | Thờ tướng quân Phạm Cự Lượng. Khi Đinh Bộ Lĩnh dấy binh dẹp loạn 12 sứ quân, Phạm Cự Lạng cùng Phạm Hạp đem hơn 2000 người, ngựa từ quê đến Hoa Lư phò Đinh Bộ Lĩnh. Phạm Cự Lạng được phong chức Phòng Ngự sứ tiên phong Tướng quân ra giữ cửa biên Đại Ác. | Thời Lý    |
| Đình Hoàng Đàm       | Vạn Xuân, Thái Nguyên    | Thờ Phạm Cự Lượng thời Đinh - Tiền Lê. Dẹp xong loạn 12 sứ quân, Đinh Bộ Lĩnh lên ngôi Hoàng Đế, Phạm Cự Lạng được phong Tâm phúc tướng quân coi việc Thị vệ Quan thân cận của nhà vua. | Thời Lý    |
| Đình Thượng Giã      | Trung Thành, Thái Nguyên | Thờ Phạm Cự Lượng thời Đinh - Tiền Lê. | Thời Lý    |
| Nghè Nam Đô          | Trung Thành, Thái Nguyên | Thờ Phạm Cự Lượng thời Đinh - Tiền Lê. | Thời Lý    |
| Chùa Đống Lân        | Thục Phán, Cao Bằng      | Hai anh em Trần Quý và Trần Kiên có công chữa bệnh cứu dân. Gặp thời loạn 12 sứ quân, khi Đinh Bộ Lĩnh bị thương đã mời hai ông đến cứu chữa | Tiền Lê.   |

### Di tích có dấu ấn thời Đinh
| Tên di tích            | Xã, Tỉnh                 | Nội dung | Niên đại      |
| ---------------------- | ------------------------ | --- | ------------- |
| Đền Sóc, chùa Non Nước | Sóc Sơn, Hà Nội          | Khởi nguồn từ ngôi miếu thờ nhỏ mang tên Đổng Thiên Vương và chùa Non Nước đã được xây dựng từ thời Đinh Tiên Hoàng để làm nơi tu hành của Quốc sư Khuông Việt | Thời Đinh     |
| Đền Bạch Mã            | Kim Bảng, Ninh Bình      | Khi Đinh Bộ Lĩnh khởi binh đã dẫn quân đến cầu đảo tại đền Bạch Mã bảo vệ thành Đại La. Sau khi lên ngôi, Đinh Tiên Hoàng Đế nhớ tới sự linh ứng của Thần đã sức cho làng Đặng Xá lập đền thờ và phong hiệu: Hộ Quốc Bảo Cảnh Linh Thông Tế Thế - Đô Đại Thành Hoàng Linh Lang Bạch Mã ĐạI Vương Thượng Đẳng Phúc Thần. Đền thờ Thần Bạch Mã ở đầu làng Đặng Xá gọi là miếu Thượng. | Thời Đinh     |
| Đình làng Luồng        | Biên Sơn, Bắc Ninh       | Đình làng Luồng có từ thời Đinh, thờ hai vị có công phò giúp Hùng Định Vương dẹp quân Thục là Cao Sơn và Quý Minh. | Thời Đinh     |
| Đền Chóa               | Yên Trung, Bắc Ninh      | Đền Chân Lạc ở xã Dũng Liệt thờ 3 vị thần là: Thủy tộc long quân, Hoàng Hà long khiết phu nhân và Tam Giang công chúa thời Hùng Vương. Nội dung câu đối ở đền còn ghi rõ việc vua Đinh Tiên Hoàng trên đường đi đánh giặc, tháng 6 năm Mậu Dần, vào đền cầu đảo được linh ứng, nên đã làm thơ ở đền. Trong đền Chóa còn lưu giữ chiếc gáo đồng vua Đinh ban tặng trong một lần cầu mưa. | Thời Đinh     |
| Đình Tây               | Nhân Thắng, Bắc Ninh     | Khu di tích lịch sử đình Tây ở thôn Gia Phú, xã Bình Dương, Gia Bình, Bắc Ninh thờ phụng Đức thánh Côn Lang thuộc dòng dõi họ Hùng, người có công đánh giặc Thục. Đến đời vua Đinh Tiên Hoàng đi dẹp giặc qua nơi này, được Ngài âm phù. Vua Đinh, phong cho ngài là Côn Lang đại vương và ra tặng Bản cảnh Thành hoàng Ngưng Hưu chi thần. | Thời Đinh     |
| Chùa Thầy              | Quốc Oai, Hà Nội         | Trên vách đá chùa Bối Am có 3 bia. Bia thứ nhất là "Bối Am tự bi", khắc năm Tân Mùi (1571), đời vua Lê Anh Tông (1557-1573) cho biết chùa Thầy nguyên thủy được xây dựng từ thế kỉ X, dưới thời Đinh (968-980) và được mở mang dưới các triều đại sau đó. | Thời Đinh     |
| Chùa Vô Vi             | Chương Mỹ, Hà Nội        | Vào thế kỷ thứ X, một trong những thủ lĩnh của 12 sứ quân đến đây mai danh ẩn tích tại núi Trầm rồi dựng lên ngôi chùa Vô Vi. Thời Tiền Lê, chùa xây dựng ở chân núi có tên gọi là Phúc Trù tự. Thời Trần chùa được xây dựng ở lưng núi gọi là Trai Tinh tự. Thời Hậu Lê, niên hiệu Hồng Thuận 6 (1514) chùa dời lên gần đỉnh núi như ngày nay, đổi lại tên như thời Đinh là Vô Vi tự. | Thời Đinh     |
| Đền Nội Bình Đà        | Bình Minh, Hà Nội        | Tục truyền, bức phù điêu tại đền Nội Bình Đà được khởi dựng từ thời nhà Đinh, khi Đinh Tiên Hoàng lên ngôi Hoàng đế đã cho xây đền Hùng tại Phong Châu cũng cho xây dựng đền Nội ở làng Bình Đà để thờ Lạc Long Quân. Vua Đinh đã giao cho Hoàng hậu Đan Gia và Đinh Quốc công Nguyễn Bặc đặc trách, cùng với Bộ Lễ tuyển các thợ giỏi để chế tác Bảo vật quốc gia bức phù điêu giá tượng Đức Quốc Tổ Lạc Long Quân tại đền Nội.. | Thời Đinh     |
| Chùa Triều Khúc        | Thanh Liệt, Hà Nội       | Theo hiện vật còn lại, chùa Triều Khúc có dấu tích từ thời nhà Đinh. Điều này được căn cứ vào các chữ trên câu đối hiện còn đặt trên Tam bảo của chùa đó là: “Hương Vân tự Cổ Tòng Đinh - Lý - Trần - Lê Kỷ Kinh Vật Hoán Tinh Di Thần Thông Tự Tại”. Chùa Triều Khúc đã được Nhà nước xếp hạng Di tích Lịch sử - Nghệ thuật - Kiến trúc ngày 29/01/1993. | Thời Đinh     |
| Đình Trân Tảo          | Thuận An, Hà Nội         | Đình Trân Tảo thờ Lý Công Tấn là Linh thông Hiển hiện Đại vương. Theo thần phả, ngài đã có công âm phù giúp Đinh Tiên Hoàng thống nhất đất nước. | Thời Đinh     |
| Chùa Đồng Ngọ          | Nam Đồng, Hải Phòng      | Chùa Đồng Ngọ là một trong hai ngôi chùa cổ nhất của Hải Dương. Quốc sư Khuông Việt đã xây dựng chùa này vào năm 971 theo chiếu lệnh của vua Đinh Tiên Hoàng. | Thời Đinh     |
| Chùa Côn Sơn           | Trần Hưng Đạo, Hải Phòng | Chùa Côn Sơn nằm dưới chân núi Hun. Tương truyền nơi đây là nơi hun gỗ làm than và đã từng diễn ra trận hoả công hun giặc, dẹp loạn 12 sứ quân của Đinh Bộ Lĩnh ở thế kỷ X. Nên ngoài tên gọi núi Côn Sơn, núi còn có tên là Kỳ Lân hay núi Hun. | Thời Đinh     |
| Chùa Đô Quan           | Yên Đồng, Ninh Bình      | Căn cứ vào tư liệu còn lưu giữ tại chùa Đô Quan (Yên Khang, Ý Yên, cũ) cùng truyền thuyết ở địa phương thì từ thế kỷ thứ 10, sứ quân Phạm Phòng Át về đây lập nên phường Quán Đổ và xây dựng chùa Đô Quan. | Thời Đinh     |
| Chùa Tường Quang       | Thủy Nguyên, Hải Phòng   | Qua những tư liệu lịch sử để lại, chùa Tường Quang được xây dựng từ thời Đinh, thế kỷ 10. Chùa Tường Quang danh lam cổ tự có niên đại trên ngàn năm tuổi thuộc diện rất hiếm có của thành phố Hải Phòng. | Thời Đinh     |
| Đình Văn Tràng         | An Lão, Hải Phòng        | Năm 968 Đời Vua Đinh Tiên Hoàng dựng nghiệp, mở nước có qua sông Lạch Tray và đóng quân nghỉ trên đất An Tràng. Đêm nằm mộng thấy 3 vị thánh Đền An Tràng linh ứng âm phù, dương trợ cho nhà Vua thống nhất thiên hạ. Vua Đinh Tiên Hoàng dẹp xong thập nhị sứ quân, nhớ ơn các vị thánh thiêng Đền An Tràng lại phong sắc. | Thời Tiền Lý  |
| Đền Vua Bà             | Hồng An, Hải Phòng       | Đền Vua Bà thờ vị thần có tên Trần Hồng Nương, có công âm phù giúp Đinh Tiên Hoàng dẹp loạn 12 sứ quân. | Thời Đinh     |
| Miếu Vũ                | Hải Lựu , Phú Thọ        | Miếu Vũ tọa lạc tại thôn Xóm Làng, xã Bạch Lưu, huyện Sông Lô, tỉnh Vĩnh Phúc thờ ba vị thần: Linh Lang đại vương, Sơn Lang đại vương và Minh Lang đại vương có công âm phù giúp vua Đinh Tiên Hoàng dẹp loạn 12 sứ quân vào thế kỷ X khi vua hành quân qua làng Bạch Lưu Thượng. | Bắc Thuộc     |
| Đình Phúc Lập Ngoài    | Tam Sơn, Phú Thọ         | Thời Đinh Bộ Lĩnh dẹp loạn 12 sứ quân, biết sự linh ứng của đình Phúc Lập, đã làm lễ cầu đảo tại đây. Khi thống nhất non sông về một mối, Đinh Bộ Lĩnh lên ngôi Hoàng đế, ngài ban thưởng công trạng cho các tướng sĩ, gia phong mỹ tự cho bách thần có công âm phù dẹp giặc. Đế Nương và Cao Vương là 2 vị thần của đình được phong là “Khả Lã Đế Nương Đế Phi Đệ nhị vị”. | Thời Đinh     |
| Đình Phù Chính         | Thổ Tang, Phú Thọ        | Thời Đinh Bộ Lĩnh dẹp loạn 12 sứ quân đã dừng chân nghỉ ngơi tại đình Phù Chính. Khi lên ngôi hoàng đế ông đã phong nhị vị thành hoàng làng Phù Chính là “Khả Lã Đế Nương Đế Phi Đệ nhị vị”. | Thời Đinh     |
| Đền Cửa Rừng           | Thanh Lâm, Ninh Bình     | Thời Đinh Bộ Lĩnh đứng lên dẹp loạn 12 sứ quân trên đường kéo đại binh từ Hoa Lư đi dẹp loạn khi qua nơi đền Cửa Rừng Bồng Lạng đã dừng chân cầu khấn oanh linh tứ vị đại vương âm phù cho mưu cầu thành công việc nghĩa. Sau khi dẹp xong loạn 12 sứ quân và lên ngôi hoàng đế, không quên ân đức các vị thần nơi đền Cửa Rừng, Đinh Tiên Hoàng đã xuống chiếu ban sắc phong và sức cho dân chúng Bồng Lạng trang muôn đời hương khói phụng thờ. | Thời Đinh     |
| Chùa Tam Chúc          | Tam Chúc, Ninh Bình      | Chùa Tam Chúc được Đinh Tiên Hoàng đế cho xây dựng trên quê hương của hoàng hậu Dương Thị Nguyệt, hiện nay quần thể chùa Tam Chúc được đầu tư thành khu du lịch tâm linh lớn ở Hà Nam. | Thời Đinh     |
| Đình Lỗ Khê            | Đông Anh, Hà Nội         | Đinh Tiên Hoàng đã làm lễ thần và xin thánh Thủy Thần “Mỹ tự âm phù” về kinh đô cầu mưa. Được toại nguyện, vua Đinh Tiên Hoàng phong tặng hai đức thánh bốn chữ vàng: “Nhị vị đại vương” | Bắc thuộc     |
| Đền Thánh Cả           | Hòa Xá, Hà Nội           | Theo thần phả, khi Đinh Bộ Lĩnh dẹp loạn 12 sứ quân đã đến làng Hữu Vĩnh hạ trại làm lễ cầu nguyện được Thần báo mộng âm phù giúp ông dẹp giặc. Sáng hôm sau, Vua chọn 12 thanh niên trai tráng của làng Hữu Vĩnh xung vào đội quân. Từ đó đánh đến đâu thắng đến đấy. Nhà vua sắc phong "Thượng đẳng thần" cùng mỹ tự. Ngày 11 tháng giêng hàng năm, nhà vua xa giá về đây hành lễ. Từ đó, ngày 10, 11, 12 tháng giêng trở thành ngày hội lớn của nhân dân địa phương. Kỳ lễ tế vua Đinh, tưởng niệm vua Đinh hiện nay được đân làng tổ chức tế lễ 1 ngày (đầu tháng 2) | Bắc thuộc     |
| Chùa Trung Trữ         | Tây Hoa Lư, Ninh Bình    | Chùa thờ Phật được xây dựng trước cửa động Anh Linh. Tại đây còn có đình Trung Trữ thờ vua Đinh Tiên Hoàng, vua Lê Đại Hành, Thái hậu Dương Vân Nga và lưỡng triều nhà Đinh, Tiền Lê. | Thời Đinh     |
| Chùa Phong Phú         | Tây Hoa Lư, Ninh Bình    | Chùa Phong Phú thờ phật và thần Thiên Tôn, vị thần trấn đông Hoa Lư tứ trấn. Tại đây có những mảng chạm khắc các vị La Hán bên vách núi tự nhiên mang tính nghệ thuật cao. | Thời Đinh     |
| Đền Thánh Cả           | Hoa Lư, Ninh Bình        | Đền Thánh Cả nằm bên núi Ngọc Mỹ Nhân, đền thờ thần Thiên Tôn, vị thần trấn đông Hoa Lư tứ trấn | Thời Đinh     |
| Chùa Hưng Phúc         | Định Tân, Thanh Hóa      | Chùa Hưng Phúc xây dựng từ thời Đinh tại làng Lang Thôn, xã Định Tiến, huyện Yên Định, tỉnh Thanh Hóa | Thời Đinh     |
| Chùa Am Các            | Hải Lĩnh, Thanh Hóa      | Quần thể chùa Am Các gồm Chùa Trình, chùa Hạ, chùa Trung, chùa Thượng được xây dựng từ thời Đinh hiện đang được phục dựng và mở rộng. Chùa Am Các là nơi tu hành của Khuông Việt Đại sư Ngô Chân Lưu. | Thời Đinh     |
| Chùa Hương Nghiêm      | Thiệu Trung, Thanh Hóa   | Chùa Hương Nghiêm là chùa cổ được xây dựng vào loại sớm nhất xứ Thanh. Quan Bộc xạ Lê Lương là người giàu thịnh “dốc lòng làm việc thiện, tôn sùng tượng giáo, mở mang phong cảnh” đã có công xây dựng chùa Hương Nghiêm. | Thời Đinh     |
| Đập Nhà Đinh           | Hoa Quân, Nghệ An        | Đập Nhà Đinh là công trình thủy lợi cổ hiện vẫn còn dấu tích ở xã Thanh Hương, Thanh Chương, Nghệ An. Đập được Quan thứ sử Đinh Công Trứ cho đắp khi ông trấn thủ Hoan Châu năm 938 và được Vua Đinh sau này sử dụng. Đập Nhà Đinh là tuyến đê cổ nhất trong lịch sử Việt Nam còn tồn tại đến ngày nay. | Thời Đinh     |
| Đường Đanh             | Yên Cường, Ninh Bình     | Đường Đanh hay đường Vua Đinh là con đường cổ được làm từ thời Vua Đinh Tiên Hoàng còn tồn tại đến ngày nay, nó cũng được kết nối với Đường Vua Đinh ở Ninh Bình bằng tuyến quốc lộ 37C. Đường Đinh qua các xã Yên Cường, Yên Thắng, Yên Tiến, Yên Hồng, Yên Chính. | Thời Đinh     |
| Đường Vua Đinh         | Đại Hoàng, Ninh Bình     | Đường Vua Đinh là con đường cổ còn tồn tại đến ngày nay, đường Vua Đinh đi qua các xã Gia Thủy, Gia Hưng, Gia Phú nay trở thành quốc lộ 37C chỉ còn đoạn đường Vua Đinh qua xã Gia Phương, Gia Thắng, Gia Tiến (tỉnh lộ 477B) vẫn còn nguyên tên gọi. Đây là con đường mà Đinh Bộ Lĩnh chạy trốn trong truyền thuyết sông Hoàng Long. | Thời Đinh     |
| Đình Minh Cầm          | Bình Thuận, Tuyên Quang  | Hàng năm vào tháng giêng, Vua Đinh Tiên Hoàng xa giá từ kinh đô Hoa Lư về đây làm lễ thể hiện sự linh ứng của hai vị thần Cao Sơn, Quý Minh do trước đây Vua Đinh bị vây hãm ở chùa, hai vị thần đã hiển linh phù trợ và giải thoát được. Từ đấy trở đi vua và dân làng vẫn thường tới đây tế lễ. | Hùng Vương    |
| Đình Nghè, Đình Thạt   | Mỹ Hào, Hưng Yên         | Di tích thờ các tướng thời Hùng Vương đã hiển thánh âm phù Đinh Bộ Lĩnh khi đi đánh dẹp loạn 12 sứ quân bị vây hãm tại đây. | Hùng Vương.   |
| Chùa Mục Đồng          | Mỹ Hào, Hưng Yên         | Một lần, vua Đinh Tiên Hoàng qua đây thấy cảnh làng quê, yên bình, trẻ em ngộ nghĩnh liền ngự lại một vài ngày. Một đêm, Vua mơ thấy Phật Quan Âm bế bồng trẻ nhỏ. Như điềm báo sự linh thiêng, đã cho xây dựng ngôi chùa ở đây đặt tên là chùa Mục Đồng (chùa Trẻ nhỏ- chùa Cầu con). Nhiều gia đình trong làng ngoài tỉnh khắp nơi về đây cầu tự (cầu con). Đặc biệt, ba vị Thành hoàng làng của 3 làng chính là những người được bố mẹ cầu tự tại chùa Mục Đồng. | Thời Đinh.    |
| Chùa Sùng Bảo          | Đường Hào, Hưng Yên      | Chùa Sùng Bảo có từ thời Đinh Tiên Hoàng. Khi Vua đi đánh giặc tại đây đã được giải vây trước sự truy sát của kẻ thù. | Thời Đinh.    |
| Đình Thôn Hạ           | Phù Đổng, Hà Nội         | Di tích thờ vị tướng thời Hai Bà Trưng đã hiển thánh âm phù Đinh Bộ Lĩnh khi đi đánh dẹp loạn 12 sứ quân bị vây hãm tại đây. | Hai Bà Trưng. |
| Đình Thượng Lâm        | Phúc Sơn, Hà Nội         | Đình làng Thượng Lâm được xây dựng từ thời Vua Đinh Tiên Hoàng. Thần tích làng Thụy Lâm cho biết, vua Đinh Tiên Hoàng đã tặng trống đồng Miếu Môn cho làng Thượng Lâm để thờ trong đình. Văn bia cho biết: Đền Thượng Lâm có chiếc trống đồng là chiến lợi phẩm của Đinh Tiên Hoàng thu được khi đánh dẹp các sứ quân, sau đem tặng vào đền thờ để báo đáp công của thần đã giải vây cho mình trong một trận đánh. | Thời Đinh     |
| Đình Vũ Xá             | A Sào, Hưng Yên          | Ngọc phả đình Vũ Xá cho biết khi Đinh Bộ Lĩnh xa lộ “Thập nhị sứ quân chi loạn”, đến ấp Vũ Xá, trang Hưng Tổ bỗng thấy ba cụ già dung mạo khác thường đứng ra cản đường, quân sĩ kinh hãi không dám tiến lên, Đinh Bộ Lĩnh xuống ngựa rút gươm khấn rằng: “Nếu ba ngài linh thiêng hãy nhường đường cho ta đi dẹp loạn…”, dứt lời ba cụ già biến mất. Đêm ấy, ở ấp Vũ Xá, Đinh Bộ Lĩnh nằm mộng thấy ba vị tiên công nói rằng “Hoàng thiên đã an bài, có vua ắt có thần…”. Quả nhiên, sau đêm lưu lại Vũ Xá, Đinh Bộ Lĩnh dẹp tan 12 sứ quân, xưng vương.                | 1970          |
| Chùa Phú Lạc           | Trần Hưng Đạo, Hưng Yên  | Chùa Phú Lạc có tên chữ là Ngái Lăng tự, theo dân gian thì ngôi chùa này được xây dựng từ trước thế kỷ thứ X. Thời Trần Minh Công làm chủ ở Bố Hải Khẩu, chùa là địa điểm đóng quân của Minh Công, là "thao trường" luyện võ để dẹp loạn các sứ quân khác trong loạn "Thập nhị sứ quân". Để động viên tướng sĩ, Minh Công đã lấy ngày mồng 1 tháng 2 để tổ chức mở hội khao quân ăn mừng chiến thắng. Sau ngày Trần Minh Công qua đời, dân lập cung thờ ông ngay tại chùa và từ ngày ấy, hàng năm dân làng lại mở hội vào ngày mồng 1 tháng 2 để tưởng nhớ về ông.       | Thời Đinh     |

## Phân bố di tích
Ninh Bình, quê hương nhà Đinh và là nơi đặt kinh đô Hoa Lư nên có mật độ di tích thời Đinh dày đặc khắp tỉnh, phản ảnh đa dạng về dấu tích kinh đô Hoa Lư, các căn cứ quân sự, cuộc đời, sự nghiệp Vua Đinh Tiên Hoàng, hoàng tộc nhà Đinh và các vị tướng. Có trên 300 di tích thờ danh nhân thời Đinh như ở khu cố đô Hoa Lư; Quần thể di tích thờ Vua Đinh ở Ninh Bình nằm ở các vùng Ý Yên, Gia Viễn, Nho Quan, Thanh Liêm, Kim Bảng cũ; các nơi thờ tướng lĩnh nhà Đinh như Đinh Điền, Nguyễn Bặc, Lê Hoàn, Cao Lịch, Trần Lãm,...
Hà Nội hiện thống kê được 112 di tích thời Đinh, tập trung nhiều ở các vùng Ứng Hòa: 16 di tích, Thanh Trì: 14 di tích, Gia Lâm: 14 di tích, Quốc Oai: 9 di tích, Thanh Oai: 7 di tích, Phú Xuyên: 6 di tích, Long Biên: 6 di tích. Hà Nội là quê hương của 40 vị tướng nhà Đinh, tiêu biểu như: 3 anh em họ Cao ở Quốc Oai; Cao Quang Vương, 3 anh em họ Phạm: Phạm Tích, Phạm Thánh, Phạm Thành, 3 anh em người trang Vân Đình ở Ứng Hòa; Đào Trực ở Hoài Đức; Đương Giang ở Đông Anh; Hà Khôi, Hoàng Thông ở Thanh Oai, 6 anh em trai họ Nguyễn ở Phú Xuyên,... Hà Nội là nơi sinh trưởng và lập nghiệp của các sứ quân: Nguyễn Siêu, Đỗ Cảnh Thạc, Ngô Nhật Khánh, rất nhiều vùng ở Hà Nội là các căn cứ quân sự thời 12 sứ quân của các vị tướng nhà Đinh. Đặc biệt Hà Nội có 2 đền thờ Vua Đinh Tiên Hoàng là đền Hoàng Đế ở xã Hợp Thanh, Mỹ Đức và đền Bách Linh ở Ứng Hòa đều là nơi ghi dấu Vua dừng chân tuyển quân lính. Ở Ứng Hòa còn có đền thờ Hoàng hậu Nguyễn Thị Sen được phong là Bà tổ nghề may ở Việt Nam. Ở Sơn Tây còn có đình Phù Sa thờ công chúa Đinh Phù Dung và phò mã Trương Quán Sơn có công phá Tống bình Chiêm,...
Hưng Yên là nơi gắn liền với sự nghiệp đánh dẹp, thu phục 3 sứ quân Phạm Bạch Hổ, Lã Đường và Trần Lãm nên có hàng trăm di tích về thời Đinh. Nhân dân vùng Kỳ Bố Hải Khẩu đã có công lao rất lớn để tạo tiền đề cho sự nghiệp thống nhất đất nước của Đinh Tiên Hoàng. Đây là nơi Đinh Bộ Lĩnh gia nhập lực lượng của sứ quân Trần Lãm, tạo dựng mối liên kết làm bàn đạp đánh dẹp các sứ quân. Đặc biệt Thái Bình có đền thờ và lăng mộ Đinh Triều Quốc Mẫu Đàm Thị là thân mẫu Vua Đinh Tiên Hoàng và có đền Thánh Mẫu là nơi thờ Hoàng hậu nhà Đinh Đinh Thị Tỉnh. 
Hải Phòng dù không có sứ quân nào chiếm đóng nhưng là quê hương của hơn 30 vị tướng thời Đinh: Võ Trung, Trương Phương, Trương Tề, Trương Tụy, Phạm Quảng, Cao Phúc, Đào Tế, Đào Lai, Đào Độ, Cao Minh, Đặng Chân, Trịnh Thị Khang, Đặng Trí, Đặng Sỹ Nghị, Đặng Sỹ Phan, Đặng Sỹ Lẫm, Hoàng Trung, Hoàng Chí, Hoàng Uy, Nguyễn Phấn, Đinh Văn Cung, Nguyễn Trọng, Nguyễn Quý, Phạm Hạp, Phạm Cự Lượng, Phạm Nhật, Trình An Tể, Trịnh Minh, Trịnh Lương, Trịnh Nguyên, Trịnh Khang,... Các di tích phản ánh lực lượng hùng hậu nhân dân Hải Phòng đã theo các tướng gia nhập quân đội của Đinh Bộ Lĩnh như: Võ Trung có hơn 10000 quân lính, Phạm Hạp có 2000 lính, Đặng Sỹ Nghị có 6000 lính, Đào Ngọc Sâm có 2000 lính, Đinh Văn Cung có hơn 100 lính,... Những di tích ở vùng đất này cũng có dấu tích của các sứ quân Trần Lãm và Phạm Bạch Hổ.
Nghệ An gắn với sự nghiệp của quan thứ sử Đinh Công Trứ và các tướng nhà Đinh như Cao Các, Võ Trung, Ngô Xương Xí nên có 16 di tích, tiêu biểu như đền thờ Hồ Hưng Dật ở xã Ngọc Sơn, huyện Quỳnh Lưu thờ người giúp vua Đinh dẹp loạn. Ở xã Quỳnh Hoa, Quỳnh Lưu có đền Cửa Gan và ở xã Hưng Long, Hưng Nguyên có đền Xuân Hòa thờ tướng Cao Các. Theo Ngọc phả, Đại vương là vị tướng mưu lược, có công giúp Đinh Bộ Lĩnh dẹp loạn 12 sứ quân, đánh đuổi quân Chiêm Thành. Sau khi ông mất, nhà Đinh thương tiếc cho lập đền thờ. Các triều vua về sau đã phong sắc cho ông là "Thượng thượng đẳng tối linh Tôn Thần." Võ Trung là tướng nhà Đinh có công đánh dẹp Chiêm Thành và mất ở núi Mộ Dạ nên được dân Hoan Châu tôn thờ.
Bắc Ninh có gần 30 nơi thờ tướng lĩnh nhà Đinh và các sứ quân như đình Đông Cốc, Thuận Thành thờ Linh Thông đại vương. Đình Đại Vi, Nghè Gạ, Nghè Nối ở làng Đại Vi xã Đại Đồng thờ ba vị thần là Chàng Ngọ, Chàng Mai và Bạch Đa. Miếu Cửu Tướng Quân ở Thuận Thành thờ 9 vị trung thần thời Đinh. Đền Du Tràng ở xã Giang Sơn, Gia Bình thờ Lang Công và Chiêu Công là tướng nhà Đinh. Đình Phú Trên và đình Phú Dưới ở Phú Hòa Lương Tài thờ 3 vị tướng quân thời Đinh. Bắc Giang có 5 di tích thời Đinh. Tiêu biểu nhất là Đình Đông Trước ở xã Mai Đình, Hiệp Hòa là di tích kiến trúc nghệ thuật cấp quốc gia, thờ Bạch Tượng thời nhà Đinh; Đình Hoàng Phúc thờ 3 vị Thần từ thời Vua Đinh Tiên Hoàng: Lâm Giang phụ quốc chi thần, Bảo Vũ Hộ chi thần, Anh La đôn khác có công giúp Vua dẹp loạn 12 sứ quân; Đình Nội Hương thờ Đương Giang Đại Vương; Đình Đoan Bái thờ Lý Cương Nghĩa, Đào Thiên Nương có công giúp Đinh Tiên Hoàng đế đánh dẹp 12 sứ quân...
Thanh Hóa có 12 nơi thờ tướng lĩnh thời Đinh như: di tích Phủ Vạn (xã Tiến Nông, Triệu Sơn) thờ ba vị tướng Trần Công Hoan, Trần Công Huân và Trần Công Tiếu; đình Tam Lạc ở căn cứ Bình Kiều thờ tướng Cao Sơn là những người có công giúp Đinh Bộ Lĩnh dẹp loạn sứ quân của Ngô Xương Xí. Đền thờ Trình Minh thuộc thôn Ngọc Xuyết, xã Hà Châu, huyện Hà Trung, tỉnh Thanh Hóa thờ người khởi tổ của dòng họ Trình ở làng Xuyết Khu xưa và là người có công lập nên làng Ngọc Xuyết và giúp Đinh Bộ Lĩnh dẹp loạn. Đặc biệt, Xứ Thanh là nơi đặt căn cứ của thủ lĩnh Ngô Xương Xí trong số 12 sứ quân. Nơi đây ghi nhận Vua Đinh Tiên Hoàng đã về đây thực hiện công cuộc dẹp loạn và được nhân dân ủng hộ. Đền thờ Vua Đinh ở làng Quan Thành, xã Thọ Tân, huyện Triệu Sơn và Nghè Xuân Phả thờ Hoàng hậu Dương Thị Nguyệt minh chứng cho những đóng góp của đất và người Xứ Thanh với triều đại nhà Đinh.
Phú Thọ có hơn 20 di tích liên quan đến triều đại nhà Đinh trên địa bàn. Khi Đinh Bộ Lĩnh về đây dẹp loạn họ Kiều, được người Phú Thọ hưởng ứng và theo giúp rất đông. Tiêu biểu như Bùi Quang Dũng đã tụ tập được 600 quân binh tại Phong Châu gia nhập với lực lượng Hoa Lư. và Lý Mộc Trang người Thanh Ba đã dung nạp 300 người ở huyện Tam Nông cùng tham gia quân đội Hoa Lư. Thần phả đình Đông Thượng ở Đông Thành, Thanh Ba cho biết họ Vi làng Đông Thành đã giúp Đinh Bộ Lĩnh dẹp loạn 12 sứ quân. Đền Phú Động ở Sơn Cương, Thanh Ba thờ Bạch Quốc, tướng dưới thời Đinh Tiên Hoàng, là người làng Phú Động có công theo giúp Đinh Bộ Lĩnh đánh dẹp sứ quân Kiều Thuận.  Đình Tề Lễ ở Cao Xá, Lâm Thao thờ Hoàng Định, người theo về với Vua Đinh đi dẹp loạn 12 sứ quân và được phong chức quan đóng trước thành cũ của Kiều Công Hãn. Đặc biệt Phú Thọ hiện có 03 đình thờ Đinh Bộ Lĩnh là đình Nông Trang, đình Vân Cơ ở Việt Trì hay đình Sóc Bai ở xã Lạc Thủy phía nam của tỉnh. Khu vực Vĩnh Phúc cũ nổi bật nhất là cụm di tích đền Gia Loan thờ sứ quân Nguyễn Khoan, thờ tướng nhà Đinh có đình Bồ Lý, xã Bồ Lý, huyện Tam Đảo thờ 2 vị thành hoàng làng: Giang Khẩu Hộ Sát Linh Thính và Giản Sơn Linh Ứng giúp vua Đinh dẹp loạn; Miếu Vũ tọa lạc tại thôn Xóm Làng, xã Bạch Lưu, huyện Sông Lô ghi dấu tích Vua Đinh đã về và dừng chân tại nơi này.
Thái Nguyên có 4 di tích thờ Phạm Cự Lượng, vị tướng 2 triều Đinh và Tiền Lê. Ở vùng Bắc Kạn xưa có đền  Phja Đeng thờ Vua Đinh Tiên Hoàng của người Tày. 
Quảng Trị có 2 di tích thời Đinh là Cồn Đầu Trâu ở xã Hải Hòa, huyện Hải Lăng là nơi tưởng niệm Đinh Bộ Lĩnh và đình Bích La thờ tướng Cao Các thời Đinh.
Đà Nẵng cũng có đền thờ Vua Đinh ở huyện Hòa Vang và một số nơi vị tướng Cao Các có công đánh giặc Chiêm Thành. Là nơi phát triển mạnh làng nghề may truyền thống trong khu phố cổ Hội An, do đó mà hàng năm nơi đây đều tổ chức lễ giỗ tổ nghề may vào ngày 12 tháng 12 âm lịch để tôn vinh Thánh tổ nghề may là Hoàng hậu Nguyễn Thị Sen, người đã phát triển nghề may trong cung đình và được hậu thế ghi nhận, tôn vinh. Đền thờ Vua Đinh Tiên Hoàng cũng được xây dựng ở làng Hạ Nông, xã Điện Phước, thị xã Điện Bàn, tỉnh Quảng Nam.
Các tỉnh xa hơn cũng có di tích thời Đinh như các đền thờ Vua Đinh Tiên Hoàng tại Cao Bằng, Lạng Sơn, Bắc Kạn, An Giang, Tuyên Quang, Đăk Lắc, Thành phố Hồ Chí Minh, Bà Rịa – Vũng Tàu, Hà Tĩnh...